# 印度尼西亞佔領東帝汶
印度尼西亞對東帝汶的佔領從1975年12月7日印尼全面入侵東帝汶起，至1999年10月31日最後一支印尼軍隊撤出東帝汶止。在此期間，印度尼西亞共和國以去殖民化為由，對東帝汶實施了暴力、野蠻的軍事佔領與霸權統治。
東帝汶原由葡萄牙殖民統治。葡萄牙在1974年康乃馨革命後，推行非殖民化政策，使東帝汶的前途陷入不確定之中。1975年，主張獨立的东帝汶独立革命阵线在帝力贏得內戰，於11月28日單方面宣布獨立，成立東帝汶民主共和國。兩天後，內戰其餘方代表在印尼壓力下，簽署《巴里博宣言》，譴責獨立革命陣線阻礙衝突和解，呼籲印尼採取措施，保護「現在自認為是印尼人」的東帝汶人民「免受恐怖統治迫害」。一週後的12月7日，印度尼西亞展開「蓮花行動」，全面進犯東帝汶，抵抗份子和當地華人被著重處決，平民遭到無差別屠殺。1979年時，東帝汶的武裝抵抗幾乎已被全數摧毀殆盡。
印度尼西亞發兵東帝汶後，联合国安理會立即通过第384號决议，要求印度尼西亞「不再拖延地從該領土撤出其一切部隊」，聯大亦通過決議呼籲撤軍。印尼並未服從，並於次年7月宣布成立東帝汶省，正式吞併東帝汶。印尼此舉於1979年獲澳大利亞外交承認，兩國隨即就帝汶海域未定界展開談判，瓜分該處油氣資源。此外，軍事佔領亦為美、日、加，及諸東盟鄰邦所支持，但軍方對東帝汶獨立運動種種鎮壓，致使印尼國際聲譽折損蒙垢。
二十餘年間，佔領當局系統地組織實施各種暴行。平民遭受各種酷刑折磨，在人為造出的饑荒中餓死。婦女淪為性奴，被士兵反覆蹂躪。強迫失蹤、法外處決、無差別屠殺屢見不鮮。1991年的圣克鲁斯大屠杀震驚世界，類似的屠殺報告不計其數。東帝汶接納、真相與和解委員會統計，印尼佔領期間，約有98,000—202,600名東帝汶人因飢饉或暴力而死，其中17,600—19,600人橫死或失蹤。該委認為印度尼西亞應對七成殘殺負責。
儘管犧牲巨大，東帝汶反抗印尼統治的抵抗運動始終強烈。1996年，諾貝爾獎委員會將當年和平獎授予拉莫斯-奧爾塔和卡洛斯·貝洛，以表彰他們為公正、和平解決東帝汶衝突所做的工作。1998年，印尼權力輪替，翌年東帝汶舉行獨立公投，78.50%的投票者反對東帝汶繼續保留在印度尼西亞國內。
緊隨獨立公投落幕，親印尼的各準軍事團體在東帝汶掀起了最後一輪暴力衝突，幾乎摧毀了當地的所有基礎設施。澳大利亞牽頭的國際武裝部隊最後平息了暴亂，印度尼西亞繼而全面撤軍，東帝汶開始為期兩年半的聯合國接管時期。為「將應為1999年所犯嚴重罪行負責的人繩之以法」，聯合國在過渡當局內設立嚴重罪行股。因該股規模有限，印尼法庭所作判決較少，許多觀察者因而呼籲為東帝汶問題設立國際仲裁庭。
帝力時間2002年5月20日零時，聯合國托管時期結束，沙納納·古斯芒就任東帝汶民主共和國總統，東帝汶獨立。

## 背景

葡屬帝汶紋章

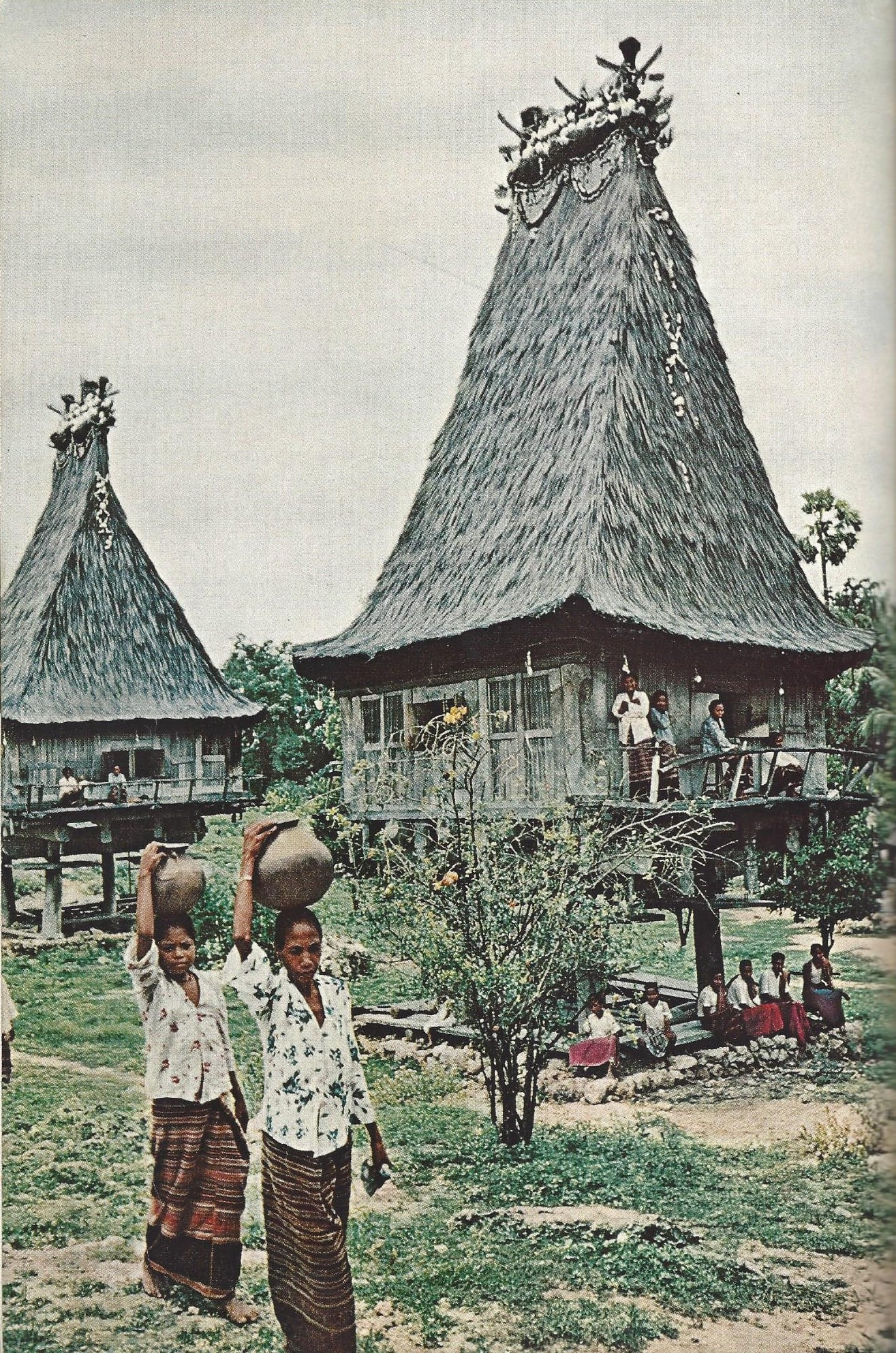
1962年的葡屬帝汶

十六世紀，葡萄牙王國與荷兰帝国先後抵達帝汶島，並就領土問題產生爭議。為結束領土糾紛，兩國於1859年訂立《關於索羅爾群島和帝汶群島部分領土的劃界和交換條約》，規定帝汶島东部及歐庫西區归属葡萄牙；西帝汶归属荷蘭，併入荷属东印度群岛。劃界後，葡萄牙的殖民統治日漸牢固。1941 年，太平洋战争爆發，翌年日軍發動帝汶戰役，佔領帝汶岛。東帝汶以六万人喪生為代价，幫助阻止了日本進一步侵略澳大利亞。

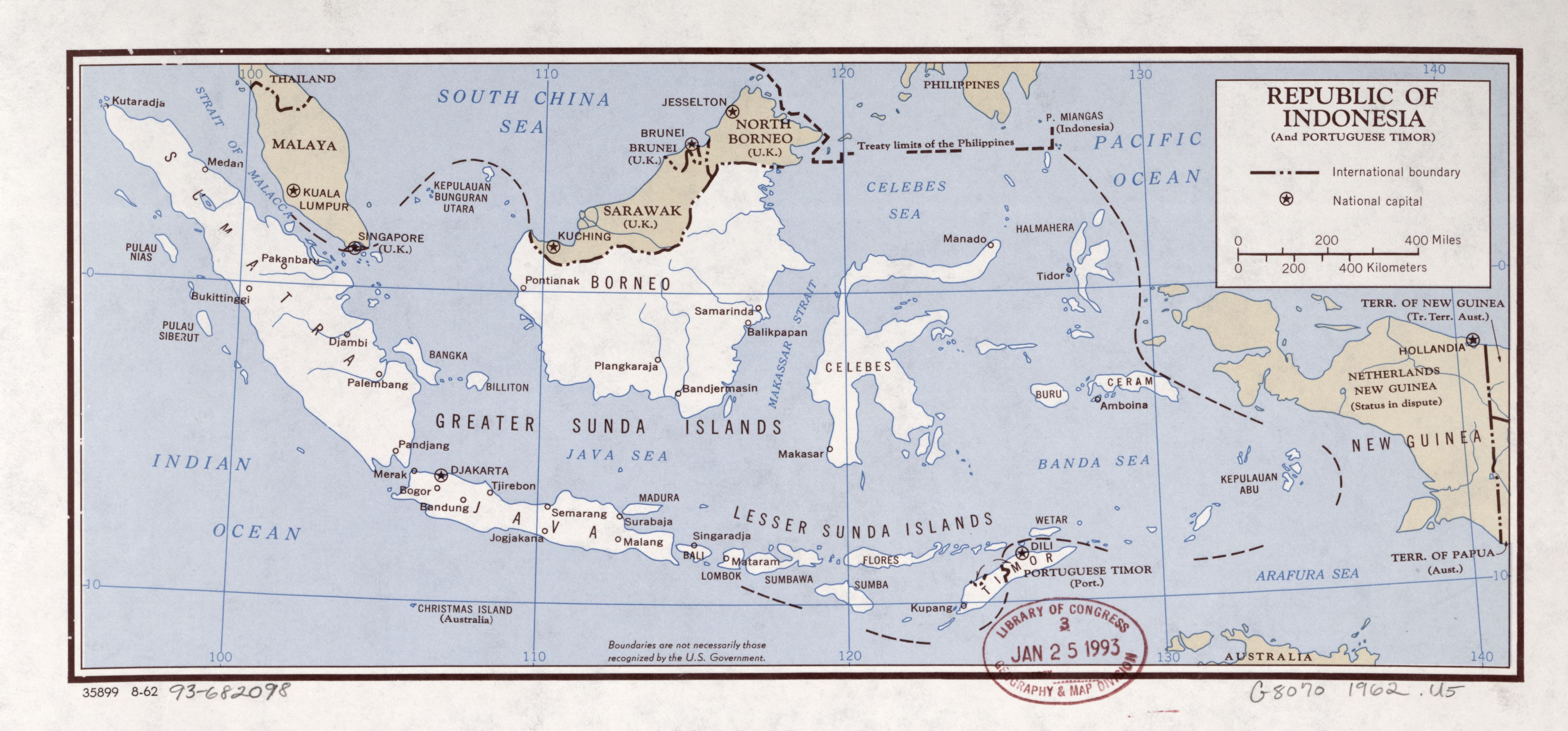
中情局繪製的1962年印度尼西亞與葡屬帝汶地圖

二戰後，印度尼西亞在苏加诺领导下通過革命獨立。蘇加諾政府雖於言辭上反对殖民主义，但並未就葡萄牙對東帝汶的殖民統治提出異議。1959年爆發的維克克叛亂亦未获印尼支持。在六十年代，印尼官方曾數次表示不覬覦葡屬帝汶：1960年，外長苏班德里约在聯大稱：「印度尼西亞對於印尼群島內不屬於荷屬東印度的領土，有如婆羅洲或帝汶顯然沒有任何要求。」兩年後，另一官員則稱「我們非但從未提出過任何領土的要求，且要根本聲明將來也絕對無意如此要求。例如我們對帝汶島目前在葡萄牙統治下的另一部分並未提出要求，雖然這個領土的人民是和我們同種的。」縱是蘇哈托經九三〇事件奪權，印尼局勢生變後，這一立場表面仍舊未改。在印尼將一百名突擊士兵遣往西帝汶的1974年12月，一官員仍堅稱：「印度尼西亞沒有領土野心⋯⋯因而所謂印尼希望吞併葡屬帝汶的問題是不存在的。」
1974年，葡萄牙康乃馨革命爆發後，葡萄牙與葡屬帝汶的關係急劇變化。該國的權力更迭先是在葡屬東非、葡屬安哥拉等殖民地激起了獨立運動，對於東帝汶，葡萄牙新政府亦開啟了以政治進程為首步的去殖民化進程。

### 革陣、民盟、民協三足鼎立
東帝汶於1974年4月開放黨禁時，首先在這片後殖民化的土地上嶄露頭角的有三個小集團——帝汶民主聯盟（民盟）、東帝汶獨立革命陣線（革陣），和帝汶人民民主協會（民協）。三者分別按照其葡文全稱，在西方文獻中簡稱為、和。
民盟成立於5月11日，成員多為前官僚及小農，以葡萄牙與東帝汶原住民的混血後代為主。
一週後的5月20日，革陣成立，最初其名曰「帝汶社會民主協會（ASDT）」，自稱「基於社會主義與民主的普遍學說」，「致力於獨立之權利」。

由於去殖民化進程日益加速，帝汶社會民主協會更名為革陣，並宣稱自己乃「人民唯一的合法代表」。
月末，民協成立，最初稱為「東帝汶併入印度尼西亞協會（AITI）」，主張「基於國際法，與印尼合併，成為自治地區」。
民協擔心獨立會使東帝汶經濟脆弱無依。

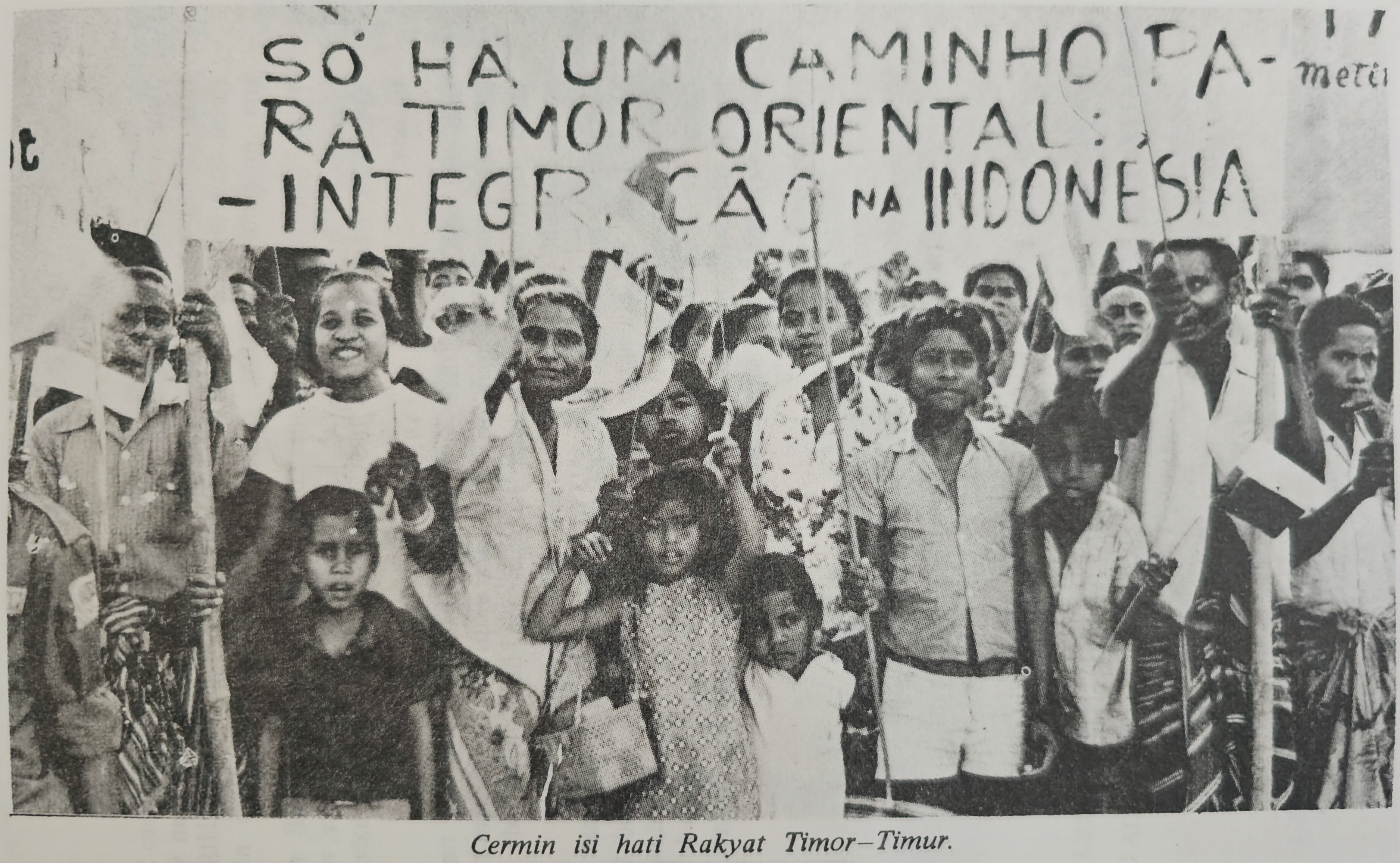
1975年，親印尼的東帝汶人打出「東帝汶只有一條路：併入印度尼西亞」的標語。圖載於，底註為「東帝汶人心聲之照映」。

印度尼西亞的民族主義者，以及恢復安全與秩序行動指揮部、特種部隊指揮部等軍方強硬派，將康乃馨革命視作吞併東帝汶的一次良機。
雅加達顧忌，東帝汶若由左翼力量掌權，將成為敵國用來擾亂印尼的一處基地，且恐刺激印尼國內的各分裂主義勢力。
這種對國家分裂的擔憂，長期以來為與蘇哈托親近的軍方勢力所利用，並成為1990年代末前，印尼政府拒絕考慮給予東帝汶自治權或獨立地位的最強理據之一。
軍情部門最初計劃利用民協，以非軍事手段兼併東帝汶。1975年1月，民盟同革陣為實現獨立而短暫結盟。與此同時，澳大利亞政府報稱，印尼軍隊已於楠榜舉行「侵略前的」軍事演練。為支持民協，科帕蘇斯特種部隊已於數月前暗中展開「科摩多行動」。印尼政府則四處指控革陣領導人有共產傾向、在獨立聯盟中挑起不和，引發東帝汶社會動盪，觀察家認為這是印尼在為之後的侵略製造藉口。五月底，與革陣嫌隙叢生的民盟退出了獨立聯盟。
為調解糾紛，商議前途，1975年6月，葡萄牙去殖民化委員會邀請三方及印尼外交觀察員前往澳門會談。革陣因民協和印尼人員參會而拒絕出席，稱葡萄牙人把東帝汶「管了450年，厭倦了，於是就把我們丟給別人，說『現在你們去管吧』」。革陣的這一態度被民盟、民協斥為阻礙去殖民化進程。革陣成員拉莫斯-奧爾塔曾對這一拒不參會的決定表達「強烈抗議」。他後來在1987年的回憶錄中寫道：「這是一次戰術上的政治失誤，對此我無法找到一種合理的解釋。」

### 民盟政變與小規模內戰
革陣－民盟的短暫結盟破裂後，印尼繼續在宣傳上將革陣塑造為共產、恐怖份子，
誣稱印尼軍方侵入歐庫西地區帶來的居民恐慌係革陣所致，
「越共份子已潛入東帝汶訓練革陣士兵」、「革陣將於8月15日發動政變」等說法在帝力等地廣為流傳。
一時間東帝汶流言四起，6月末，澳門會議草草收場，事態愈發接近失控。
8月11日，民盟嘗試先發制人，在帝力發動政變，佔領總警察署，包圍總督府，
逮捕了數百名革陣領導人與支持者。
而革陣主力因提前收到情報，已暫時返回艾萊烏等山區陣地備戰。
20日，革陣反擊民盟，東帝汶小規模內戰爆發。
在農村地區，黨派紛爭與傳統的部落仇恨、個人恩怨相互疊加，因而死傷最為慘烈。
拉莫斯-奧爾塔後來在回憶錄中詳細記敘了各方暴行，稱戰鬥「血腥殘暴」。根據他引述的國際紅十字會數據，有2-3千人死於內戰。

葡萄牙官員被迫撤至帝汶島以北的阿陶羅島。
出乎葡萄牙和印尼的意料，兩週之後，革陣大敗民盟，
民盟、民協成員經由邊卡巴圖加德逃往印尼控制的西帝汶。
在並不情願的情況下，

9月7日，他們在西帝汶簽署請願書，「要求」東帝汶併入印度尼西亞。

### 全面入侵前夕：獨立與合併宣言

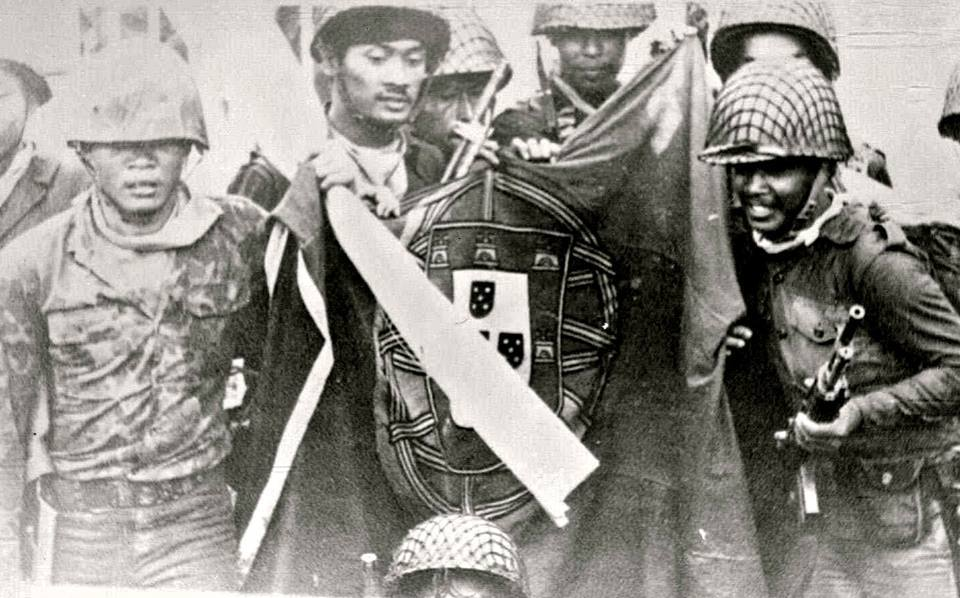
印尼士兵在巴圖加德繳獲一面葡萄牙國旗。

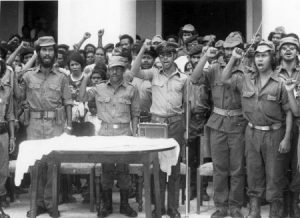
1975年11月28日，革陣宣布東帝汶獨立。

革陣贏得內戰、控制東帝汶後，立即受到了來自西側印尼軍隊與民盟殘部的攻擊。

1975年10月8日，印度尼西亞攻佔了巴圖加德；又於八日後奪取鄰近的巴里博和瑪利亞娜。
他們在巴里博殺死了五名澳大利亞新聞工作者，印尼稱此舉乃意外事故，而東帝汶目擊者則稱軍方是蓄意而為。

新聞工作者的死亡及其引發的抗議和調查，使東帝汶獲得了一時的國際關注與支持。
11月初，印度尼西亞與葡萄牙兩個外長在羅馬舉行會談，商議東帝汶衝突解決方案。
儘管這次會談沒有邀請任何一支東帝汶黨派參加，革陣仍表達了同葡萄牙合作的願望。
兩國同意，葡方應與東帝汶政黨領導會晤，但這樣的安排沒有實現。

當月中旬，印度尼西亞開始從海上砲擊東帝汶沿海居民點阿塔貝。
革陣領導者對毫無作為的葡萄牙深覺失望，他們認為，如若宣布獨立，他們將更有效地抵擋印尼的軍事挑釁。
國家政治總長馬里·阿爾卡蒂里等人開始出訪各國。
據革陣宣稱，這次外交之旅共為東帝汶爭得25國外交支持，其中包括中華人民共和國、蘇聯、莫桑比克、瑞典以及古巴。

1975年11月28日，革陣單方面宣布東帝汶獨立。他們在舊葡萄牙總督府前降下葡萄牙國旗，升東帝汶旗。在默哀與鳴放禮砲後，弗朗西斯·澤維爾·多·阿馬拉爾朗讀獨立宣言，宣布成立「反殖民主義、反帝國主義的」東帝汶民主共和國。開國之後，革陣隨即頒行憲法。弗朗西斯·澤維爾·多·阿馬拉爾和尼古勞·洛巴托被分別確定為東帝汶的總統與總理。

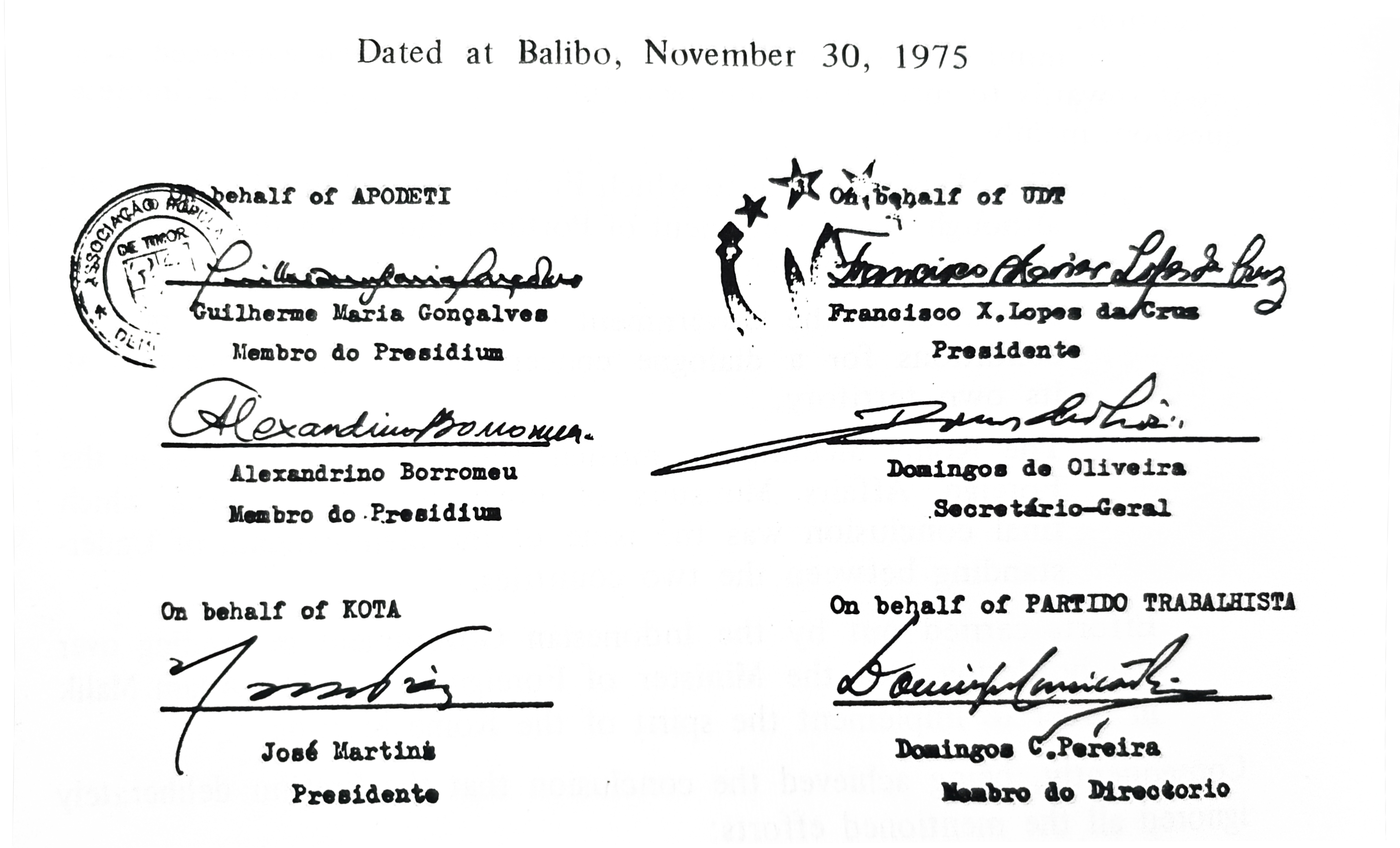
《巴里博宣言》的簽名區

11月30日，在印度尼西亞的壓力之下，民盟、民協等領導人在峇里簽署由印尼情報部門起草的《巴里博宣言》。
此宣言抨擊革陣阻礙和平實現，批評荷、葡殖民者割裂東帝汶與印尼血緣關係和文化紐帶，「莊嚴宣布」葡屬帝汶與印度尼西亞統一。
古斯芒日後將這份宣言蔑稱為宣言，指簽署地峇里島，為印尼語形容詞，指「欺騙的」、「虛假的」。
兩份宣言都被葡萄牙否決，印度尼西亞則對革陣的「單方面行動」表示「遺憾」，另一方面則接受了《巴里博宣言》，表示「真心理解」宣言簽署方併入印尼的要求。一週後印尼政府下達了全面進攻東帝汶的軍事命令。

## 全面入侵東帝汶
1975年12月7日凌晨，印度尼西亞全面入侵東帝汶。當年年末，已有一萬印尼士兵駐紮帝力，另有兩萬人被部署於東帝汶各處。因兵力懸殊，东帝汶民族解放军撤至島嶼中部的山區，採取游擊戰術繼續抵抗。

|  | 1975-1976年10月的控制地區 |  | 1976年10月—1986年1月新增的控制區 |  |  |

### 蓮花行動中印尼軍隊的暴行
印尼入侵數月後，一位在二戰時期留在東帝汶的華裔老人僥倖寄出一封信件，信中說：與日本佔領時期的所有遭遇相較，印度尼西亞人的各種放肆之舉遠遠更加惡劣。
軍事侵略伊始，東帝汶平民就遭到印尼軍隊的大規模屠殺。革陣通過電台播報說：「印度尼西亞的部隊正在無差別殺人，他們在大街上射殺婦女和兒童。我們所有人都會被殺掉。我們懇求國際社會幫助。請做些什麼，阻止這場侵略。」一個難民後來憶稱，印度尼西亞的士兵們「姦污婦女」、「殘殺婦孺和華人商販。」時任天主教帝力总教区副主教馬蒂諾·達·科斯塔·洛佩斯之後稱：「登陸帝力的士兵們見人就殺。街上屍體如山——映入眼簾的只有正在屠殺、屠殺、屠殺的士兵。」而主教荷西·若阿金·里貝羅則在 1977 年時精神崩潰。羅傑·伊斯特是當時東帝汶剩餘的最後一名外國記者，他在嘗試向外界發送報導時遭印尼士兵抓獲，東帝汶首任總理尼古勞·多斯·雷斯·洛巴托的妻子伊莎貝爾·巴雷托·洛巴托亦被俘獲。拉莫斯-奧爾塔在回憶錄中稱，羅傑、伊莎貝爾等約五十名俘虜被帶到帝力港的臨水高臺上，排成一排，被依次槍決，他們的屍體落入大海。這樣的慘殺事件在帝力數不勝數。印尼軍隊要求，每當他們處死一人，圍觀群眾必須大聲計數。
除了革陣支持者之外，印尼軍方亦將東帝汶華人著重清出，予以處決。12月8日，被印尼士兵要求向海中拋屍的華人 Chong Kui Yan 見到了被海浪沖刷上岸的伊莎貝爾的遺體，同日他目睹了約40名華人遭士兵殺死。一位牧師估計，在印尼全面入侵東帝汶的最初幾日，帝力約有2000人遇害，其中約700人為華人。印尼軍隊在向山區進軍的過程中，沿途開展的大規模屠殺有增無減。印尼某高級軍官的東帝汶嚮導告訴前澳大利亞駐葡屬帝汶領事詹姆斯·杜恩：在戰鬥開始的幾個月里，印尼軍隊見人就殺，所經之處的小村莊亦被焚為平地。帝力以南47公里處的艾萊烏被攻佔後，1976年2月，印尼人趕走了革陣先前在該處駐留的殘餘部隊。當地居民，凡三歲以上者，皆遭機槍掃射。所餘幼童則被用卡車運往帝力。艾萊烏淪陷時，約有五千人口，1976年9月印尼救援工作者到訪時，只餘千人倖存。東西帝汶交界處的拉馬克南（Lamaknan）地區當時設有一處容納至少五千人的難民營。1976年6月，印尼正式以法案吞併東帝汶前夕，侵略部隊為報革陣突襲之仇，先是縱火焚毀了拉馬克南難民營的幾棟建築，繼而屠殺了約2,000名難民，即便是跪地求饒的婦女亦慘遭槍殺。

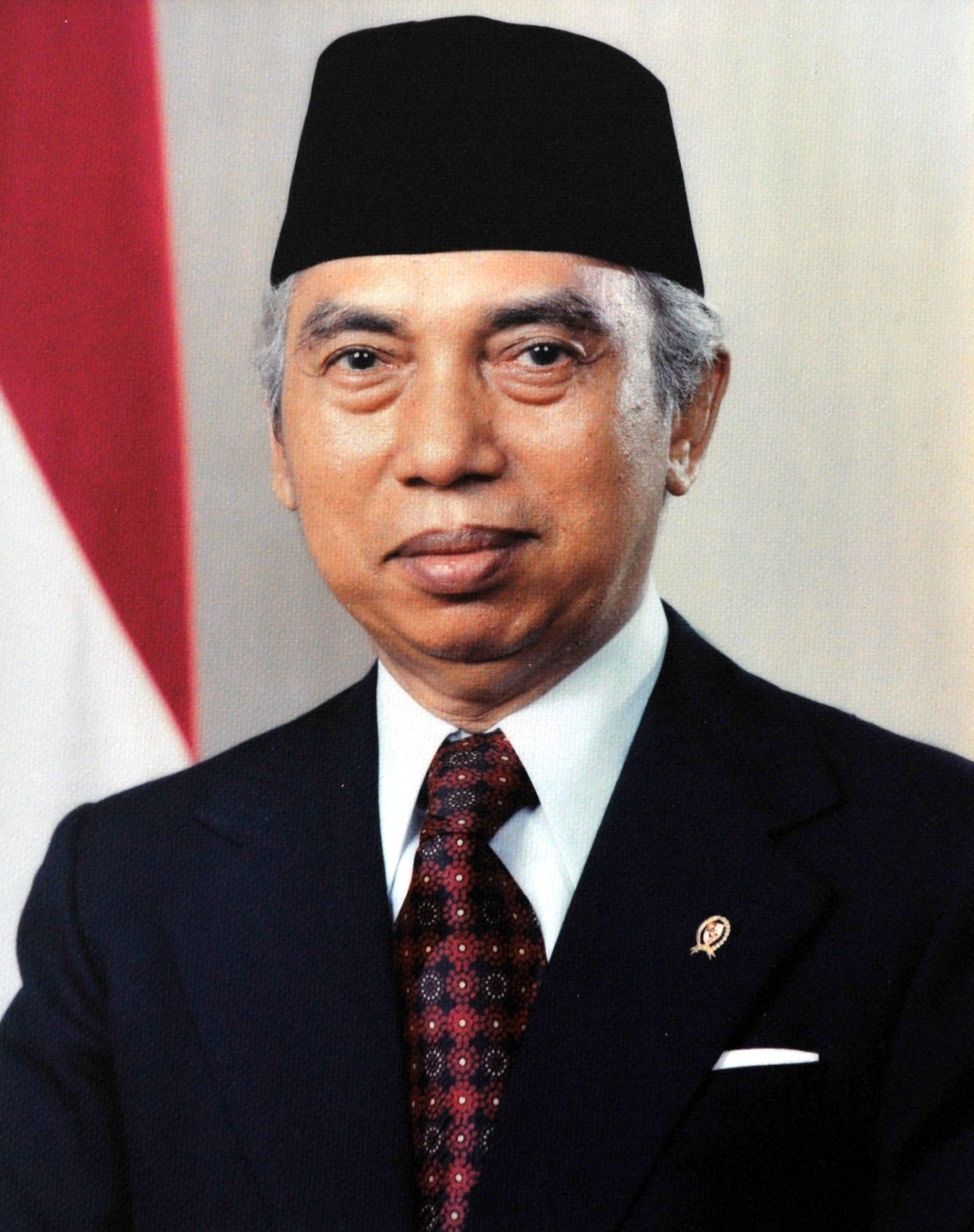
時任印尼外長阿丹·馬力克承認，侵略行動的最初兩年造成了約五萬至八萬東帝汶人死亡。

天主教教會於1976年年末發表的一則報告內估計，死亡人數應在60,000至100,000。1977年《杜恩關於東帝汶的報告》記載：東帝汶難民向杜恩表示，由於山區的濫殺、濫炸，「十萬人死」的說法是可信的。民盟方面，其領袖弗朗西斯科·洛佩斯·達·克魯斯在1976年2月13日發表聲明稱，內戰以降半年內，有60,000帝汶人死去，除去內戰部分，則等同於有55,000名東帝汶人死於侵略戰爭。一個印尼救援工作代表團認同這一數字。印尼政府中也有官僚確證了上述估測：1977年4月5日，印度尼西亞外長在阿丹·馬力克接受《雪梨晨鋒報》採訪時表示，死亡人數應為「50,000」，「或者80,000」。
依照印度尼西亞政府的官方敘事，吞併東帝汶彰顯了「反殖主義之團結」。1977年，印尼外務省出版《东帝汶的去殖民化》，讚頌「神聖的自決權」，將民协認作廣大東帝汶人民的真正代表，并抨擊革陣，聲稱其所受擁護乃「威嚇、脅迫與恐怖政策」帶來的假象。2006年，前印尼外長阿里·阿拉塔斯（1988-99年在任）又在其回憶錄中重申了这一立场。对于原先帝汶岛東西分治的狀態，印度尼西亞在入侵后表示，這「肇始於」葡、荷帝國主義勢力的「殖民壓迫」，進而論述稱：兼併東帝汶，不過是四十年代以來群島統一進程的一項步驟而已。

### 聯合國反應與國際法

|  | 提案國 |  | 贊成國 |  | 反對國 |
|  | 棄權國 |  | 缺席國 |  |        |

聯合國大會第四委員會自侵略次日起召開會議，連續四日討論東帝汶局勢。
12月10日，印度、日本、馬來西亞、伊朗、沙特等印尼盟友提出決議草案 A/C.4/1132，淡化印尼入侵事實，

嘗試將局勢咎責於葡萄牙的忽視以及東帝汶各黨派間分歧。
與此同時，阿爾及利亞、古巴、塞內加爾、圭亞那、塞拉利昂、特立尼達和多巴哥亦向大會提交決議草案，
編號 A/C.4/1131，對印尼入侵「表示痛惜」，要求印度尼西亞政府立刻撤軍。

12月11日，印度代表里希·傑帕爾在第四委員會會議上撤回 A/C.4/1132 號草案，

A/C.4/1131 號決議草案在第四委員會獲得通過，並被推薦至聯合國大會。

次日，該草案在大會以72國贊成、10國反對、43國棄權獲得通過，成為聯合國大會第3485號決議。
十日後，聯合國安理會一致通過第384號決議，再次要求印度尼西亞不再拖延地撤出軍隊。
次年的聯合國安全理事會第389號決議亦是如此。

1976-82的六年間，聯大年年通過決議，要求各國尊重東帝汶人的自決權利。1982年聯大第37/30號決議要求秘書長「主動同直接有關各方協商，以探索全面解決這個問題的種種途徑。」
中、美等大國政府反對採取進一步行動；只有哥斯達黎加、幾內亞比紹、冰島等小國代表要求聯合國採取強烈手段，以落實呼籲撤軍的各項決議。
法律專家羅傑·斯滕森·克拉克（Roger Stenson Clark）稱，印度尼西亞在入侵與佔領中，違反了國際法中的兩項關鍵原則：自決的權利與對侵略行為的禁止。
聯合國大會第1541號決議曾就領土合併時的人民自決作出規定，稱「合併應為領土人民於充分明瞭其地位之變更情形下自由表示意願之結果，其意願之表達係經由公正主持之週知及民主程序。」
而無論是1975年9月7日要求與印尼合併的請願，還是1976年5月「人民大會」的決議，都不滿足該要求。遑論請願中還有其他不足之處。

印尼之動武亦被認為是對《聯合國憲章》宗旨及原則之背棄。這份聯合國基礎條約規定：「各會員國在其國際關係上不得使用威脅或武力，或以與聯合國宗旨不符之任何其他方法，侵害任何會員國或國家之領土完整或政治獨立。」
但以新西蘭駐聯合國官員為代表的部分觀察者認為，東帝汶在被入侵時尚非「國家（state）」，這種觀點與四十年代印尼爭取獨立時荷蘭人的言論遙相呼應。
克拉克稱，這種觀點是對概念的狹隘理解，考慮到憲章選用「（國家）」而非含義更窄的「（成員國）」或「（國族）」，憲章中的「國家」應指的是所有「領土實體（territorial entity）」，自然包括東帝汶。他退一步稱，即使東帝汶並非「國家」，印尼的舉動仍是「侵略行為或其他和平之破壞」，這正為《聯合國憲章》所抑止。

## 印度尼西亞的霸權統治

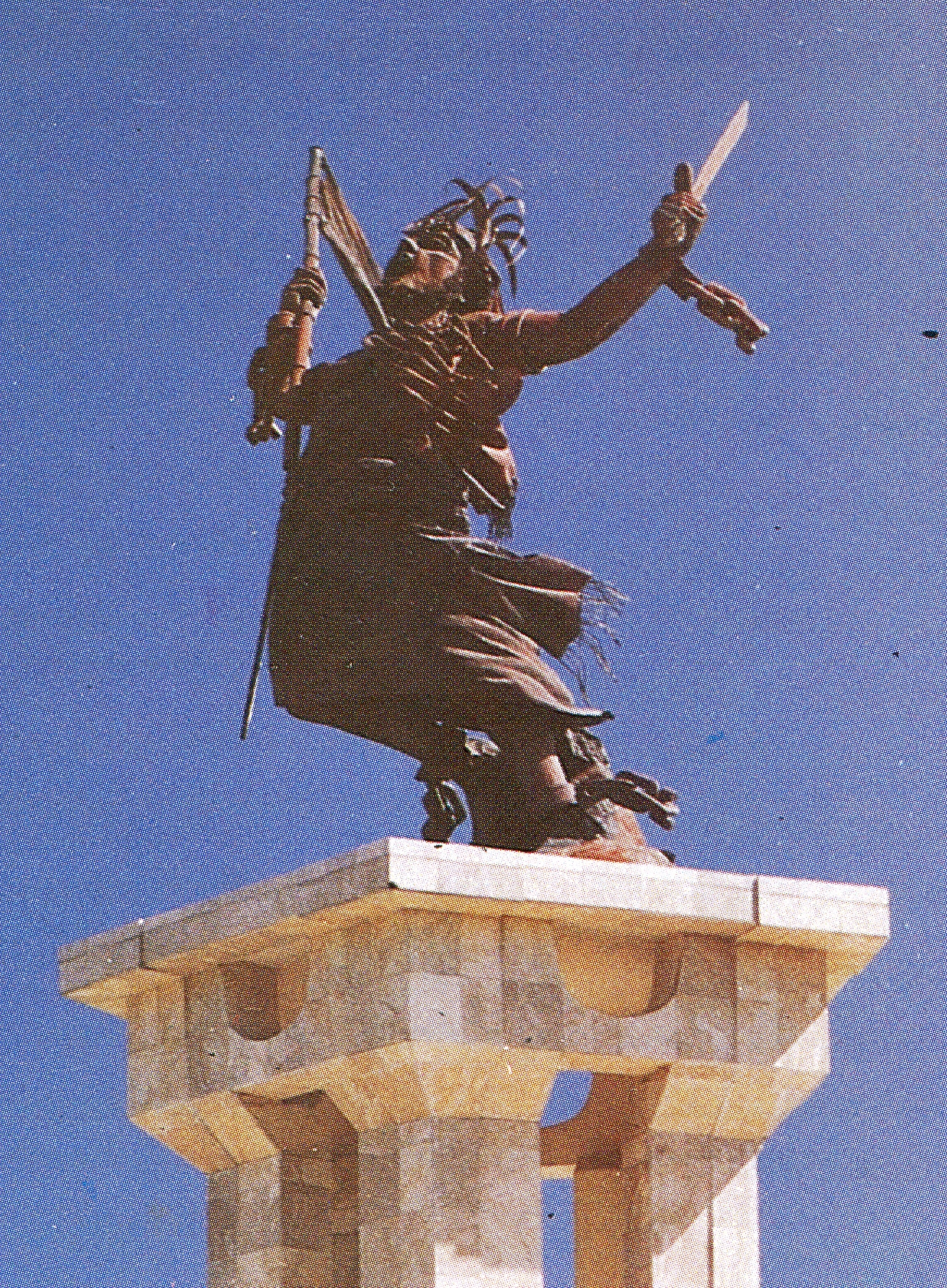
印尼政府在帝力為反葡領袖多姆·博阿文圖拉豎立雕像，象徵印尼從殖民者手中解救了東帝汶。

12月17日，印度尼西亞組建起東帝汶臨時政府，由民協領導阿納爾多·里斯·阿勞約和民盟領導弗朗西斯科·洛佩斯·達·克魯斯分任正副行政長官。大部分資料都將該政府創立者指向印尼軍方。東帝汶臨時政府的首要舉措，是「通過正當選舉」，組建一個號稱吸納「各行各業東帝汶人」的「人民代表大會」。「人民代表大會」同東帝汶臨時政府一樣，都被視作是印尼軍方的宣傳工具。印尼當局曾邀請外國記者參加1976年5月31日的「人民代表大會」會議，但記者們的一舉一動都受到了嚴密管控，甚至印尼記者嘗試採訪「大會代表」時都遭遇阻撓。正是在「人民代表大會」的議事下，要求同印尼合併的請願書被起草出來，雅加達將此稱作東帝汶的「自決之舉」。
1976年7月17日，蘇哈托簽署由人民協商會議通過的設省法令，印度尼西亞正式吞併東帝汶。東帝汶成為印尼第27省，但與其他省份受內政省管理不同，「東帝汶省」受國防省管理。
印尼佔領統治下，除了八十年代末、九十年代初的短暫幾年，東帝汶長期與世隔絕。雅加達稱絕大多數的東帝汶人都贊成與印度尼西亞融為一體。這一敘事也受到了新聞界的遵奉，受媒體長期宣傳影響，大部分印尼人已將「東帝汶自願歸屬印尼」視作理所當然、毫無爭議之事。各省軍官成批來到東帝汶，透過實際訓練，習得鎮壓亞齊、伊里安查亞等地分裂勢力之術；東帝汶也成為印尼軍方支配國政的關鍵保障。

### 鎮壓殘餘抵抗勢力
能影響總統決策的情報部門高層最初設想：隨著革陣抵抗的減弱，入侵、兼併東帝汶的過程應該相對輕鬆無痛，在短時間內能夠了結。但入侵之後，革陣及其領導的東帝汶人民解放軍（民解）並未立即潰散。印尼軍隊貫穿1976年的種種行徑，不光蹂躪了東帝汶人，還極大耗損了國內資源、傷害了國際聲譽，最終證明是戰略失敗。軍方在東帝汶沿海地區大規模的恣意屠殺，讓大量居民和絕大多數民解士兵遷往內陸山區，山區人口、農業資源可為抵抗勢力所用。革陣和民解成為普通民眾眼中抵禦外侮的緩衝力量，因而受到更多擁護。1975至1977年間，縱使環境嚴酷，革陣在民眾支持下，保護了至少四成移居內陸的人口。施瓦茨分析，情報誤判、軍事失敗並未削弱印尼軍方的權力基礎，這反映出軍方在國務中的支配地位。
1976年末時，印尼軍隊和東帝汶民解之間形成軍事僵局。在大規模抵抗活動影響下，印尼部隊資源耗盡，於是開始採買軍備，重新武裝。
印尼海軍從美國、澳大利亞、荷蘭、韓國、中華民國訂購導彈發射巡邏艇，從西德訂購潛艇。

在美國外國軍事銷售制度援助下，1977年2月，印尼從羅克韋爾國際公司接收了13架北美羅克韋爾 OV-10 野馬戰機。
這款戰機專為清叛而設計，適用於各種崎嶇地形的偵查與空襲，是侵佔東帝汶的理想之選。
除裝配輕武器、火箭炮等傳統作戰武器外，野馬戰機亦配載凝固汽油彈
，
用以轟炸革陣根據地，給東帝汶抵抗勢力帶來重創。
為圖「終極解決」東帝汶抵抗問題，印尼軍隊在升級裝備的同時，又向東帝汶額外派遣一萬士兵，數輪新型軍事行動就此展開。

#### 1977-1979：「包圍並殲滅」
東帝汶難民證詞
　　為了躲避轟炸，白天時我們必須離開村莊⋯⋯天一亮我們就得往山裡逃，那些跑不動的老人和病人只能留下⋯⋯飛機從上午八點一直飛到正午，下午又接著飛。首先是來偵查是否有炊煙，幾分鐘後，轟炸機就來把整個村炸平。
　　印尼士兵用手抓著小孩子的腿，把那些小孩反覆在空中甩動，最後讓他們的頭磕碎在石頭上。有個小孩的媽媽被殺掉後，另外一個女人央求士兵讓她來扶養這個小孩。士兵最先同意了，但幾分鍾後又把這個小孩抓著殺了。這個可憐的女人並沒那麼聰明，她後來也被殺了。
　　後來又有一個女人央求士兵，請他把一個小孩（的屍體）給她，士兵對這些央求聲聽得不耐煩，在眾人面前，把這個無辜的小孩的屍體破壞掉了。然後這個士兵張開嘴巴，笑著露出牙齒，說了一句在我們看來蘊藏著「爪哇智慧」的話。他說：「當你清理你的田地時，田裡的蛇，無論大小，難道不都得殺乾淨麼？」

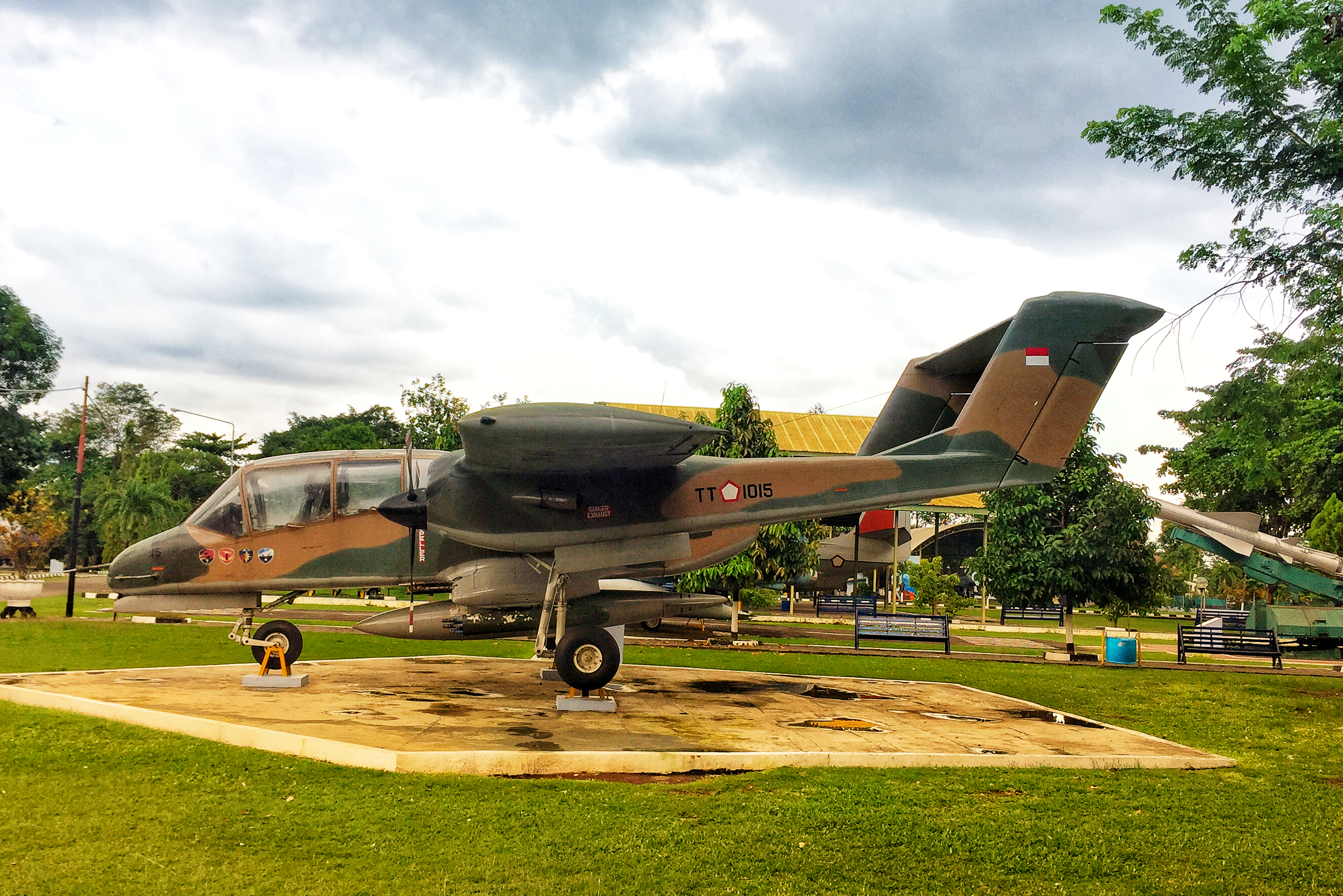
印尼空軍裝備的美製野馬戰機，現存於日惹迪甘塔拉曼陀羅博物館

1977年9月起，印尼軍隊開始採取消耗戰術，通過凝固汽油彈和化學武器破壞莊稼、毒化土壤，使民解在島嶼中部的根據地不再適宜人類生存。
印尼慾圖藉此迫使居民下山、落入軍方監管區，讓民解喪失食物來源與群眾基礎。
東帝汶天主教官方將此策略稱作「包圍並殲滅」。
其間三萬餘印尼士兵將革陣根據地重重圍困，沿途殺害男女老幼。
空軍轟炸後，陸軍將村舍連同農業設施徹底摧毀。
數以千計的人在這段時期罹難。
1978年初，因支持革陣，邊境村莊阿爾塞拜（Arsaibai）全體村民在忍受轟炸與饑荒後遭到屠村，無一幸免。
儘管遭遇重創，抵抗活動並未完全止歇。印尼軍方因而又開始策劃新的作戰方案。
在「包圍並殲滅」行動期間，對印尼軍方使用化學武器的指控逐漸增多。根據難民證詞，空襲過後，莊稼上開始生蛆。
革陣電台聲稱炸彈中混雜了化學藥劑，帝力主教等觀察人士報告稱印尼空軍在鄉野地區投擲了凝固汽油彈。
東帝汶接納、真相與和解委員會在分析大量證詞、軍方文件、國際情報資料後證實：在「包圍並殲滅」行動過程中，印尼軍方為污染革陣控制區的水源與食物，使用了生化武器，並指出東帝汶人除了因化武造成的食物短缺而餓死外，另有人死於病毒導致的癱瘓，亦有人因難忍飢餓，在食用污染蔬果後中毒死亡。
客觀而言，「圍繞並殲滅」行動在戰術上頗有成效，根據地破亡的革陣勢力被嚴重挫傷。1978年12月31日，東帝汶總統、將領尼古勞·洛巴托遇襲身亡。

#### 1981-1982：「安全行動」
1981年年中，印尼軍方強徵約六萬名東帝汶平民，展開「安全行動」。
平民們被排布於軍隊前側，在行軍過程中起到人肉「柵欄」的作用，為印尼士兵抵禦革陣的反擊。
印尼軍方希望通過該行動，將民解成員驅掃至東帝汶中部地帶，以便徹底消滅抵抗勢力。
許多被強徵進「安全行動」的東帝汶人最終死於飢餓、勞累；偷偷放過民解成員的人亦被當即處死。
1981年9月，印尼陸軍第744營在拉克盧塔用先綑綁再捅死等方式，屠殺了包括孕婦在內的至少400位村民。
「安全行動」並未完全摧毀抵抗力量，東帝汶人對印尼佔領統治的仇恨情緒愈加強烈。
革陣將在接下來的十年中繼續發動零星攻擊，城鎮和鄉間也漸漸萌發出一種非暴力的抵抗形式。

#### 1983：「團結行動」

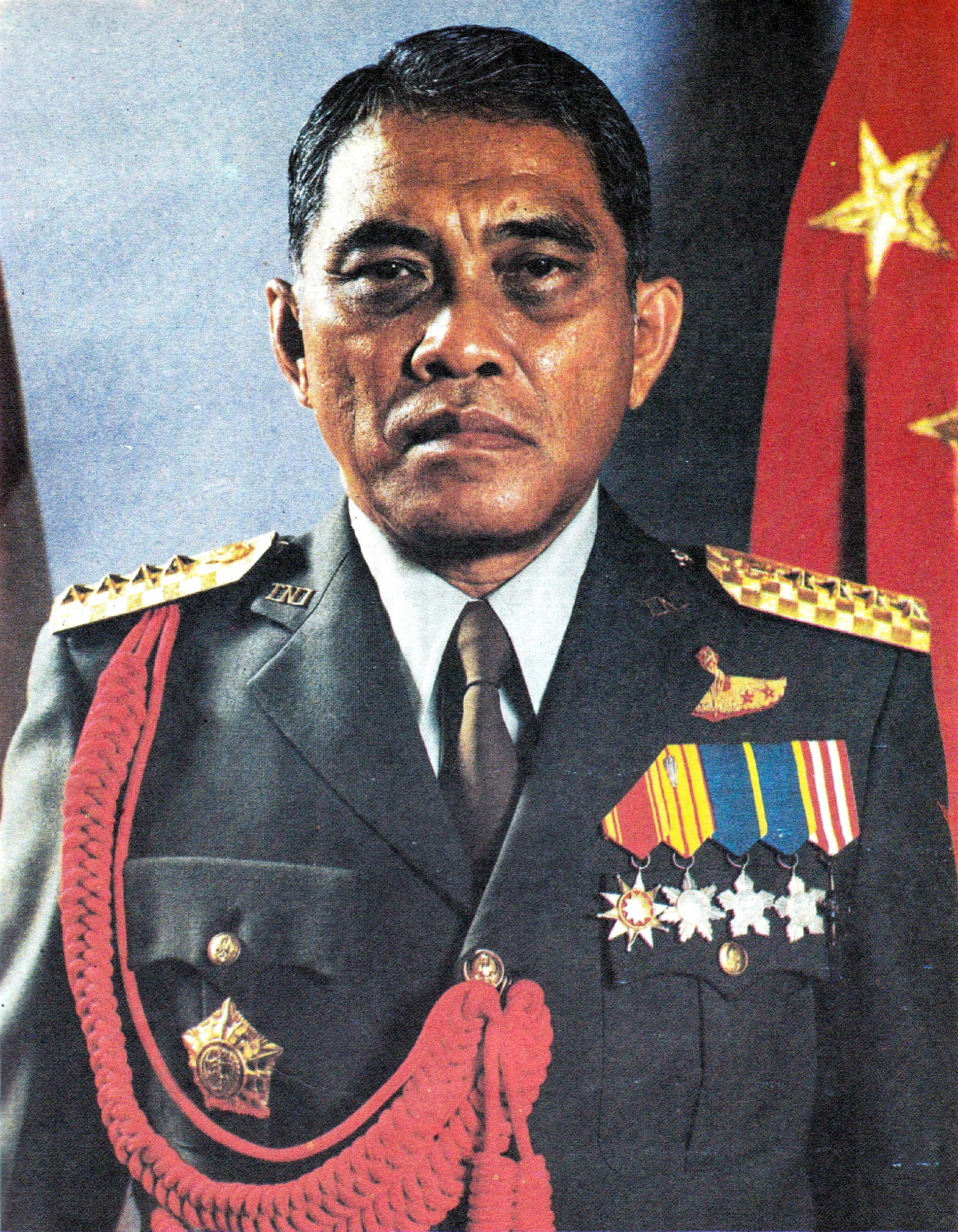
列昂納杜斯·本傑明·穆爾達尼

1983年3月，由於掃蕩作戰連連失敗，在印尼軍方精英的指示下，帝力軍分區司令普萬托上校（Colonel Purwanto）前往革陣控制區同革陣領導人沙納納·古斯芒展開談判。
同月，蘇哈托開始第四個總統任期，並任命當年入侵東帝汶的關鍵策劃者之一——本尼·穆爾達尼為印尼共和國武裝部隊總司令。
雙方於當年五月達成停火共識。
八月，正當古斯芒在尋求葡萄牙與聯合國斡旋時，穆爾達尼終止停火協定，展開「團結行動」，宣稱：「這次不胡鬧了。這次我們要毫不留情地打擊他們。」
緊隨而來的是新一輪的屠殺、草率處決與所謂「失蹤」。
1983年8月21、22日，為報革陣殺害爪哇工程師之仇，印尼軍方在克拉拉斯村（Kraras）活活燒死兩百餘人，另有五百人在村子附近的河畔被屠殺。

八月至十二月間，僅在帝力一地，大赦國際就記錄了六百餘例羈捕或「失蹤」。印尼軍方對「失蹤者」的家屬說，他們是被送往了峇里島。

#### 具體的酷刑與殘殺手段
對於涉嫌反對東帝汶併入印尼的人來說，羈押和折磨已是慣常之事。

1983年，大赦國際從東帝汶得到一本印尼軍方編寫的小手冊，並將其出版。這本手冊教導官兵們如何給人帶來身體與精神上的痛苦，並警告他們「避免拍攝（電擊、剝衣等）折磨的場景」。
康斯坦西奧·平托在其1997年出版的《東帝汶的未竟鬥爭：帝汶抵抗之內辛》中回憶印尼士兵給他帶來的折磨：
「他們每問一個問題，我的臉就會挨上兩到三拳。他們打得是那麼重、那麼頻繁，我感覺我的臉都被打爛了。人們用手往我的背上和身體兩側打，接著便踢我⋯⋯他們又在心理上折磨我；他們不打我，但是硬是威脅著要殺掉我。他們甚至把手槍擺到了桌子上。」
米歇爾·特納（Michele Turner）在《講述東帝汶：個人證言 1942-1992》中記載，一個叫  的婦女曾親眼目睹帝力某處監獄裡的非人待遇：「他們讓人坐在椅子上，前面的兩個椅腿壓在腳趾上。真的太瘋狂了。士兵們在食物裡撒尿，攪拌後讓人吃下⋯⋯」
在《種族滅絕的幽靈：歷史視閾下的大屠殺》中，約翰·格爾曼·泰勒（John Gelman Taylor）提到印尼軍方的種種惡行：當著父母的面殺害幼童、將腳上綁有重物的「犯人」從直升機上摔入大海、用推土機將被綑起來的平民活活碾死⋯⋯

### 婦女遭受的性奴役與系統性暴力

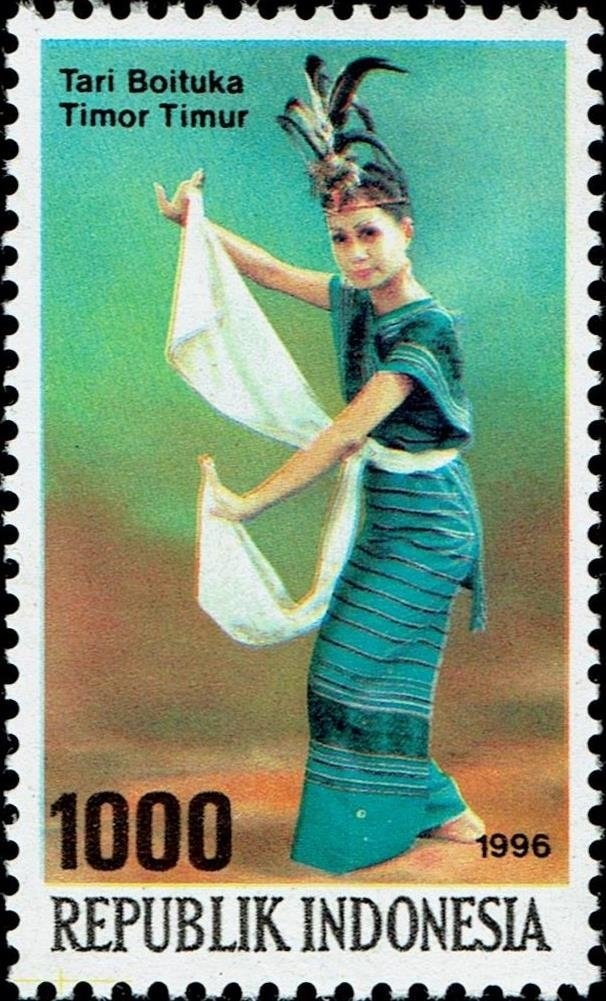
印尼郵票上的東帝汶女性舞者

印度尼西亞對東帝汶婦女施予的暴行數不勝數，記錄詳細。但因佔領時期軍管嚴密，不少受害者又因為文化禁忌、心中羞恥而緘口不言，其真實規模難以估量。1995年大赦國際（美國）就印度尼西亞與東帝汶的婦女所受暴行發表報告，稱「婦女們並不情願將有關強姦和性虐待的信息透露給非政府組織，更不要說把它們報告給軍事或警察部門了。」即便如此，在佔領結束後，仍有大量受害女性自願接受真相委員會採訪，甚至公開出席電視直播聽證會，使其遭遇為世所知。
受害婦女在接受
接納、真相與和解委員會
採訪時的自述
　　那是1983年，因為當時［我有個家人］還在叢林裡，印尼軍隊372部隊的士兵們就把我抓起來了。我那時正為沙納納和東帝汶民族解放軍提供木薯、甜薯和豆子，他們直接來我的田裡採摘。有個告密的跟印尼部隊說了這回事，那些士兵就跑到我家來把我逮了，關進一個哨所裡。我剛到那兒，他們就扒光了我的衣服，我赤身裸體著受他們審訊。他們用手或者用棍子打我，把我綑起來，踢我的身子，用煙蒂燙我，這種折磨太多太多了。審訊的時候，還有另一個兵捏我身子，揉擠我的乳房，我沒辦法，只能順著他們。之後就是拉扯我的陰毛、把我強姦了。後來他們一而再再而三地強姦我。只要他們要求，我就非得配合不可。我一抗拒就會被打得鼻青臉腫。他們關了我兩年。拘押時我的主要工作是給他們洗衣服，做飯，還得滿足他們的性需求。最後，一個叫［印度尼西亞文］的士兵把我搞懷孕了。

東帝汶婦女常常以「代理暴力」的模式受到種種折磨：佔領當局在清肅革陣成員時，若暫時無法尋獲目標男子，轉而以強姦等方式懲處該男子的妻子、女兒等女性親屬。在代理暴力的模式下，軍方高層默許、鼓勵、躬行了通常伴有生殖器官損傷的各種性奴役行為。
軍中甚至將「可供猥褻、強姦」的婦女姓名匯總成表，以供不同師團士兵遣喚，因此受害婦女所受創傷往往循環往復。由於被輪流姦淫，有些受害者患上種種性病，生殖健康大為摧折，以致不孕、患癌、過早死亡。有的受害者，因被初次強姦前仍是處女，選擇終生不婚。
另有不少婦女遭遇「強迫婚姻」，在脅迫之下與印尼軍官同居，打理家務、滿足性慾。大赦國際1995年報告引述一則受害者遭遇：一印尼軍隊駐包考軍官一日在鄉間抓獲一名叫阿德里亞的當地民女，帶回家中強迫同居。在此期間阿德里亞誕下一子。軍官與妻子在包考團聚前，阿德里亞母子二人被驅趕回鄉。此後阿德里亞仍遭士兵騷擾，被迫為「勾引軍官」、「損害軍官名譽」而「道歉」。類似的「婚姻關係」在佔領期間頻頻出現。
印尼當局亦在東帝汶推行絕育計畫，在婦女幾乎毫無瞭解的情況下，強迫向她們體內注射醋酸甲羥孕酮等避孕藥物。軍隊監控下，各村村長蓋起小診所，確保計畫得以執行，中學女生也不放過。有被注射者因此而貧血、患上腳氣病，或直接死亡。
1999年，研究者薩利-安妮·華生·凱恩（Sally-Anne Watson Kane）以筆名瑞貝卡·溫特斯（Rebecca Winters）出版了《：東帝汶婦女的聲音》一書。該書匯集若干則個人經歷，依時序記敘了自印尼佔領初期以來，東帝汶婦女所受到的暴力與虐待。書中一名婦女稱，佔領當局在審問她時扒光她的一半衣物，以便猥褻、摧殘她，甚至還威脅要將她處死；另一位則稱，審訊長達數週，其間審訊官們用鎖鏈束縛她的手腳，把她反覆強姦。一位為革陣游擊者準備膳食的婦女被捕後，印尼佔領者用香菸燙蝕她的皮膚，對她施以電刑，強迫她一絲不掛地從一排士兵面前走過，走進一輛裝滿尿液和糞便的坦克車中。

### 強制扶養與擄拐兒童
印度尼西亞的佔領統治期間，大約有四千名兒童被強行擄拐，離開家庭。擄拐者除了印尼軍方外，還有政府機構和宗教團體。儘管一些兒童得到了妥善的對待，另一部分則受到了包括性虐待在內的各種形式的蹂躪。有的被迫皈依伊斯蘭教。許多當年擄拐東帝汶兒童的印尼士兵，至今仍在軍中身居高層。

### 人为制造的饥荒

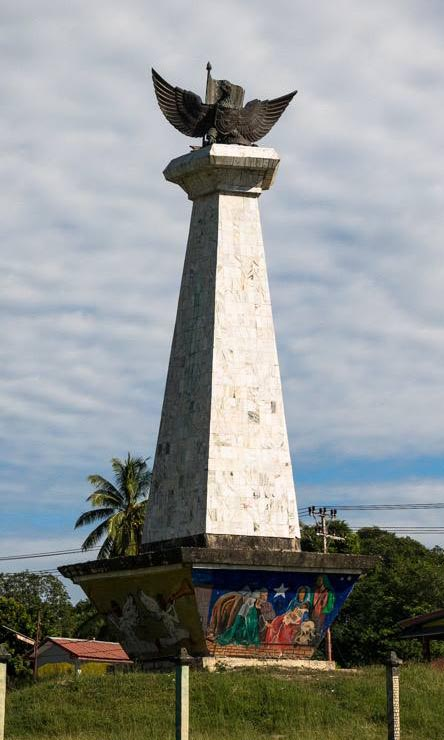
維克克一座帶有印度尼西亚国徽的紀念碑（攝於2016年）

印尼侵略者採取了焚燒莊稼、伐毀果樹、屠殺牲畜的策略，破壞東帝汶人食物來源，逼迫他們離開山區，向印尼軍隊投降。村民下山後通常會直接受到處決。那些沒有被當即殺害的人，則被送往事先建在當地印尼軍營附近的過渡營裏，接受登記和審問。疑為抵抗組織成員者則被殺害。這類營地通常由茅草屋搭建而成，沒有廁所。印尼軍隊一方面禁止紅十字會派發人道主義援助，另一方面拒向收押者提供醫療服務。營中的難民只能依靠少量給糧勉強生存，故死於營養不良等疾病者眾。到1979年底，過渡營難民接收量已達30萬-37萬人次。收押者在過渡甄別營留滿三個月後，即被轉往更為固定的再安置村，接受強制遷移。這些固定住處類似於越戰初期美軍在南越建立的「戰略村」。再安置村禁止旅行或耕種，並設宵禁。
接納、真相與和解委員會認為，印尼佔領初期東帝汶之所以爆發饑荒，並非因為「食物無法被提供給所需者」，而是由於他們「被明確剝奪了獲得食物及其來源的權利」。該委員會的報告判斷，印度尼西亞執行的蓄意餓死策略導致了84,200至183,000東帝汶人死亡。一名教會人員報告稱，東帝汶的每個區裏，每個月就有500人死於飢餓。世界宣明會印尼分會代表在1978年10月訪問東帝汶後，稱有7萬東帝汶人正在挨餓。紅十字國際委員會的一名特使於1979年報告說，一處安置營中，有八成人口皆營養不良，情況「同比亞法拉一樣糟糕」。紅十字國際委員會警告說，「數萬人」有餓死之虞。面臨輿論壓力，雅加達宣稱官方的印尼紅十字會正著手緩解危機，卻遭非政府組織世界發展行動斥「倒賣捐贈物資」。

### 東帝汶抵抗勢力的暴行
印尼政府1977年時發布報告，稱在艾萊烏與薩梅之間發現了若干處叢葬坑，被埋葬者雙手被捆、背於身後，應為革陣所殺。這些叢葬地在1985年被大赦國際確證，該組織同樣指出革陣有虐待俘虜、法外處決的行為。革陣亦曾發表聲明，稱於1983年12月處決了數名有通敵嫌疑的東帝汶人。1997年5月末，東帝汶抵抗勢力發動一系列襲擊，造成至少9名平民死亡，人權觀察對此種「以平民或其他非戰鬥人員為攻擊目標的行為」表示了譴責。

### 佔領統治下的人口變化與經濟產業

東帝汶省旗幟

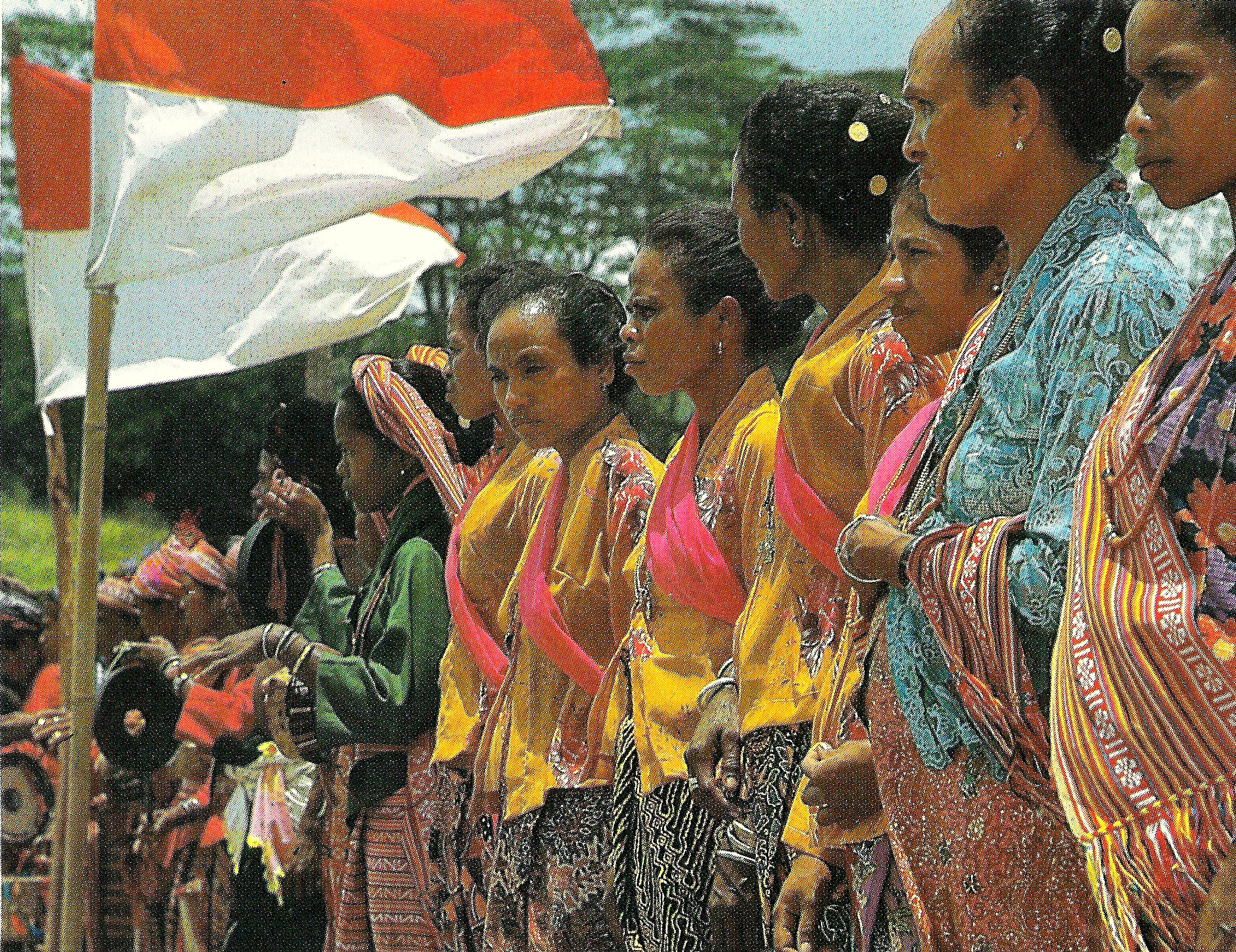
站在印度尼西亞國旗旁的東帝汶婦女

佔領期間，葡萄牙語遭禁，印度尼西亞語成為政府、教育、商貿用語。學校開設印尼語課程。
印尼官方意識形態潘查希拉也被强加于东帝汶：只有潘查希拉培訓合格證持有者，才有機會在東帝汶官方任職。
東帝汶泛靈論的信仰體系與印尼憲法規定的一神論並不契合，導致大量居民皈依基督教。
印尼神父取代了葡萄牙的聖職人員，拉丁、葡式彌撒亦為印尼式所取代。
印尼入侵前，只有兩成的東帝汶人信奉天主教，而到1980年代時，95%的東帝汶人都被登記為天主教徒，
東帝汶因而成為全球天主教徒佔總人口比最高的地區之一。
為解決部分島嶼人口擁擠問題，長期以來，印尼政府推行著國內移民計劃。東帝汶被佔領後亦成為該計畫的一處重點地區。
因「新秩序」下的新聞管控，以爪哇、峇里貧窮稻農為主的被遷移者，對東帝汶境內的衝突狀態知之甚少，
更有高中畢業生被誘騙而來，以為能在東帝汶謀一官半職。
而事實是，他們甫一抵達便處於革陣等抵抗勢力的襲擊威脅中，此外由於印尼政府為移民計劃強徵大片土地，他們也成為當地人發洩仇恨的對象。
這些外來者多數最後歸返故土，留下的人則推動了東帝汶的「印度尼西亞化」。
1993年時，有662個家庭、共計2,208人在政府計劃下客居帝汶，
另有約150,000印度尼西亞人，於1990年代中期自由居住東帝汶境內，其中不乏在此從教、為官者。
移民湧入下，東帝汶以村落為基礎的傳統文化岌岌可危，
不少東帝汶人被同時剝奪祖居之地與社會機會，對印度尼西亞的仇恨愈演愈烈。

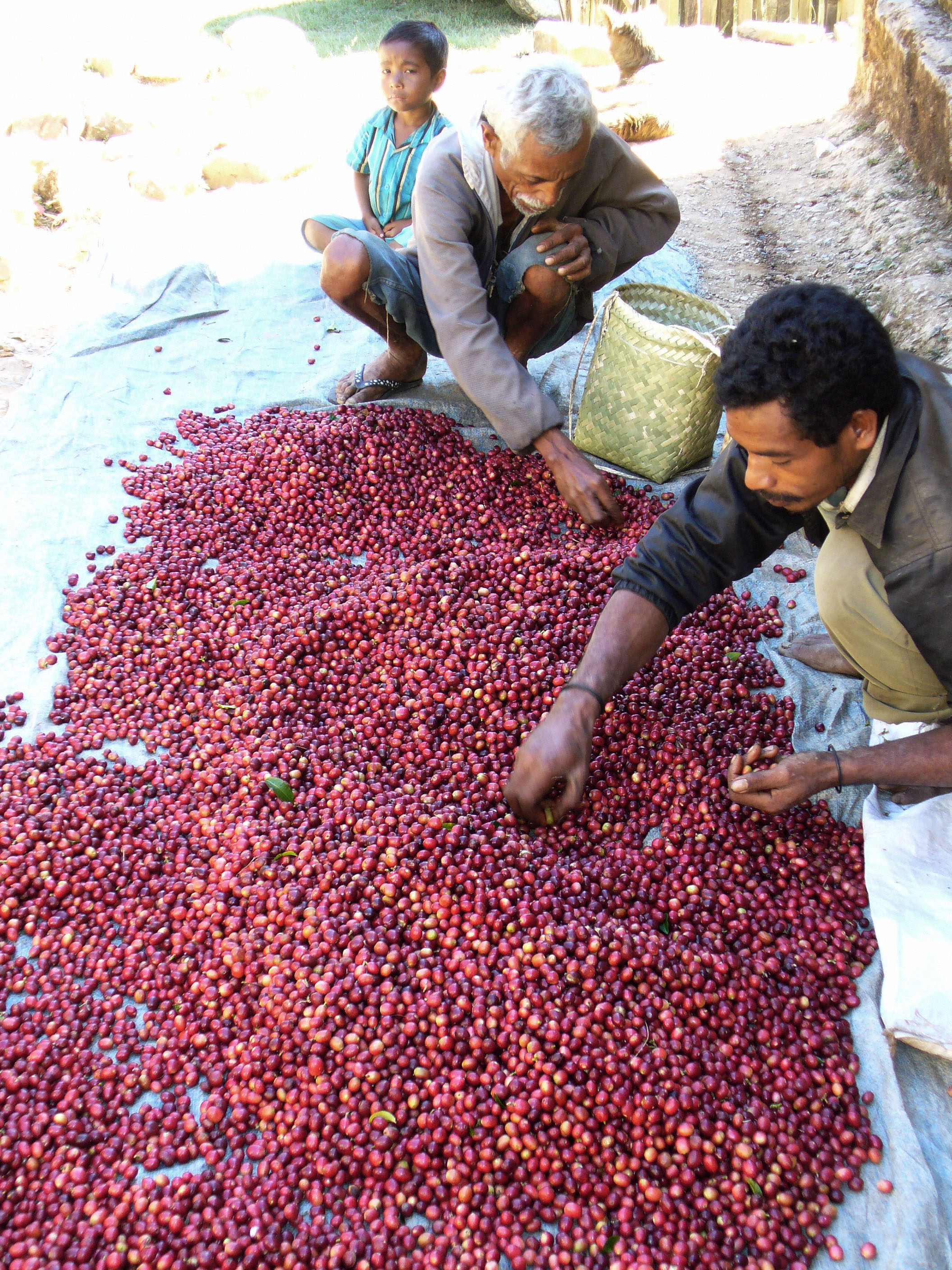
挑揀咖啡果實的東帝汶人（攝於2019年）。咖啡自十九世紀初由葡萄牙引入東帝汶後，成為該地重要經濟作物。

印度尼西亞接管了葡萄牙人在東帝汶的商業利益。
西帝汶農民在邊界開放後湧入東帝汶。1989年1月，印尼政府向私人投資者開放東帝汶。
來自蘇拉威西南部的布吉人、望加錫人、布頓人漸漸把控了東帝汶城鎮經濟的命脈。印尼軍商合夥，獨攬了東帝汶產品出口事務。

東帝汶利潤最豐厚的行業，如檀香木、酒店、商品進口等，被壟斷於軍方手中，受「蒂諾克有限責任公司」統御。其中對咖啡出口的壟斷更是為蒂諾克創造了巨量收益，每年研磨的1.2噸小果咖啡遠銷美國、澳大利亞、新西蘭。剩餘產業則受印尼企業家把控，歷經葡屬時代的舊廠商只得為印尼人讓路。
在東帝汶經濟政策受到批評時，作為回應，雅加達通常強調其對那裡的衛生、教育、通訊、交通、農業等領域多有投入。

印尼政府的確在東帝汶興建學校、醫院和天主教堂，新鋪設了數百英里的道路。
葡屬時期，東帝汶人被里斯本忽視，普遍生活於貧窮之中，
1990年時，東帝汶人均年收入較葡萄牙統治末期時翻五番，但仍僅有200美元。
1993年印尼發展規劃部門的一份報告仍稱，在東帝汶61個區中，三分之二地區的逾半數居民生活貧困。

印尼批評家喬治·阿迪瓊德羅指出，
佔領的最初幾年間，軍事衝突導致了東帝汶大米及咖啡急遽減產，大量牲畜死亡。
其他批評家指出，築路等基建，目的通常是為印尼軍、企提供便利。
國際和印尼當地的私人投資者對東帝汶避之不及。

## 二十世纪九十年代

### 不斷演化的東帝汶抵抗運動與印尼整合策略

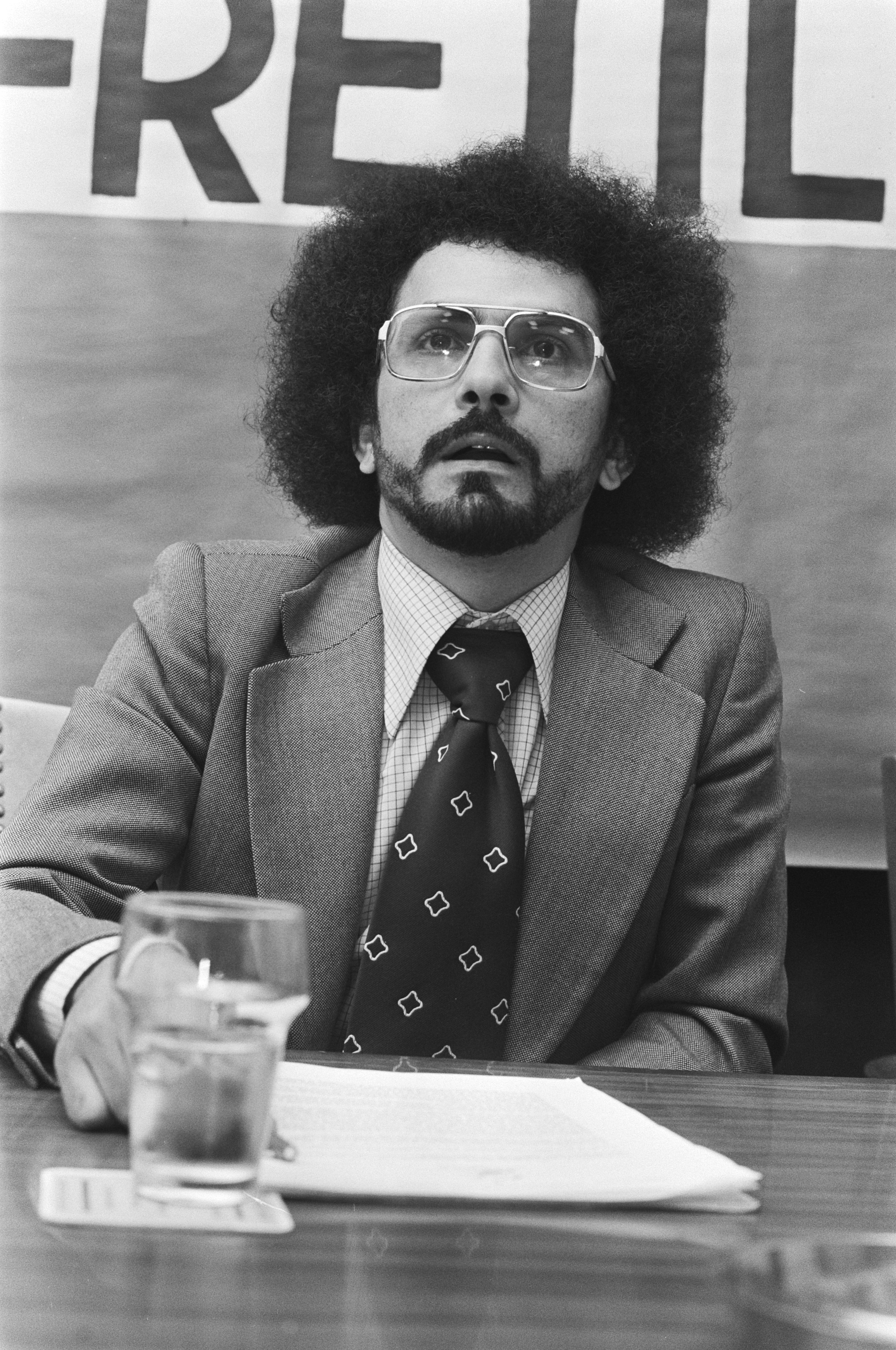
1976年在荷蘭參加記者會的拉莫斯-奧爾塔。他長年在海外為東帝汶獨立運動發聲，曾任東帝汶常駐聯合國代表列表。

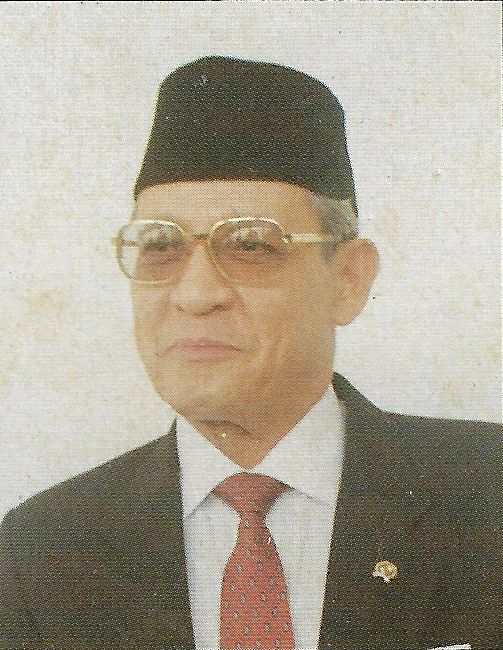
阿里·阿拉塔斯曾因積極斡旋柬埔寨內戰等地區爭端廣受讚譽，甚至有望成為聯合國秘書長，卻因東帝汶問題不了了之。路透社稱其「職業生涯受到東帝汶動亂之困擾」，《衛報》亦評價稱「他蓬勃發展的外交生涯始終因印尼在東帝汶的暴行而蒙上陰影。」

東帝汶獨立運動從未因印尼的投資與建設而間斷過。革陣在八十年代時因數次清剿，兵力僅餘數百，他們轉而同以帝力年輕人為主的東帝汶青年一代加強聯繫。一場非武力的抵抗運動在民間逐漸發展成型，成員們以抗議等方式尋求東帝汶民族自決，許多參與者受的是印尼式教育，在侵略初期尚處童年。他們憎惡印尼軍隊的暴力鎮壓、痛心於本土文化與政治生活的讓位與消亡，對佔領者在東帝汶的經濟建設懷矛盾心態。葡語通行其間，葡萄牙的統治遺產備受重視。在海外，以拉莫斯-奧爾塔為首的抵抗運動流亡成員四處奔走，在各地外交論壇上為故鄉爭取關注。
1988年，隨著武裝反抗減弱，印尼政府開放了東帝汶，在招商引資的同時解除了外國記者禁入令。這項舉措是由時任外長阿里·阿拉塔斯推動的，為了更好回應國際關切，他和一些外交界人士不顧軍界「局勢或失控」之疑慮，勸說蘇哈托支持這項政策，1989年年末，作為軍方強硬派的穆爾亞迪（Muryadi）准將被撤換，新上任的魯道夫·瓦魯（Rudolf Warouw）准將承諾將以「更能服人」的方法來對待反抗者。他放寬了東帝汶內的旅行限制，釋放了成批政治犯，審訊官也不再頻繁地施用酷刑。瓦魯還嘗試肅整軍紀，1990年2月時，一名在東帝汶服役的印尼士兵因其違法行為遭到起訴，這樣的情況是前所未有的。
抵抗運動也因此更加無懼；海外人士的高規格造訪常常伴隨著抗議示威活動：1989年10月，梵蒂岡大教宗若望保祿二世訪問東帝汶時，就有不少要求獨立的年輕人高喊口號，打開橫幅，並與警察爆發混戰。此外，隨著蘇聯解體、冷戰結束，西方國家對印尼佔領的支持理據喪失大半。東帝汶自決問題、人權問題受到的國際關注與日俱增，給雅加達造成更大壓力。1990年代發生的幾起事件使東帝汶頻頻為世界矚目，抵抗團體因此而得勢不少。

### 聖克魯斯靈園屠殺事件

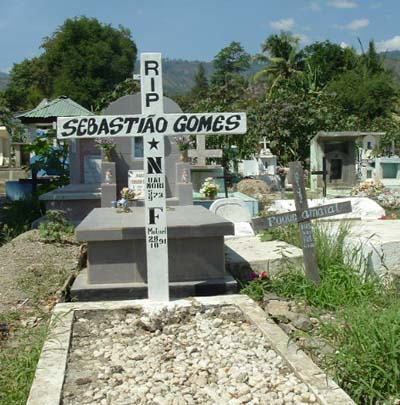
位於聖克魯斯靈園的塞巴斯蒂昂·戈麥斯之墓

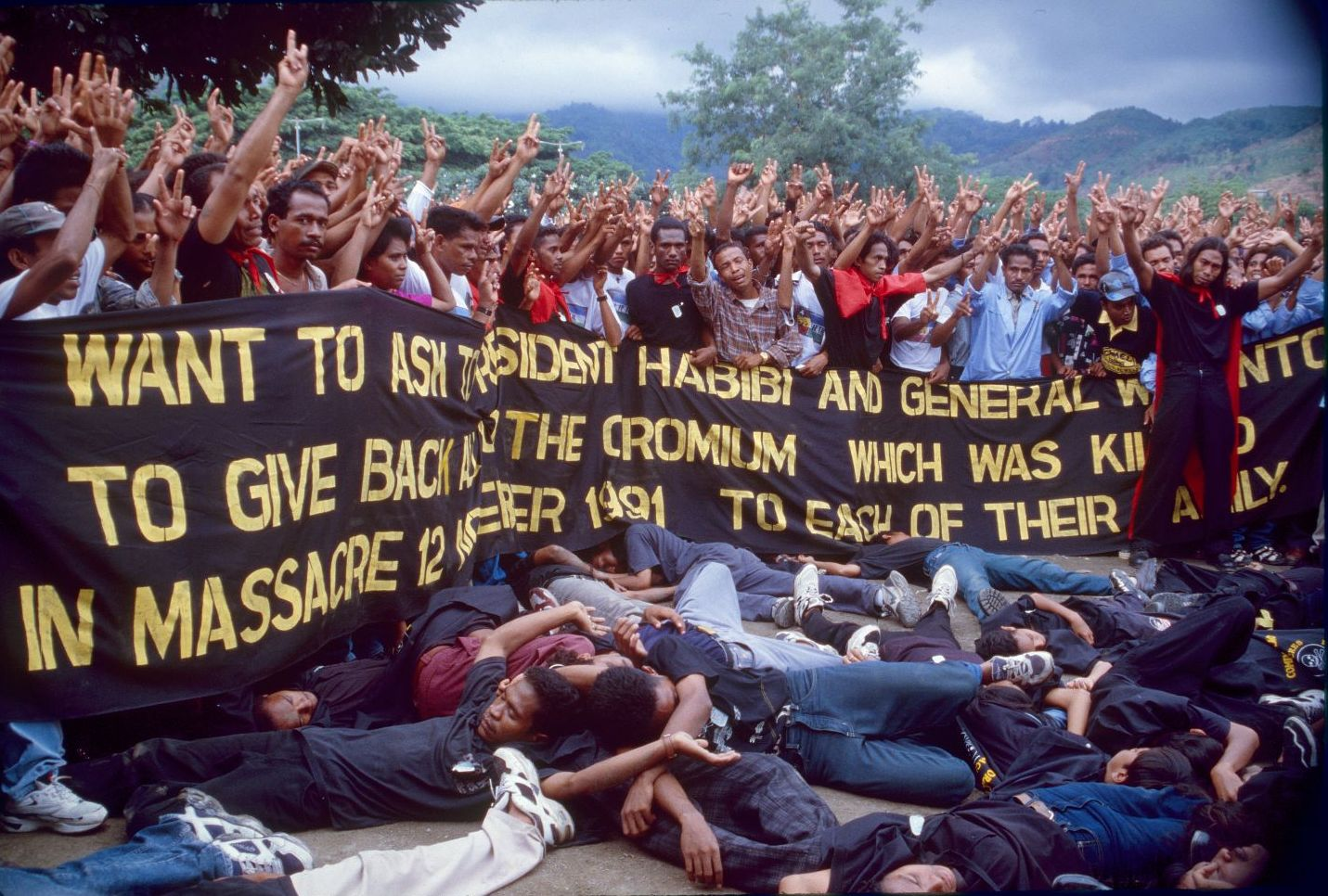
對聖克魯斯大屠殺的歷史重現

1991年10月28日，支持獨立的18歲青年塞巴斯蒂昂·戈麥斯在帝力一處教堂遭印尼軍方殺害。11月12日，悼念者們為他舉行彌撒，揮舞革陣旗幟、手舉獨立標語，隊列喧鬧而和平，眾人吟唱著向塞巴斯蒂昂的墳塋行進。悼念者與印尼士兵短暫衝突後，200名士兵向眾人開火，殺死至少250名東帝汶人。史稱「聖克魯斯屠殺事件」或「帝力屠殺事件」。
園內的外國人很快將目擊證詞傳遞給國際媒體，錄像片段在國際上廣泛放送，舉世譁然。
作為回應，各國活動家組織聲援東帝汶，要求東帝汶自決的呼聲日益迫切。
位於英國的印尼民主化促進組織「TAPOL」加緊了圍繞東帝汶的工作。
非營利組織東帝汶行動網絡於11月末在美國成立，迅速在美國十座城市設立了分支機構，並在日後一方面通過施壓國會，推動阻止美國繼續軍援印度尼西亞，另一方面又在輿論場發聲，提高了美國主流媒體對東帝汶事務的關注度。支持東帝汶國際聯合會（International Federation for East Timor）和亞太東帝汶聯合會（Asia-Pacific Coalition on East Timor）分別於1991年、1994年成立，來自美、英、德、法、日、葡、加、澳、西班牙、芬蘭、挪威、菲律賓、馬來西亞、斐濟等國的東帝汶團結組織得以協同工作。
媒介技術的革新，使得印尼「新秩序」當局在管控信息流動上愈感棘手，這在各國媒體對聖克魯斯大屠殺的報導過程中得到生動體現。在冷戰後的1990年代，國際社會對印尼政府的監督日趨嚴密。印尼國內部分傾向民主的學生團體開始公開、批判地討論東帝汶局勢。不僅如此，他們還將「新秩序」、印尼歷史、國家前途等宏觀話題納入討論範疇。
印尼軍方不僅遭國際社會激烈譴責，還為國內菁英所抨擊。這次屠殺後，雅加達恢復1989年撤銷的東帝汶入境禁令，新一週期的壓迫隨之而來。先前認為「部分士兵反應過度」的瓦魯將軍被罷去職務，他相較前任更為通融、柔和的治民策略受到上級非難。被怀疑同情革陣的人們鋃鐺入獄，人權侵犯記錄有加無已，外國記者禁入令重新施行。普拉博沃將軍的科帕蘇斯部隊第三作戰群開始訓練頭戴黑色風帽的民兵團伙，以打擊殘餘的抵抗勢力。東帝汶人對印尼軍方的仇恨愈演愈烈。

### 古斯芒被囚
古斯芒被捕對於抵抗運動而言是一次重大打擊，印尼當局相信，東帝汶的獨立鬥爭會因此結束。然而，這段牢獄經歷最終為古斯芒成為世界級政治家創造了條件。輾轉山林十七年後，他繼續在牢房中領導抵抗運動。沙納納·古斯芒告訴本委員會：因為與來自群島各地的政治犯們一同服刑，他在芝比囊監獄時學習良多。他告訴本委員會，這段經歷給了他「更好理解印尼人民為民主自由而鬥爭的機會」。「它促使我減輕、消解了十七年來在叢林中積攢的仇恨。我開始理解，我們同印尼人民之間有共同的目標，能使我們團結起來。」

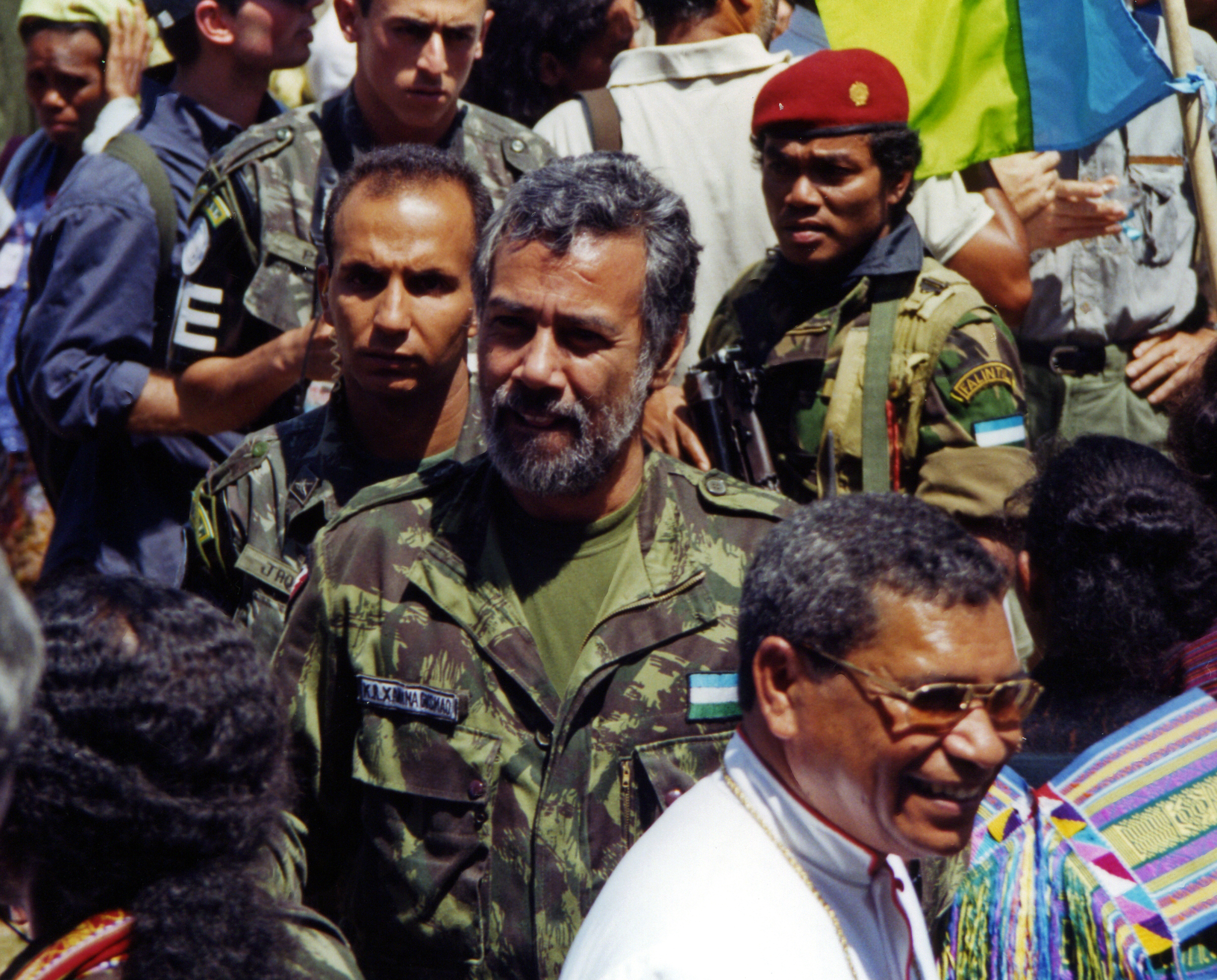
1999年，結束七年牢獄生活的古斯芒（中）回到東帝汶艾萊烏。

1992年11月20日清晨，睡夢中的沙納納·古斯芒被印尼士兵逮捕。
看守期間，古斯芒經歷了睡眠剝奪等身心折磨。
次年五月，在不符規程的庭審後，古斯芒被以「叛亂罪」判處終身監禁，即赴芝比囊監獄服刑。他的刑期在八月被減至有期徒刑20年。
1994年4月，古斯芒在寫給大赦國際的信中透露，他每天都在忍受獄警的「羞辱、激怒與威脅」，監獄上級准許並鼓勵這些行為。1995年8月，他未經許可，向北京世界婦女大會會方寫信，盼望大會關注「遭受到二十年系統性凌侮」的東帝汶婦女，他先前獲得的三個月減刑因而被撤銷。
領袖見囚，東帝汶抵抗運動士氣低落，但監獄內的古斯芒仍然是獨立事業的希望象徵。
非暴力抵抗仍時有發生，1994年克林頓總統訪問雅加達時，29名東帝汶學生衝擊佔領了美國大使館，抗議美國對印度尼西亞的支持。
與此同時東帝汶人權情況持續惡化。1995年年初，沿海城鎮利基萨出現了槍殺平民和隨意逮捕的情況；
當年秋天騷亂再度爆發，印尼軍隊毆打被拘留者，有人被釋時「臉部瘀青、腫脹，且有割痕。」
1997年，南非總統曼德拉呼籲釋放古斯芒，並在當年七月對印尼的國事訪問中與古斯芒會面。
同年，魏茨澤克、戴克拉克等世界前政要聯合致信蘇哈托，希望他解決東帝汶衝突問題。信中寫道：「我們理解對於一個驕傲的國家而言，經受這麼多的批評該是多麼的痛苦，因此，在遲遲未能終結的東帝汶問題上，你的貢獻將被稱頌為對全人類的重要歷史餽贈。」
1999年2月10日，古斯芒被特赦，出獄後轉為軟禁。

### 1996年諾貝爾和平獎

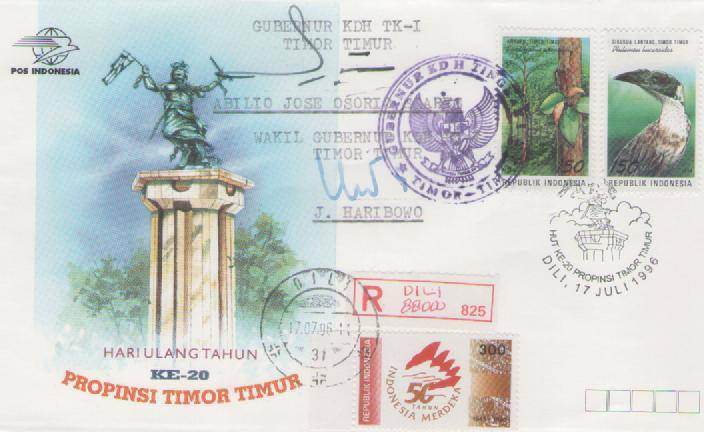
1996年印度尼西亞為東帝汶「建省二十週年」發行的紀念封

1996年，挪威諾貝爾委員會將當年諾貝爾和平獎授予天主教帝力總教區宗座署理嘉禄·貝洛，和東帝汶獨立事業的主要國際發言人拉莫斯-奧爾塔，以「表彰他們為實現為公正與和平解決東帝汶衝突所做的努力」、「表彰他們為少數但受壓迫的人民做出的持續和自我犧牲的貢獻。」該委員會在其新聞稿中稱，希望藉此促發更多努力，讓東帝汶衝突能在人民自決的基礎上得到得體解決。
梵蒂岡對此「至感滿意」，正在推進南非轉型正義的戴斯蒙·屠圖稱「我很激動。」同時，印度尼西亞政府表達了遺憾，稱拉莫斯-奧爾塔煽動、操縱東帝汶人民，其外交部說：「很遺憾如此一個聲譽良好的機構會獎勵像拉莫斯-奧爾塔先生這樣的人，我們很吃驚。」諾獎研究者艾爾文·阿布拉姆斯稱這次授獎對於印尼而言，是一次「巨大的尷尬」。《華盛頓郵報》在報導中寫道：「東帝汶的獨立事業在印尼軍力面前似乎了無希望。但以往的和平奬得主——比如蘇聯的安德烈·薩哈羅夫，亦或是波蘭的萊赫·瓦文薩給予的一個啟示是——無望的事業並非總會失敗。」

## 在動盪中結束的佔領統治
年年初，在聯合國斡旋下，印度尼西亞和葡萄牙重啟了調解工作。

### 蘇哈托倒臺與印尼政局轉型
蘇哈托「新秩序」政權下的東帝汶，縱是有限區域自治亦無機率，獨立則更不可能。20世紀90年代，印尼國內輿論已經偶現對東帝汶立場的勉強理解，但更為普遍的擔憂是，東帝汶如若獨立，恐對國家統一構成威脅。

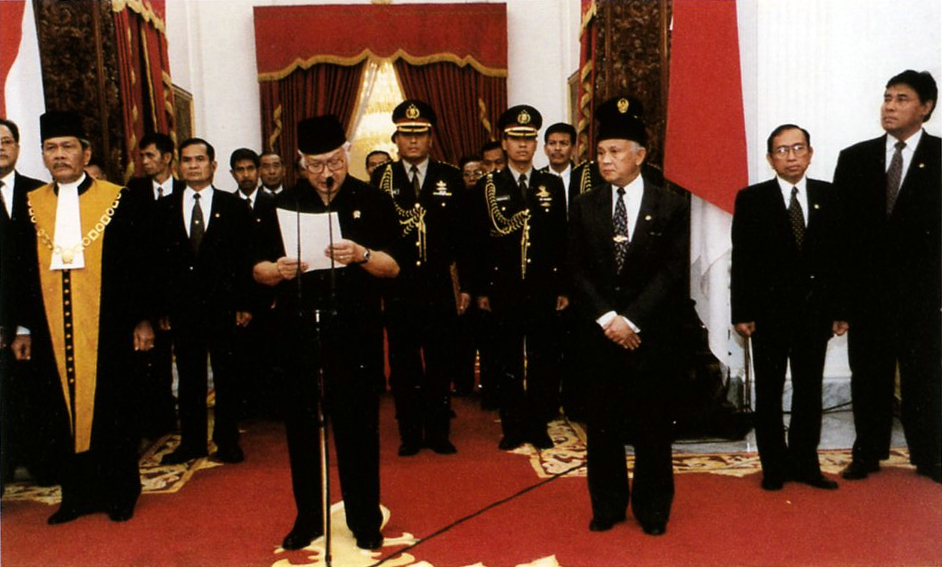
1998年5月21日，蘇哈托在雅加達宣布辭職。

1997年，亞洲金融風暴爆發，印度尼西亞受到嚴重衝擊。經濟動盪、市場混亂最終促使蘇哈托於次年五月辭職，他長達三十餘年的獨裁統治宣告落幕。東帝汶獨立形勢因而即迎轉機：當時執掌印尼陸軍戰略儲備部隊的普拉博沃·苏比延多正流亡約旦，日耗百萬美元的東帝汶軍事行動也令財政虧空的雅加達不堪重負。更為開放的政治社會氛圍下，有關印尼—東帝汶關係的討論熱烈空前，帝力各地也於當年召開多場討論會，研討獨立公投的種種事宜。1998年6月8日，蘇哈托繼任優素福·哈比比總統宣布，印度尼西亞將於不久，為東帝汶提供一項有關自治的特別計畫。對於可能最終引發東帝汶獨立的分階段自治方案，時任印尼外長阿拉塔斯評論稱，這些規劃對於印尼而言，將「全是痛苦，毫無收穫」。
七月末和8月8日，印尼在東帝汶舉行了兩次公開報導的撤軍式，宣布撤走1300名戰鬥人員，軍方為記者們提供了返回雅加達的包機。軍方同時宣稱，印尼士兵，除為人道主義發展項目效力而留下的，已悉數撤離東帝汶。但幾天後，印尼士兵又在一處叫的沙灘悄然登陸，意圖攻其不備，在蘇哈托下台後繼續打擊游擊勢力。
1998年底，澳大利亚约翰·霍华德政府起草信文，告知印尼澳大利亚政策的发生了改变，并支持在十年之内组织独立公投。哈比比总统见澳方的举动是在暗示印尼对东帝汶的“殖民统治”，于是决定在此问题上进行一次紧急的东帝汶全民公投。
1999年5月5日，印度尼西亞、葡萄牙兩國外長在聯合國秘書長科菲·安南見證下，簽署《關於東帝汶問題的協定》，正式給予東帝汶人民自決權。具體而言，東帝汶將舉行全民公投，決定是否要在「統一的印度尼西亞」範圍內享受特別自治地位，若此地位不被接受，則印尼應「終止其與東帝汶的聯繫」，東帝汶逐漸向獨立過渡。兩國亦同意立即設立聯合國東帝汶特派團。公投日期最初定為1999年8月8日，之後延遲至8月30日。按照協定，印尼將負責為公投創造沒有暴力或恫嚇的安全環境。這樣的安排引發了東帝汶人憂慮，觀察家認為，印尼應是在談判中拒絕了外國維和兵力介入東帝汶公投。

### 獨立公投與民兵暴亂

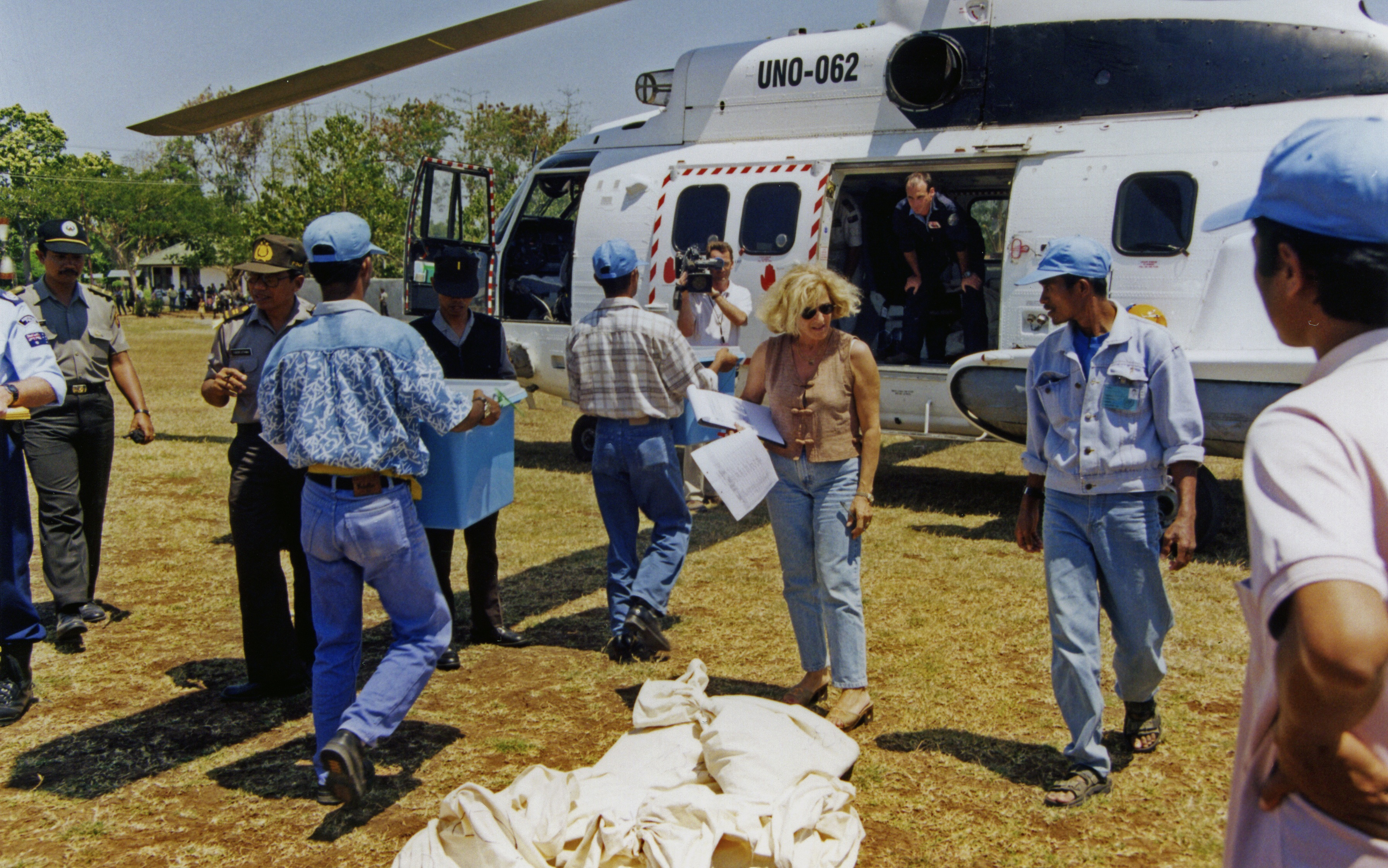
聯合國人員監督公投選票運輸

步入1999年，東帝汶獨立在望，同時各親印尼民兵組織揚言要四處施暴，並最終將口頭恫嚇落實為致命襲擊。
印尼軍方則向這些民兵團體提供軍事援助，策動他們造成死傷事件。
1999年4月，利基薩一處教堂發生命案，二十餘人在躲避民兵追趕、尋求避難時，被射殺或砍死。嘉祿·貝洛在到訪兇殺現場後說：「我們正要進入第三千紀，但這起事件後，我們卻回到了中世紀。」
儘管印尼在5月5日的協議中已承諾將在東帝汶構築沒有暴力的安全環境，然而不久後，東帝汶再次出現流血事件，5月16日，阿塔拉村（Atara）五位村民在宅中遇襲死亡，同日帝力一處街區十幢房屋被燒毀。
此外，不少民兵組織指責聯合國特派團對親獨立一方頗有偏袒，對聯合國工作人員發出死亡威脅，並在6月29日縱火焚燒了特派團在瑪利亞娜的辦公室。
印尼政府辯稱，自己對平息東帝汶派系間的暴力衝突無能為力，拉莫斯-奧爾塔則在二月時就已預言：「在印度尼西亞撤離之前，它將如以往承諾的那樣製造動盪、破壞穩定。這些年來我們已經從印尼軍方那裡聽了太多遍了。」
與民兵威脅相呼應的，是印尼東帝汶事務巡迴大使弗朗西斯科·洛佩斯·達·克魯斯發出的警告。1999年7月初，他說：「如果人們選擇自治，東帝汶將會滴血——如果人們拒絕自治，那麼則可能是血流成河。」公投前一週，親印尼民兵組織艾塔拉克領袖尤里科·古特雷斯在帝力一處萬人集會上說，如果獨立一方贏得公投，東帝汶將成為「一片火海」，這種說法與印尼獨立革命時的萬隆火海事件遙相呼應。
隨著投票日臨近，反對獨立的暴力事件逐漸增多。
公投日當天，即1999年8月30日，98.6%的登記選民投票，東帝汶總體平穩有序，但仍在晚間出現了聯合國人員遭殺害而殉職之事。東帝汶時間9月4日（美東時間9月3日），聯合國秘書長科菲·安南公布投票結果：94,388票贊成以自治地位保留在印尼之內，佔總票數21.5%；344,580票反對自治，要求獨立，佔總票數78.5%。印尼國內媒體將矛頭指向聯合國和澳大利亞，甚至將東帝汶的獨立選擇塑造為基督教與伊斯蘭教的宗教衝突。但由於同期峇里銀行醜聞爆發，更多人對東帝汶事態並不關心。

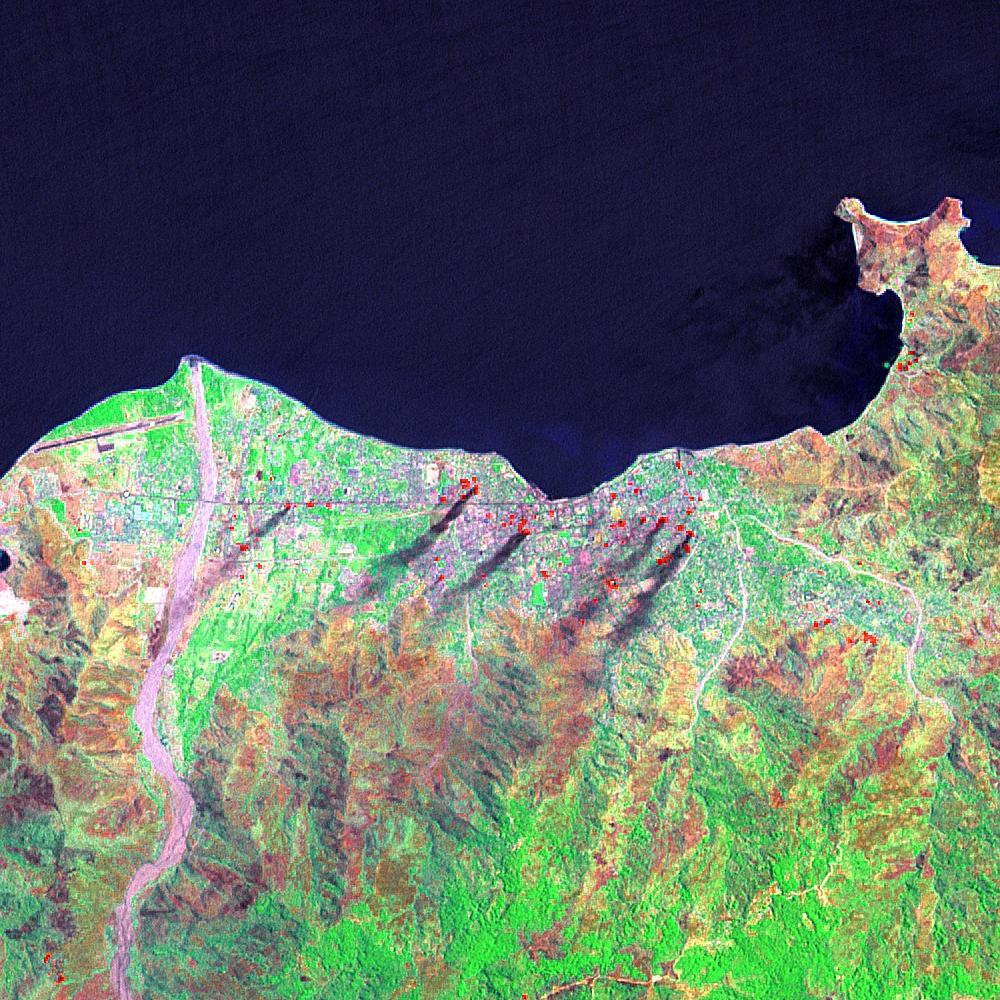
1999年9月8日的衛星影像顯示帝力各處濃煙升騰

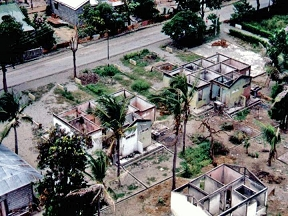
1999年10月帝力的受損房屋

　　當我向聯合國院子裡跑去時，民兵像獵捕動物一樣逮到一個支持獨立的人。那個年輕人腦袋被砍刀擊中，應聲倒地。接著六個黑衣人便撲到他身上⋯⋯只需三十秒，那個年輕人就被剁成碎塊。民兵砍人砍得太猛，有的肉塊竟然都飛濺起來了。那聲音讓人想到肉店剁肉的砰砰聲，我永遠忘不了這事。
安南公布結果數小時後，帝力便開始出現民兵團體襲擊、縱火事件。外國記者、選舉觀察員旋即撤離，上萬東帝汶人奔逃至山野中。伊斯蘭幫伙衝入天主教帝力總教區房舍，殺害十餘人。9月5日，紅十字國際委員會帝力辦公樓遭到攻擊，隨後付之一炬，另有約一百人在蘇艾一處教堂遭到屠殺。一時間類似的屠殺報告數不勝數。9月8日，一支聯合國代表團抵達雅加達，與印尼總統哈比比見面。哈比比再度拒絕了聯合國部隊進駐東帝汶的請求，並說東帝汶的屠殺報告不過是「謊言和臆測」。英國首相托尼·布萊爾厲言道，印尼若繼續放任殺戮，將會成為國際孤兒。維蘭托將軍則堅持認為他的士兵控制住了情勢，他之後又在一場聯歡會上對軍嫂們說：「對於東帝汶，我們情意相同。」說罷唱起1975年流行曲〈感覺〉。
東帝汶危機爆發後，聯合國撤走大部分工作人員，東帝汶人進入特派團遺留的建築之中以求避難。四名聯合國人員留守東帝汶，他們表示除非難民一同疏散，否則拒絕撤離，寧願身死民兵手中。四人之一的傑弗里·羅賓遜（Geoffrey Robinson）回憶說，進入大樓的東帝汶難民保持規矩，「在那種可怕的情形下，人們的禮貌令人感動。」一位東帝汶修女告訴傑弗里，東帝汶人已經習慣了在關鍵時刻遭到拋棄，這次公投至少已經將東帝汶人希求獨立的心聲一勞永逸地告訴了全世界。
同時，在印尼軍隊與民兵團體的武力脅迫下，超過二十萬人被強迫遷往西帝汶，住進被人權觀察稱為「條件極其惡劣」的集中營中，屋舍脆弱得「山羊屁股都能把它推倒」。除了肉體的威脅，難民們還受到虛假信息的侵擾。在國際部隊進駐東帝汶後，為阻撓難民返回東帝汶，民兵造謠稱「澳大利亞軍隊會襲擊返鄉者」、「古斯芒將對當初離開東帝汶的人施以報復」。更有甚者威脅道：「惟有當印尼國旗再度在東帝汶上空飄揚時，他們才能返回家鄉。」西帝汶一家報紙則宣稱，有四萬多東帝汶難民想成為「東努沙登加拉省永久公民」。聯合國難民署發言人優素福·哈桑·阿卜迪答記者問時說：「東帝汶人只要說是想離開難民營回家，他這條命就懸了。」

### 印尼撤軍與國際部隊進駐

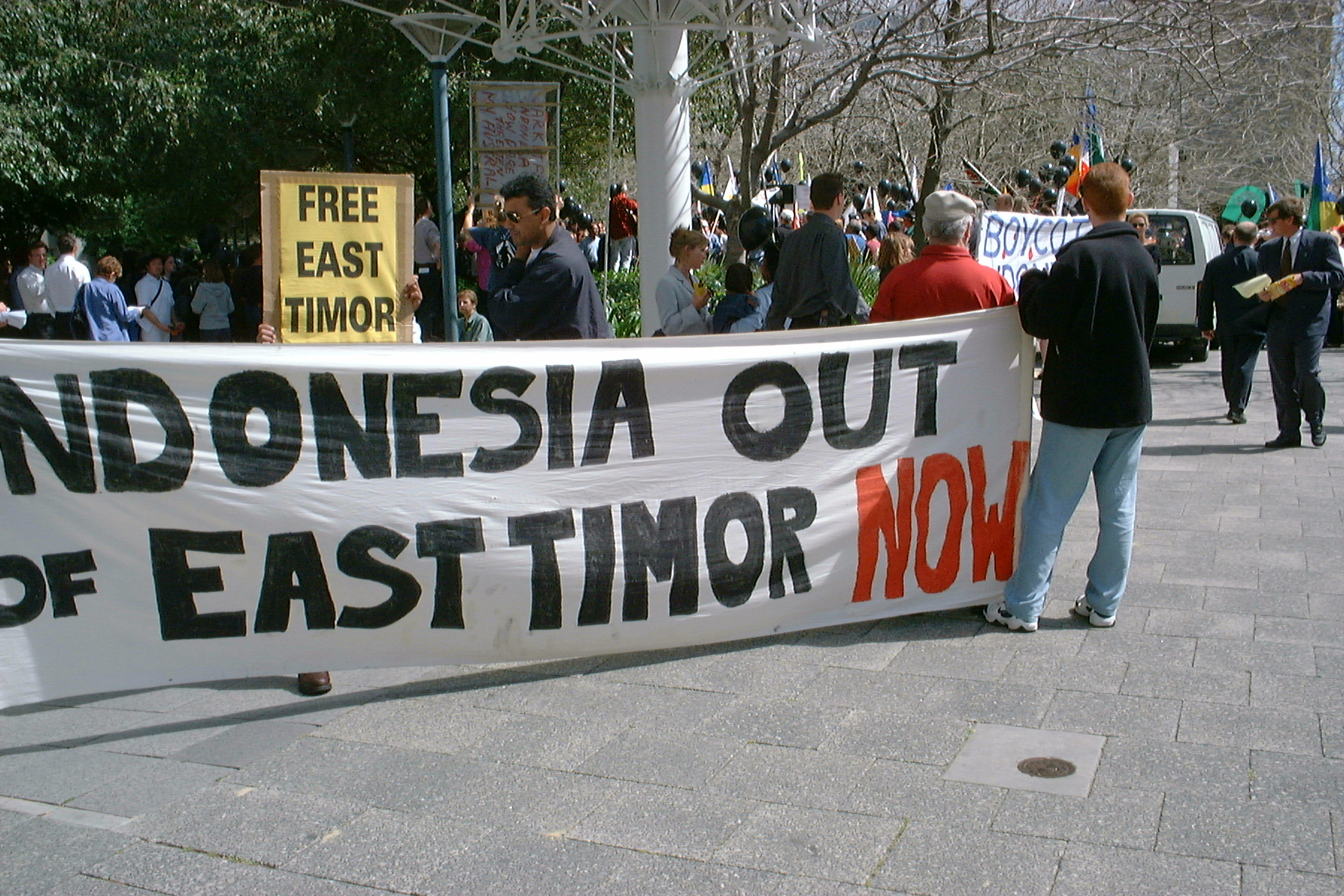
1999年9月10日澳大利亞珀斯街頭聲援東帝汶的示威群眾扯開「印度尼西亞馬上滾出東帝汶」的橫幅

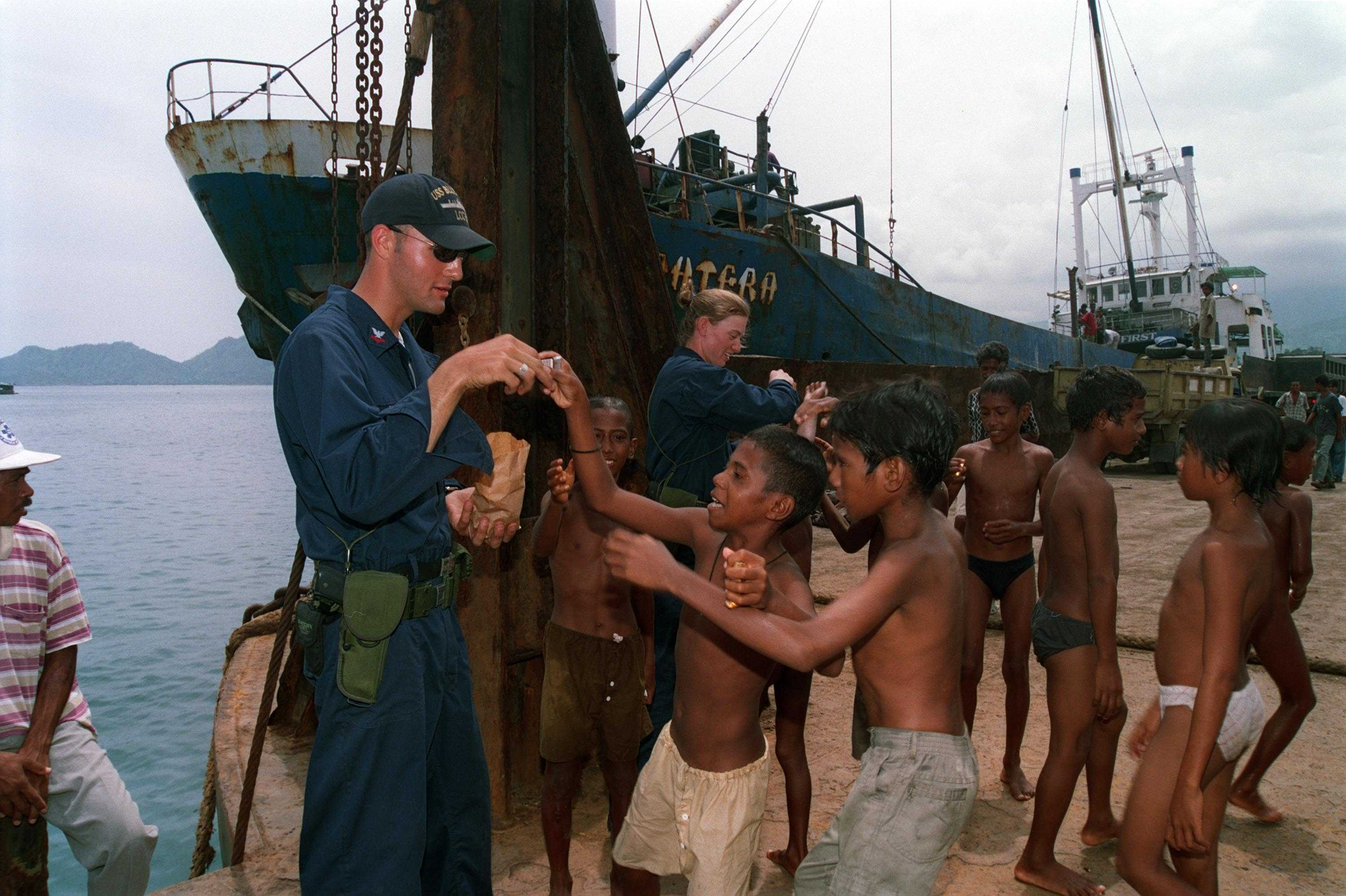
國際部隊官兵在帝力港向東帝汶兒童分發糖果

印尼軍隊操縱的民兵暴亂很快在世界範圍內激起憤慨，澳大利亞、葡萄牙等國爆發遊行示威，要求政府採取行動，干預東帝汶局勢。
古斯芒、貝洛、拉莫斯-奧爾塔分別前往達爾文、里斯本和羅馬、奧克蘭尋求外交支持。拉莫斯-奧爾塔在奧克蘭APEC峰會上要求國際社會儘早武力干預局勢，東帝汶問題也成為當年峰會的一大焦點。11日，美國總統比爾·克林頓在奧克蘭接受記者提問時，透露美國已暫停對印尼軍售。他又在次日的工商界領導人早餐會上重申：「美國已暫停對印尼的所有軍事合作、援助和銷售。我已經明確表示，我是否願意支持國際社會未來（對印度尼西亞）的經濟援助將取決於印尼從今天起如何處理局勢。」
深陷金融風暴泥淖的印度尼西亞最終在國際壓力下妥協。9月12日，哈比比總統在召開內閣會議後致電安南，並通過國家廣電發表聲明，宣布將允許聯合國維和部隊進駐東帝汶。

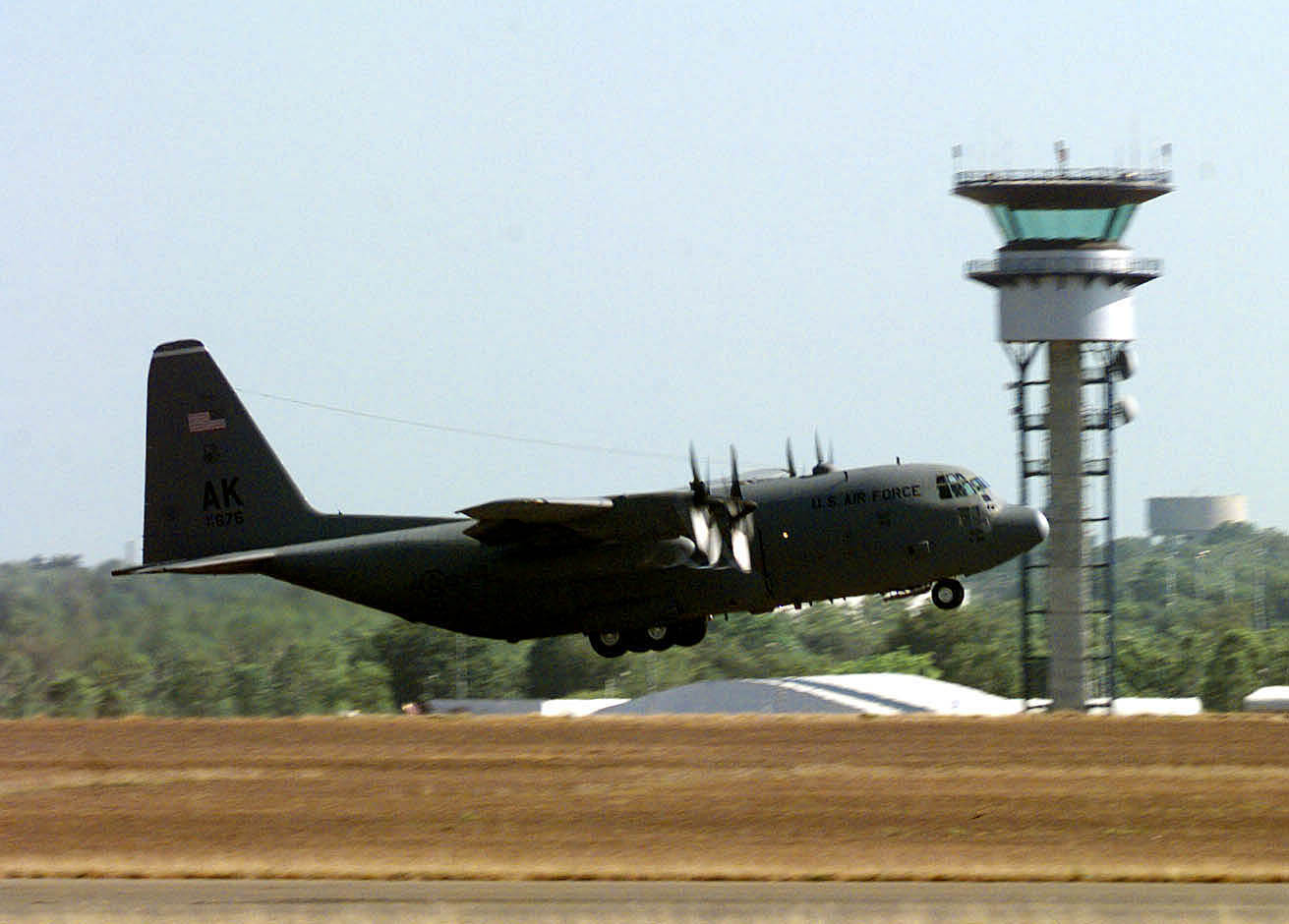
美國空軍 C-130 大力神運輸機從達爾文機場起飛，前往東帝汶執行任務

1999年9月15日，聯合國安理會通過第1264號決議，授權設立一支多國部隊，要求其恢復東帝汶和平與安全，保護、支持東帝汶特派團履行任務，協助人道主義救援，直到部隊被聯合國維和行動取代為止。
澳大利亞少將彼得·科斯格羅夫受命擔任東帝汶國際部隊總指揮。9月20日，國際部隊進駐帝力；10月31日，在古斯芒的見證下，印尼軍隊徹底撤出東帝汶。
在國際部隊進駐東帝汶過程中，大量民兵逃往西帝汶，亦有民兵繼續行兇，荷蘭記者桑德·托尼斯則被正在撤離東帝汶的印尼士兵殺害。
東帝汶國際部隊的主要士兵來自澳大利亞。澳大利亞派遣了一支人數最多時達5,500的步兵旅，另有三艘巡防艦、一支航空團等海空力量投入東帝汶。最終有來自22國加入國際部隊，人數最多時達到11,000。
美國向國際部隊提供了關鍵的後勤保障與外交支持。莫爾比灣號巡洋艦為國際海軍編隊提供保護；貝勞森林號兩棲突擊艦則游曳於東帝汶近海，其上駐有1000人規模的海軍步兵營，配備成建制裝甲、火砲，以防出現重大武裝反對事件。
1999年10月25日，聯合國東帝汶過度行政當局成立，全盤管理東帝汶事務。
2002年5月20日，東帝汶獨立；同年9月27日，東帝汶成為聯合國第191個會員國。

## 国际反應
1990年，薩達姆·侯賽因問：既然1975年時，印度尼西亞可以把東帝汶變成它的第27個省，那為什麼他不能把科威特變成伊拉克的第19個省呢？答：冷戰結束了。——西奧多·弗林德，《印度尼西亞的命運》
印度尼西亚利用西方国家对共产主义的恐慌，从美国、澳大利亚等国获得对其入侵、占领东帝汶的支持。但对东帝汶的入侵与对东帝汶独立运动的镇压大大损害了印尼的形象和国际信誉。1980年代时，苏哈托为成为不结盟运动主席而作出的努力因为遭到发展中国家对其吞并东帝汶的批评而受到破坏。对于印度尼西亚的谴责在1990年代也未曾停息过。

### 美國
1975年4月30日，随着常风行动落下帷幕，越南战争以越南共和国的覆灭而结束。同年，柬埔寨和老挝也建立起了社会主义政权。为了在东南亚与社会主义势力抗衡，一个坚决反共的印度尼西亚对于美国来说变得尤为重要。有鉴于此，美国必须寻求与印尼政府建立友好关系，这样就让东帝汶的事务对美而言显得并不要紧。 美国同样想维持其潜艇穿越印尼的深水通道的通行权，借由此水道，美军潜艇可在太平洋与印度洋之间通行自如而不被侦测

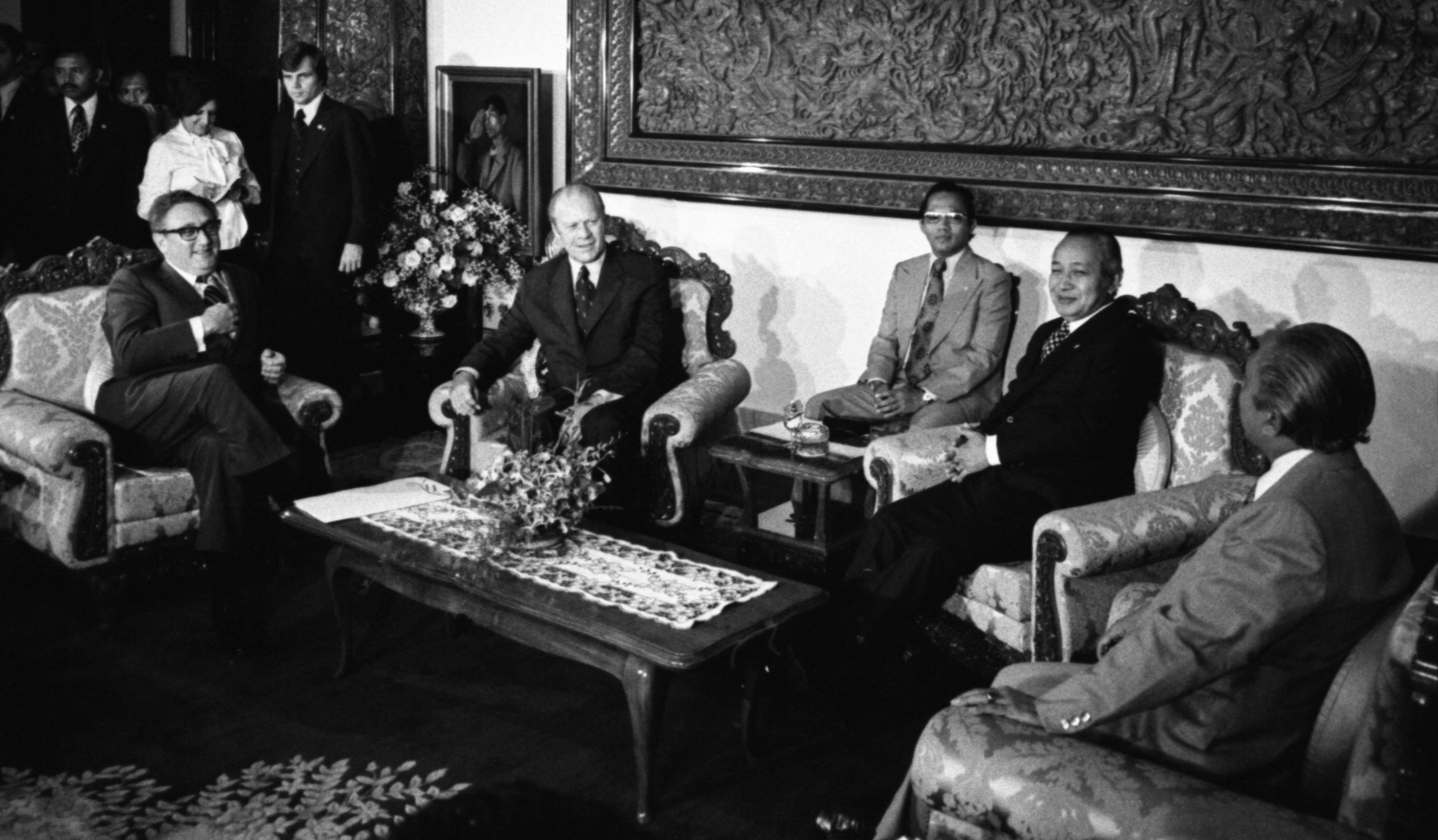
印尼入侵前日，美國國務卿基辛格、總統福特在雅加達與蘇哈托討論東帝汶問題。

入侵前夕，福特总统和国务卿基辛格会见了印尼总统苏哈托。根据报道，美方认可了印尼的侵略行为。苏哈托说：“如果必须要（在东帝汶）采取猛烈的军事行动，希望你们理解。”福特说：“我们会理解你们的，我们不会在这个问题（入侵）上向你们施压。我们深知问题所在以及你们的意图。”基辛格也表示赞同，尽管与此同时，基辛格和福特也希望控制美国国内对侵略的反应，毕竟印尼入侵中使用美国装备一事若被曝光于公众，一定会产生不良的影响。美国也希望侵略行动尽可能的迅速而彻底，不会导致后续的长期的抵抗。基辛格对苏哈托说：“无论你们采取何种手段，尽最快速度取得成功是最重要的。” 基辛格主要的担忧应是，如果带有红色色彩的东帝汶独立革命阵线在侵略后重新暴力夺回东帝汶，亚洲范围内的共产主义武装活动可能被激起，以至于取得胜利。到那时，革阵胜利而引发的印尼国内一系列的暴动可能会威胁印尼国家安全，甚至灭亡印度尼西亚。
在印尼入侵行动以及接下来的占领过程之中，美国向印度尼西亚提供了武器支援。侵略事件发生一周后，美国国家安全委员会出台详细分析报告，称发现了印尼使用的装备绝大部分是美国提供的。美国继续向印度尼西亚提供军事援助，事实上其规模已经超过了美国国务院之计划。在此基础上美国国会继续追加援助，几乎达到以前的两倍。而美国政府却声称，美国从1975年12月到1976年6月已经中止了对印尼的军援。1975年至1980年，东帝汶境内的暴力事件达到其峰值的六年间，美国向印尼政府提供了价值约3亿4000万美元的武器装备。1974年开始，美国对印尼的军事援助以及武器销售开始增长。美国的军事援助一直持续到老布什和克林顿时代，直到1999年才停止。1975年至1995年，美国向印尼提供的武器价值总额达到了11亿美元。克林顿政府时期，在 JCET 计划下，美国为印尼科帕蘇斯部隊进行了训练，其内容包括城市游击战、侦查与反侦察、狙击战术以及“心理战术”等。
根据联合国的东帝汶接纳、真相与和解委员会最终的报告中的“责任”一章，美国的“政治和军事援助是印尼侵略和占领（东帝汶）的基础”。报告同样指出“美国提供的武器对于提升印尼军力十分关键。从1977年开始，印尼开展的大规模的摧毁抵抗势力的运动中，美国提供的飞机扮演了关键的角色。”
革阵声称美国对印尼政府在东帝汶问题上的外交与物质帮助已经远超适度之标准。合众国际社在一篇1978年6月19日发自悉尼的报道中，援引了革阵的一份新闻稿，称：“在两场战斗中，美国顾问和雇佣兵站在印度尼西亚一边，联合与革阵作战⋯⋯同时，美国飞行员驾驶着北美羅克韋爾 OV-10 野馬戰術偵查攻擊機为印尼空军空袭革阵控制的解放区。”
在大多数联合国谴责印尼入侵的决议上，美国都投了弃权票。时任美国驻联合国大使丹尼尔·帕特里克·莫伊尼汉（1975-76在任）在他的回忆录中写道：“国务院希望联合国无论采取什么措施终归是彻底的白费功夫。这项任务落在了我头上，我把它完成得非常顺利。”

### 澳大利亞

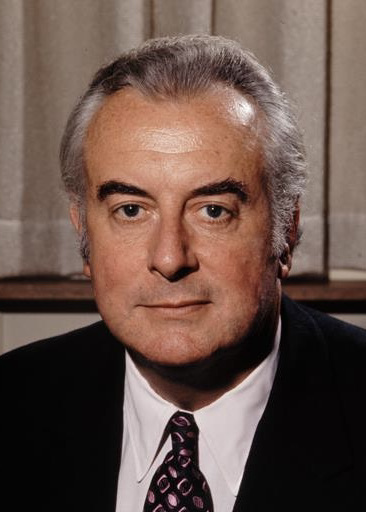
澳大利亞前總理高夫·惠特兰

1974年8月，澳大利亚总理高夫·惠特兰与苏哈托会面。惠特兰表示，一个独立的东帝汶会成为影响地区稳定的潜在威胁，若印尼吞并东帝汶，澳大利亚会表示支持。。惠特兰的表述后来被外长唐·威尔西（Don Willesee）加以修饰，称：“澳大利亚会支持东帝汶人民对其前途的决定权。”1975年东帝汶爆发政变之后，澳总理惠特兰发表声明称，澳大利亚仍反对军事介入当前局势，澳方愿提供人道救援，呼吁各方停止战斗并进行对话。声明亦称，澳方承认印度尼西亚在“某区域”内的利益。
与之同时，澳政界与民间都有支持东帝汶独立的呼声，并愿意为东提供援助。1974年，澳民间在悉尼发起一项东独运动，旨在支持东帝汶自决与独立的权利，反对印尼的武力吞并，并支持革阵的社区项目（community projects）。墨尔本、堪培拉和珀斯等地也出现了相似的运动团体。他们召开公众集会，游说议员、教堂和社区组织（community groups）。政变爆发后，澳大利亞紅十字會帮助红十字国际委员会向西帝汶的难民营和东帝汶派驻医疗分队。澳政府为此工作先后向红十字会拨付了十万澳元和十五万澳元。澳大利亚帝汶国际援助协会（Australian Society for Intercountry Aid Timor，ASIAT）自政变以来也向东帝汶地区派驻了医疗分队。
1975年11月11日，惠特兰政府在1975年澳大利亚宪政危机中解散，这对新的看守政府总理马尔科姆·弗雷泽设下限制。因在1975年联邦选举结果未被公布之前，其任何行动都需得到两党与总督的批准。1975年12月4日，澳大利亚在联合国外交失败，联合国通过承认东帝汶独立的决议，澳政府从帝力撤离了澳大利亚与其他国家的侨民。12月5日，荷西·奥尔塔（José Ramos-Horta）抵达达尔文举行记者招待会，称澳大利亚红十字会和ASIAT在东帝汶已被禁止。他同时表示，东帝汶革阵政府不接受澳大利亚在内的来自联合国的任何援助。
在赢得12月大选后，弗雷泽政政府提出提议，并认为：与东南亚的政治与贸易关系对澳大利亚至关重要，不能让这项极易失败的事业受到威胁。此后澳大利亚在1976和1977年的历次联大投票中弃权。在1978年前，澳政府是唯一一个除印尼政府外官方承认东帝汶是印尼的一个省的政府。
|  | 兩國共同開發海域   |
|  | 澳大利亞管轄海域   |
|  | 印度尼西亞管轄海域 |

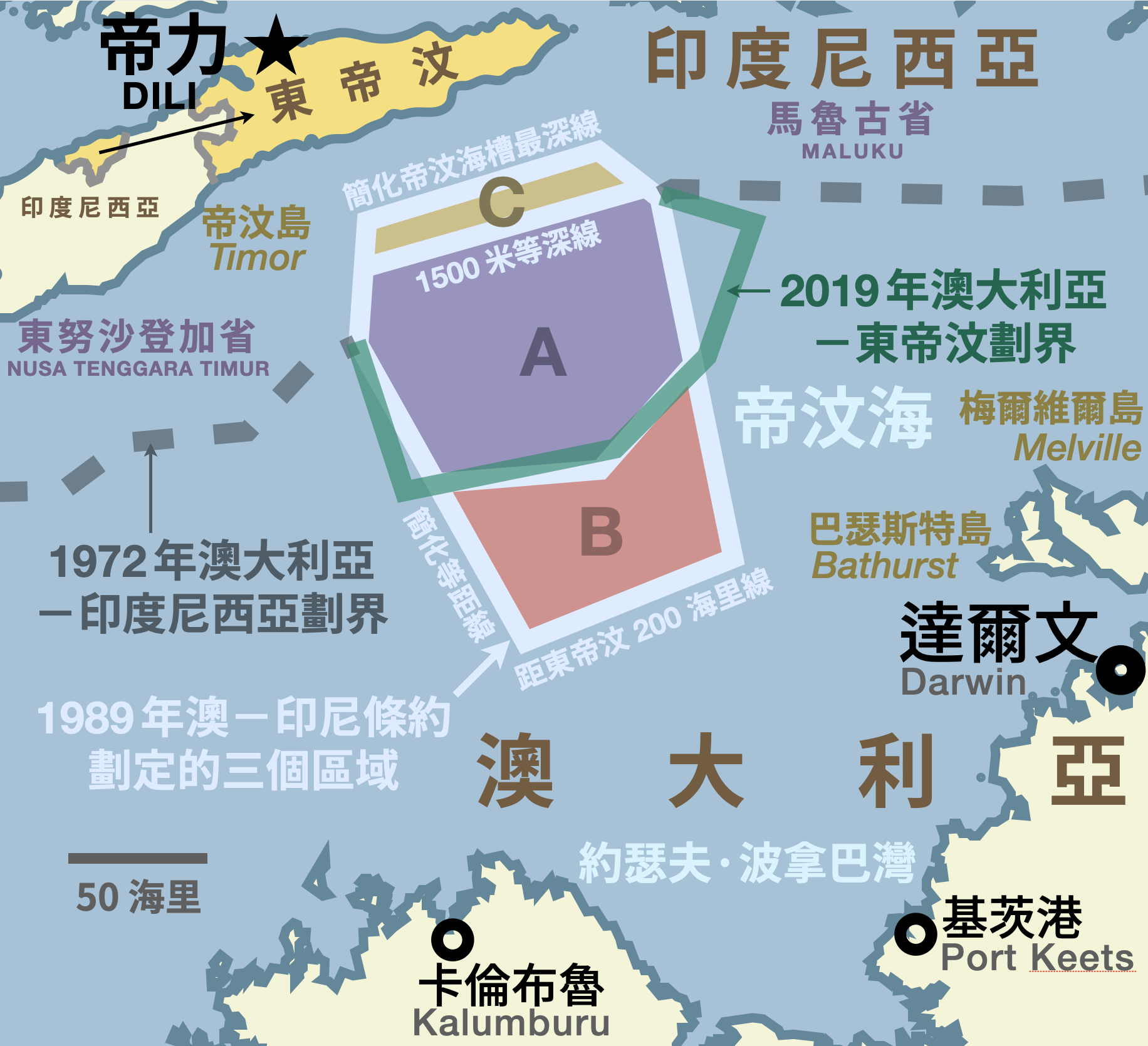

一年后，澳大利亚和印度尼西亚开始起草条约以瓜分帝汶海沟油气资源。1989年12月，两国签订了《帝汶缺口條約》（官方名称为《澳大利亚和印度尼西亚共和国之间关于在印度尼西亚东帝汶省和北澳大利亚之间的一个地区合作区条约》），据估计，两国从中获得了一百万至七百万桶的原油。此条约，与其同印尼广泛的经济合作伙伴关系一道，被援引作澳政府支持印尼这一立场的关键因素。太平洋战争期间，日澳间的战争曾使六万东帝汶人丧命，故澳国内有人认为，澳政府对这个曾经的葡属领地在历史上多有亏欠。詹姆斯·杜恩（James Dunn）曾在印尼占领东帝汶前与占领时，担任一名澳大利亚国会高级外交顾问，他后来说：“不管什么在1941年时是至关重要的、战略性的还是具有价值的，在1974年时，皆已无关紧要或可有可无。”一些澳大利亚的二战老兵以相似的理由对占领行动进行抗议。
之后澳大利亚政府几多更迭，澳大利亚与印度尼西亚都始终保持着不错的外交关系，国内秩序稳定的印尼也为澳大利亚充当了一道重要的安全屏障，不过历届澳政府都注意到：东帝汶问题复杂化了两国间的合作。澳大利亚为东帝汶独立支持者提供了政治避难，其中拉莫斯·奥尔塔甚至将澳大利亚作为自己流亡的根据地。整个20世纪80年代，印尼与澳大利亚间的贸易额不断增长。1995年12月18日，澳大利亚工党的基廷政府与印度尼西亚在雅加达签署了《澳大利亚-印度尼西亚安全协定》(The Australian-Indonesian Security Agreement)，澳大利亚将优先权给予了澳对印尼的诸方面关系。1998年5月，苏哈托倒台；同年，澳大利亚霍华德政府转变了澳对印尼政策。这促进推动了东帝汶的独立进程：越来越多要求举行独立公投的呼声出现。1998年年末，澳大利亚总理约翰·霍华德与外长亚历山大·唐纳致信印尼政府，指出应在十年内于东帝汶举行独立公投。这封信件惹恼了哈比比，他认为，澳大利亚之意在于暗示印尼是一个“殖民大国”。哈比比决定宣布在东帝汶举行一次紧急的独立公投。1999年，受联合国支持的独立公投在东帝汶举行。公投以压倒性多数赞成东帝汶独立，但紧接着亲印尼武装民兵在东帝汶动用暴力，制造了安全危机。由澳大利亚牵头的国际部队进入东帝汶，恢复了治安。虽然国际军事行动成功了，但是澳大利亚与印度尼西亚的关系则需时日加以修复。
1999年，澳大利亚工党一改其东帝汶政策，宣布将采取支持东帝汶独立并反对印尼在东之存在之政策，而这一信号是通过澳外交部发言人，工党党员劳瑞﹒布莱里顿 （Laurie Brereton）发出的。布莱里顿的信誉遭到了包括时任总理与外长在内来自执政党自由党-国家党联盟的攻击。

### 葡萄牙
「蓮花行動」開始翌日，葡萄牙即宣布同印度尼西亞斷絕恢復不足一年的外交關係，其後屢次贊成聯大通過譴責侵略的決議。
康乃馨革命後，1976年-1982年間，葡萄牙政府頻繁換屆，造成東帝汶政策缺乏連貫性，前殖民地事務無奈為國內問題讓路。
八十年代中期，國內局勢稍定，在马里奥·苏亚雷斯治下，里斯本一改先前含混，對雅加達的批判變得急遽尖銳；葡萄牙也出於國內公眾壓力，多次在國際會議上高調擁護東帝汶自決。
九十年代的十年間，在聯合國斡旋下，葡萄牙同印尼兩國共同調解了東帝汶問題。

### 中華人民共和國

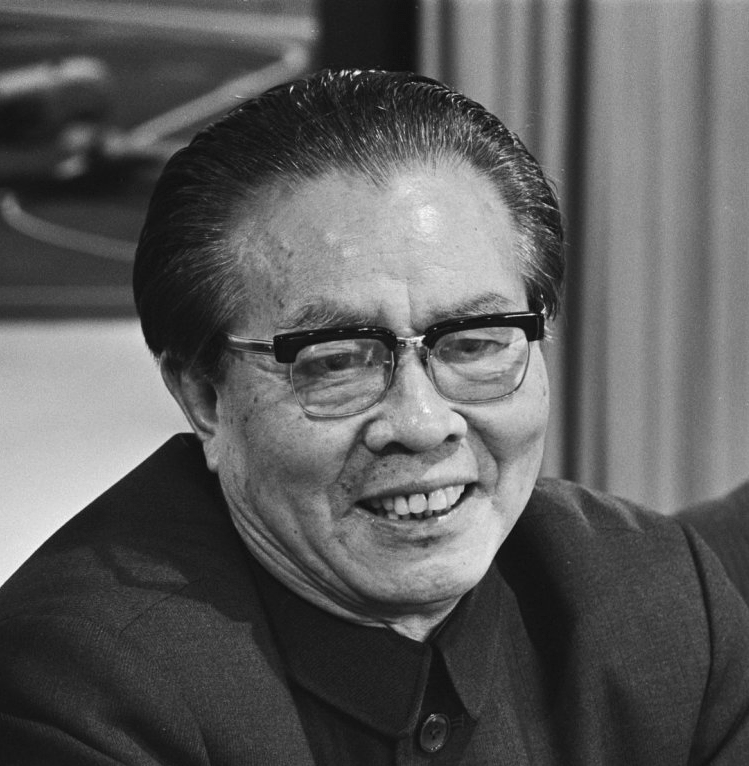
1975年，黃華作為中華人民共和國首任駐聯合國代表聲援東帝汶獨立運動，此後於1976-82年間任中國外長。

1975年印度尼西亞入侵東帝汶時，中國同印尼的外交關係早已斷絕。蓮花行動開展前後，革陣收穫了北京熱情的外交支持，中國是少數承認革陣獨立宣言的國家之一。印尼全面入侵東帝汶當月，吳妙發、黃華先後在聯合國呼籲印度尼西亞「停止干涉」，要求「入侵的印尼军队必须无条件地立即全部撤出东帝汶领土」。東帝汶高級官員事後在接受採訪稱，中國甚至嘗試向東帝汶游擊隊提供一批足以武裝8000人輕型師的武器，但由於印尼海上封鎖，未能實現。最後這批武器被轉運至莫桑比克。
1975年12月29日，羅熱里奧·洛巴托率團訪問北京，時任中國副外長韩念龙接機。外長喬冠華在當晚宴會上重申要求印尼無條件撤軍，稱「中国政府和人民坚决支持东帝汶人民的正义斗争。」此後三年中，革陣成員幾度訪華，其中包括拉莫斯·奧爾塔、羅克·羅德里格斯、马里·阿尔卡蒂里等人，他們在東帝汶獨立後身居政府要職。
1970年代末，印尼佔領東帝汶已成既定事實，國際社會對東帝汶關注減弱。與此同時，鄧小平開啟改革開放，中國外交重心由支持革命轉為為經濟建設服務，嘗試構建安定的國際環境，且在越南入侵柬埔寨等問題上，中國需要印度尼西亞等東盟國家的外交支持。中國在東帝汶問題的立場上越發轉為呼籲和平解決，1984年11月，時任外長吳學謙在訪問葡萄牙時說：「解决这个（東帝汶）问题首先要照顾到东帝汶绝大多数人民的意愿，由有关国家通过和平协商加以解决。」
儘管外交姿態不如以往強烈，對呼籲東帝汶人民自決的歷次聯大決議，中國皆表示贊成。中國政府甚至透過香港、駐歐使館等渠道同東帝汶抵抗勢力保持接觸，马里·阿尔卡蒂里等革陣流亡領導曾通過在地華商接受北京資助。
1999年東帝汶危機爆發後，中國向東帝汶派遣維和民事警察，但在東帝汶國際部隊的組建問題上，中國表現猶疑。2002年5月20日，東帝汶獨立當天，時任中國外長唐家璇先後出席東帝汶獨立慶典與中國使館開館儀式，中國成為東帝汶首個邦交國。

### 其他國家

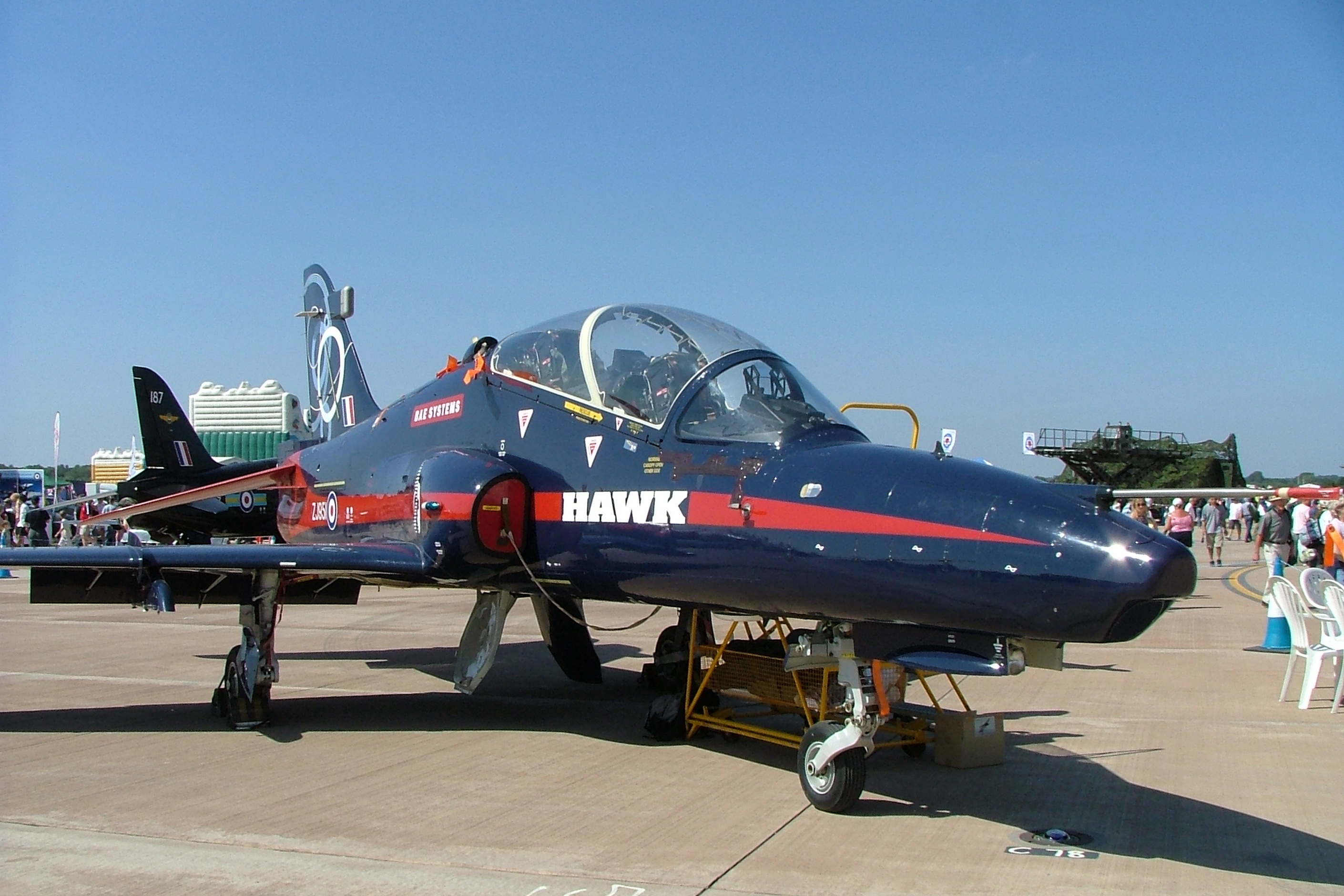
英國向印度尼西亞出售了若干批次鷹式戰機，部分飛機被印尼軍方用於「圍殲」行動之中。

英國在涉及東帝汶的聯大決議表決上悉數棄權。在整個東帝汶被佔領統治期間，英國從未停止對印度尼西亞的軍售。英國1978年時向印度尼西亞出售的8架鷹式教練機，在「圍殲」行動中發揮效用。1990年代時，印度尼西亞又從英國處購買了若干戰機。1995年，聖克魯斯大屠殺四週年日之際，印度尼西亞購買的英製戰機成編隊在帝力低空飛行，威懾東帝汶居民。1999年東帝汶危機爆發後，英國國防部仍向印度尼西亞交付戰機，受到在野黨抨擊。
聯大早期涉及東帝汶的決議表決上，加拿大三次反對，此外則棄權。東帝汶受佔領統治期間，加拿大政府定期向印度尼西亞出售軍備，並在1990年代批准價值逾四億加元的武器備件出售。日本在涉及東帝汶的全部八份聯大決議表決上悉數反對。印度亦支持印度尼西亞，並將後者對東帝汶的佔領與印度兼併葡屬果阿相提並論。詹姆斯·杜恩認為，這是印度外交人士的無知之論，果阿與東帝汶的情形大相徑庭。印度獨立後長期以來對果阿進行主權聲索，同時期印度尼西亞卻曾表態稱不會侵略東帝汶；葡萄牙對待殖民地的態度在1961年和1975年時截然相反；果阿與印度次大陸其他地區間人員可自由流動，東帝汶與巽他群島其它地區的聯繫則脆弱許多。
東南亞國家聯盟顧忌同印尼的關係出現裂痕，以「區域團結」為考量，對東帝汶抵抗運動置之不理，不加批判地接受了印尼單方面關於東帝汶局勢的說辭。對呼籲東帝汶人民自決的聯大決議，除新加坡在表決聯大第3485號決議時棄權外，東盟國家一貫投以反對票。杜恩分析，這一方面也是因為在美國倉皇撤出越南後，東南亞非共產國家或多或少都對區域內可能的共產主義威脅有所警惕。菲律賓在1994年時，曾試圖阻撓馬尼拉舉辦一場東帝汶國際會議，並將拉莫斯-奧爾塔列為不受歡迎人物，禁止其入境。不過隨著國際局勢變化，菲律賓最終改變立場：該國參與到東帝汶國際部隊後勤保障任務，向東帝汶派遣醫療與後勤人員；菲國將軍海梅·德洛斯·桑托斯在1999年年底被聯合國任命為聯合國東帝汶過度行政當局部隊指揮官。

## 影響

### 死亡人數

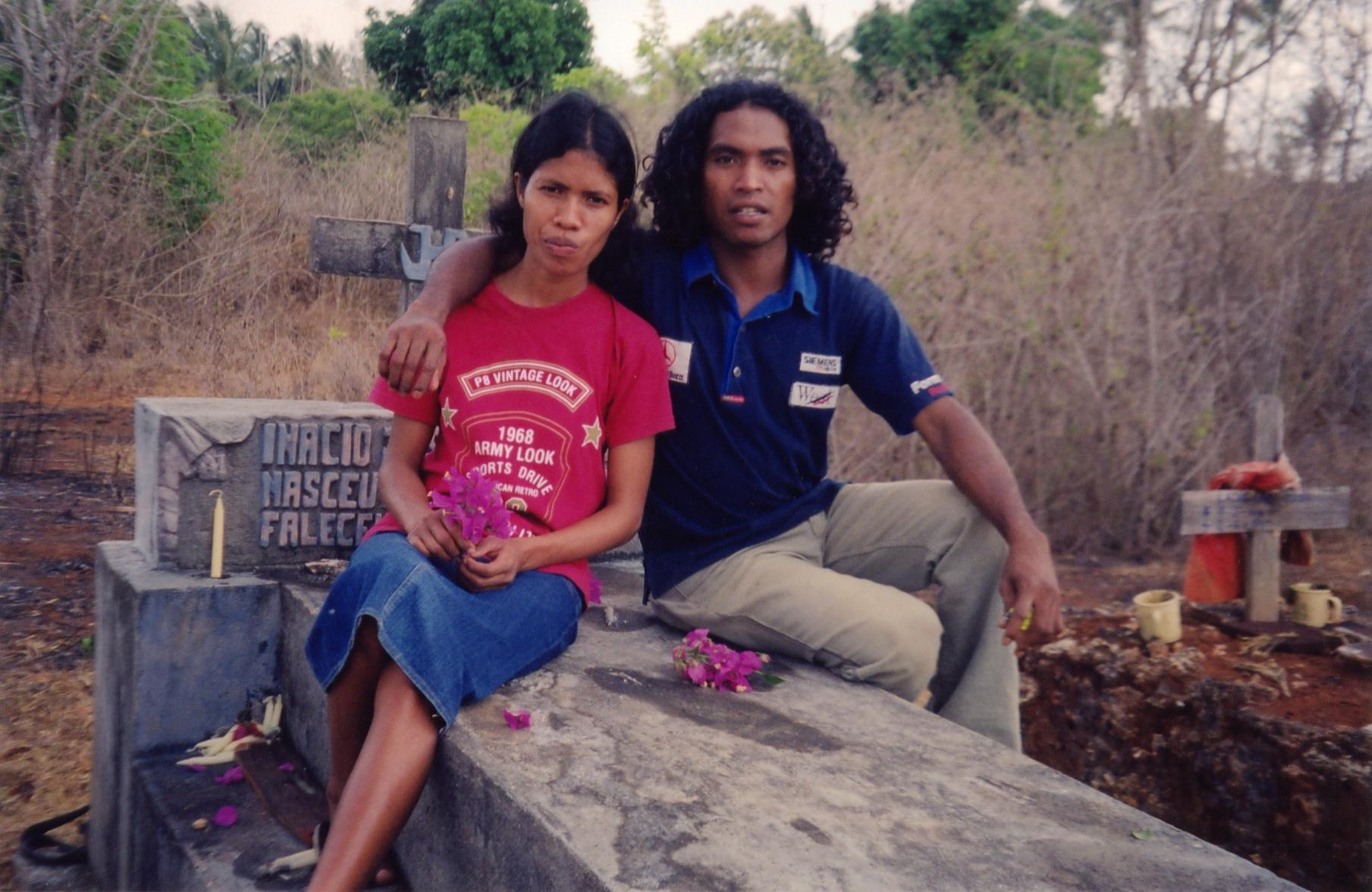
2006年時為印尼侵略遇難者掃墓的遺族

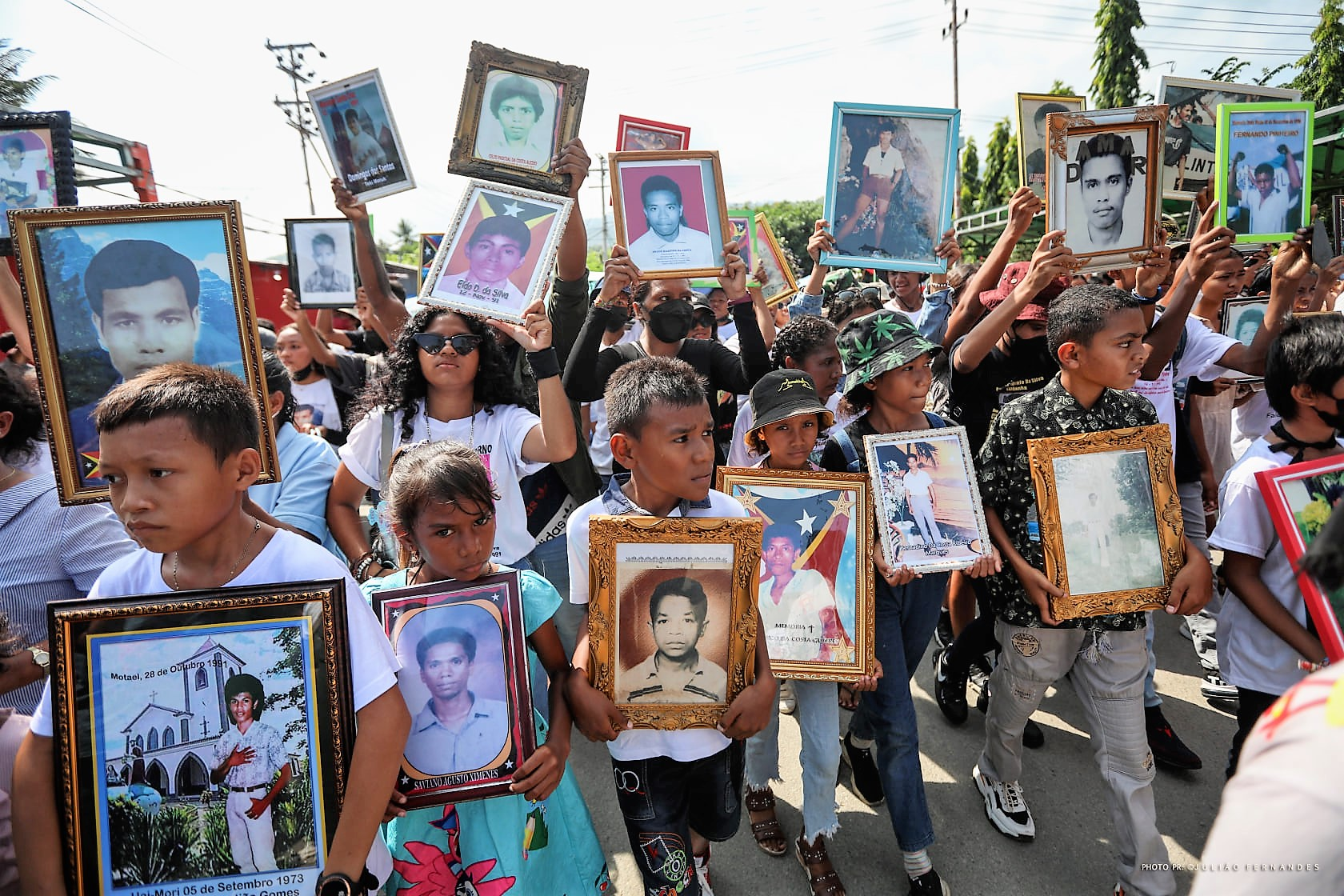
聖克魯斯大屠殺三十年忌時的悼念活動

佔領統治時期的死亡人數難以確計。2005年，联合国东帝汶接纳、真相与和解委员會得出「基於科學的主要結論」，認為在最保守的情形下，雙方衝突造成的死亡人數达102,800(±12,000)。其中18,600(±1,000)人被杀害或失踪，另外84,000(±11,000)人死于饥荒或疾病，這些數字已遠高於和平时期的正常死亡人数。委員會還稱「因由衝突導致的疾病和飢餓而死的人」恐有18.3萬之多。因該統計以年時在世倖存者的記敘為主要依據，故「家眷全數罹難」、「墓碑不存」等情形無法納入統計。該委認為有七成左右的死難，係因印度尼西亞的暴行所致。
耶魯大學種族滅絕研究教授本·基尔南称，儘管統計上有二十萬或以上的數據，但「实际死亡人数应近于十五萬人。」根據天主教會的統計，東帝汶人口數從1974年的688,711減為1982年時的425,000，意味著東帝汶在印尼入侵與佔領下有二十餘萬人死亡，「二十萬死難」的統計此後在世界範圍內被廣泛援引。諸如大赦国际和人权观察等信源亦支持此数据。
法國專家加布里埃爾·德菲（Gabriel Defert）通過分析葡萄牙、印度尼西亞的可用官方數據，結合天主教會資料，認為1975年12月至1981年12月間，约有308,000名帝汶人死亡，約佔侵略前總人口的44%。曾供職於爪哇沙拉笛加大学的喬治·阿迪瓊德羅教授在研究印尼軍方數據後總結稱，在佔領的頭幾年，事實上有300,000帝汶人被殺害。
澳洲國立大學的羅伯特·克里布（Robert Cribb）則認為上述死亡數字被嚴重誇大。他指出1980年的人口普查顯示東帝汶人口為555,350人，這雖然是「最可靠的數據來源」，但可能仍屬低估。他寫道：「值得注意的是，在1999年9月的動盪期間，曾有數十萬名東帝汶人一度下落不明，結果後來又重新現身了。」考慮到東帝汶1987年人口普查結果為657,411人，1980年的數字就更顯不合理了——要在七年間達到年均2.5%的增長率，與1970至1975年間的高成長率幾乎一致，在印尼佔領期間（包括其壓制生育的政策）下，這種增幅極不可能。他還指出，鮮有個人對暴行的敘述或印尼士兵創傷的紀錄，並補充說：「根據新聞報導與學術論文，東帝汶並不像一個曾遭遇大規模死亡創傷的社會......1991年帝力大屠殺前的情勢，顯示這個社會仍保有活力與憤慨，這若真如柬埔寨在波爾布特統治下所遭遇那樣，是不太可能發生的。」他還指出，印尼軍方的戰略是爭取當地民心，這一事實也不支持大規模屠殺的指控。
基爾南以1975年東帝汶70萬人為基數（依據1974年天主教人口調查），假設在佔領期間年均人口成長率僅1%，則1980年應有人口735,000人。他接受了1980年人口數字，儘管克里布認為該數字低估了至少10%（約55,000人），據此基爾南認為至多有180,000人在戰爭中喪生。克里布則指出，1974年教會預估3%的年均增長率太高，教會早先曾採用1.8%的增長率，該速率下則1974年人口為635,000人，與葡萄牙的估計相符。
儘管克里布認為葡萄牙的人口普查幾乎肯定低估了人口，但鑑於教會的社會接觸有限（當時不到一半的東帝汶人為天主教徒），葡當局的數據應比教會數據可信。如果依東南亞其他國家的增長率推算，1975年東帝汶人口應為約680,000人，至1980年應有超過775,000人（不考慮佔領期間出生率下降的情況下）。如此一來，人口缺口將接近20萬人。克里布指出，印尼的政策導致出生率下降超過50%，因此這20萬人中約有45,000人應是「未出生」而非被殺，另有約55,000人是在1980年人口普查時因躲避印尼當局而「失踪」。此外，1974-75年時，數萬人為逃避自由東帝汶革命陣線而離鄉；數千人在內戰中喪生；戰鬥人員死亡；革陣對內的殺戮行動；以及自然災害——上述種種因素，都進一步減少了可歸責於印尼侵佔的平民死亡人數。綜合上述資料，克里布主張死亡總數應遠低於10萬人，甚至可能低至60,000人，在1975–1980年間，僅約一成平民為非自然死亡。
基爾南則反駁道，佔領期間的外來移工增加、以及人口在死亡危機後往往會有增長的趨勢，使得1980年普查結果具可信性；至於1974年教會調查雖屬「可能的上限值」，但教會的接觸限制或許反而導致其低估了人口。他最終認為，1975至1980年間至少有116,000名戰鬥人員與平民遭各方殺害或死於非自然原因。若此成立，即代表約15%的東帝汶平民於該期間死亡。F·海奧特（F. Hiorth）則另估約有13%（即在預期的730,000人口中約95,000人）於此期間死亡。基爾南估計考慮出生率下降後的人口缺口為145,000人，約占當時人口的20%。聯合國報告的中位數為146,000人；而研究政治屠殺的分析家R.J. Rummel則估為150,000人。
不少觀察家將印尼侵佔東帝汶視為一次種族滅絕。牛津大學曾就此事件達成學術共識，認定其為種族滅絕，耶魯大學亦將其列入「種族滅絕研究」課程內容。法學家本·索爾對該事件是否符合國際法上「種族滅絕」的定義進行了研究，他認為，由於印尼當局並未鎖定國際法所承認的族群進行攻擊，因此無法將該行為定性為「種族滅絕」。然而，他同時指出：「東帝汶的衝突可被最準確地視為對『政治團體』的種族滅絕，或是『文化種族滅絕』，但這兩者皆未被國際法明確承認。」印尼對東帝汶的佔領亦曾與紅色高棉、南斯拉夫內戰、盧旺達種族滅絕等事件相比擬。
印尼方面的傷亡數據則相對記載完備。《羅盤報》稱印尼國民軍中，死於東帝汶戰事者3,700人，傷2,400人。荷蘭學者蓋里·範·克林肯（Gerry van Klinken）認為「2,400」應為重傷者數。2002年11月，紀念對東帝汶佔領統治的蓮花紀念碑在東雅加達的國民軍總部內落成，其上鐫有3,804名陣亡者的姓名，士兵、警察共計2,277人，東帝汶非正規軍1,527人。死於意外或疾病者並不在此列。

### 司法追責
索爾亦探討了對相關責任人提起「反人類罪、戰爭罪及其他重大人權侵犯」的訴訟問題。印度尼西亞佔領東帝汶結束後的數年間，數項相關司法程序已相繼開展。1999年10月的联合国安理会第1272号决议不僅授權成立東帝汶過渡行政當局，還「对于据报在东帝汶境内犯下有系统、广泛和公然违反国际人道主义和人权法的行为表示关切」，「强调犯下此种违法行为者须承担个人责任」。為此，過渡行政當局設立了負責調查起訴暴行責任人的「重罪股」。然而，該股資金不足、職權僅限於1999年的犯罪，最終成效不彰，受到批評。印尼國內的相關審判亦被聯合國委員會評判為「明顯不足」。
這些司法過程的缺失促使一些組織呼籲效仿南斯拉夫與盧旺達的情況，設立國際法庭，以追訴在東帝汶屠殺中負有責任者。東帝汶非政府組織「La'o Hamutuk」於2001年的一篇社論中寫道：
「在1975至1999年間，於東帝汶所犯下的反人類罪行不可勝數。雖然國際法庭無法審理所有案件，但它的設立，仍將⋯⋯證實印尼對東帝汶的入侵、長期佔領及毀滅性行動，實為一場蓄謀已久、結構嚴密的犯罪陰謀，其策源與執行皆出自該國權力中樞。東帝汶、印度尼西亞兩國和平、正義與民主之未來，根本繫於對這些最高層責任者的清算與問責。」
2005年，印度尼西亞與東帝汶為釐清佔領期間的犯罪事實、修補兩國間的裂痕，成立了「印度尼西亞—東帝汶真相與友誼委員會」。然而該委員會遭到非政府組織的批評，聯合國亦因其或致加害者免責脫罪而拒絕承認其成果。

## 流行文化
- 華裔作家毛翔青（英语：Timothy Mo）以印度尼西亞佔領及東帝汶本土反抗為背景設定，創作小說《勇氣的冗余》（The Redundancy of Courage，又譯「勇氣的徒勞」或「勇氣的多餘」），1991年出版，曾入圍英國布克奖。[388]

### 腳注
1. ↑  Rei 2007，第123頁.
2. ↑  Ursula 2017.
3. 1 2  盧薩社記者 2008.
4. 1 2  van Klinken 2005，第111頁.
5. 1 2 3 4  Schwarz 1994，第195頁.
6. ↑  Powell 2006
7. ↑  聯合國經濟和社會事務部人口司 2024.
8. ↑  詳見東帝汶接納、真相與和解委員會 2005a，第7.2-7.3章，或參看該報告關於死亡人數的提要：東帝汶接納、真相與和解委員會 2005b.
9. ↑  聯合國安全理事會 2002.
10. ↑  Jolliffe 1978，第23-41頁.
11. ↑  Wesley-Smith 1998，第85頁.
12. ↑  Dunn 1996，第19-22頁.
13. ↑  Jardine 1999，第22頁.
14. ↑  Budiardjo & Liem 1984，第3-5頁.
15. ↑  Dunn 1996，第28-29頁.
16. ↑  Taylor 1991，第20頁.
17. ↑  聯合國 1960.
18. ↑  聯合國 1962.
19. ↑  Ramos-Horta 1987，第65頁.
20. ↑  被引於 Kohen & Taylor 1979，第3頁.
21. ↑  Carey 2000，第23頁.
22. ↑  Jolliffe 1978，第58-62頁.
23. ↑  Dunn 1996，第53-54頁.
24. ↑  被引於 Dunn 1996，第56頁
25. ↑  Dunn 1996，第60頁.
26. 1 2  Dunn 1996，第62頁.
27. 1 2  印度尼西亞外務省 1977，第19頁.
28. 1 2  Schwarz 1994，第208頁.
29. ↑  Schwarz 1994，第201頁.
30. ↑  Dunn 1996，第69頁.
31. 1 2  印度尼西亞外務省 1977，第21頁.
32. ↑  Dunn 1996，第79頁.
33. ↑  Dunn 1996，第78頁.
34. ↑  Budiardjo & Liem 1984，第5頁.
35. ↑  Jolliffe 1978，第197-198頁.
36. ↑  Taylor 1991，第58頁.
37. ↑  Weldemichael 2013，第38頁.
38. ↑  Dunn 1996，第84頁.
39. 1 2  Budiardjo & Liem 1984，第6頁.
40. ↑  東帝汶接納、真相與和解委員會 2005a，第3章，第132段.
41. ↑  印度尼西亞外務省 1977，第23頁.
42. ↑  Jolliffe 1978，第116頁.
43. ↑  Ramos-Horta 1987，第53-54頁.
44. ↑  Dunn 1996，第146頁.
45. ↑  Dunn 1996，第150頁.
46. ↑  東帝汶接納、真相與和解委員會 2005a，第3章，第147段.
47. ↑  Dunn 1996，第151頁.
48. ↑  東帝汶接納、真相與和解委員會 2005a，第3章，第149段.
49. ↑  東帝汶接納、真相與和解委員會 2005a，第3章，第152段.
50. ↑  Ramos-Horta 1987，第55頁；Turner 1992，第82頁， 則稱死亡人數為1,500-2,300。
51. ↑  Krieger 1997，第xix頁.
52. ↑  Dunn 1996，第159頁.
53. ↑  東帝汶接納、真相與和解委員會 2005a，第3章，第157段、Budiardjo & Liem 1984，第6頁；另據 Dunn 1996，第160頁，簽署併入印尼請願書，是進入西帝汶的前提，Jolliffe 1978，第150頁、Jardine 1999，第29頁證實了這一說法。
54. ↑  印度尼西亞外務省 1977，第31頁.
55. ↑  Jolliffe 1978，第167–179；201–207頁
56. ↑  Jolliffe 1978，第164與201頁.
57. ↑  Jolliffe 1978，第167-177頁記載了數則目擊者證詞。
58. ↑  Vickers 2005，第166頁.
59. ↑  印度尼西亞外務省 1977，第35頁.
60. ↑  Jolliffe 1978，第179-183頁.
61. ↑  Taylor 1991，第62-63頁.
62. ↑  Jolliffe 1978，第201-207頁.
63. ↑  Taylor 1991，第63頁.
64. ↑  東帝汶接納、真相與和解委員會 2005a，第3章，第202段.
65. ↑  印度尼西亞外務省 1977，第37頁.
66. ↑  Jolliffe 1978，第208–216頁.
67. ↑  東帝汶接納、真相與和解委員會 2005a，第3章，第206段.
68. ↑  東帝汶接納、真相與和解委員會 2005a，第3章，第211段.
69. ↑  東帝汶接納、真相與和解委員會 2005a，第3章，第209、210段.
70. ↑  《巴里博宣言》原文本載於東帝汶省 1996，第25頁
71. ↑  Cabral 2000，第79頁.
72. ↑  東帝汶接納、真相與和解委員會 2005a，第3章，第215段.
73. ↑  東帝汶接納、真相與和解委員會 2005a，第3章，第216段.
74. 1 2 3  印度尼西亞外務省 1977，第39頁.
75. ↑  新華社記者 1975a.
76. ↑  Ramos-Horta 1987，第107-108頁.
77. ↑  Budiardjo & Liem 1984，第23頁.
78. ↑  Dunn 1996，第257-260頁.
79. ↑  Hill 1978，第210頁.
80. ↑  被引於 Budiardjo & Liem 1984，第15頁.
81. ↑  被引於 Ramos-Horta 1987，第108頁.
82. ↑  被引於 Taylor 1991，第68頁.
83. ↑  Jolliffe 2002
84. ↑  Ramos-Horta 1987，第101-102頁.
85. ↑  Taylor 1991，第68頁.
86. ↑  Hoh & Skoko 2023.
87. ↑  大赦國際 1985.
88. ↑  Dunn 1996，第253頁.
89. ↑  Dunn 1983，第293, 303頁.
90. ↑  Taylor 1991，第80-81頁.
91. ↑  Dunn 1983，第303頁.
92. ↑  Dunn 1983，第310頁.
93. ↑  Dunn 1977，第415頁.
94. ↑  美國國務院 1977.
95. ↑  Taylor 1991，第71頁.
96. ↑  被引於 Turner 1992，第207頁.
97. ↑  印度尼西亞外務省 1977，第16頁.
98. ↑  Alatas 2006，第18-19頁.
99. ↑  印度 et al. 1975.
100. 1 2  Ramos-Horta 1987，第105-106頁.
101. ↑  圭亞那, 塞拉利昂 & 特立尼達和多巴哥 1975.
102. 1 2  Krieger 1997，第53頁.
103. ↑  聯合國 1975a，第411頁，第33段.
104. ↑  聯合國大會第四委員會 1975，第21頁
105. ↑  聯合國 1975b，第1296頁，第64段.
106. ↑  聯合國安全理事會 1975.
107. ↑  聯合國安全理事會 1976.
108. ↑  Clark 1995，第73頁.
109. ↑  聯合國大會第三十七屆會議 1982.
110. ↑  Taylor 1991，第177頁.
111. 1 2  Clark 1995，第73-80頁.
112. ↑  聯合國第十五屆會議 1960.
113. ↑  Clark 1980，第35頁.
114. 1 2  Clark 1980，第36頁.
115. ↑  Schwarz 1994，第204頁.
116. ↑  Taylor 1990，第9頁; Kohen & Taylor 1979，第43頁; Budiardjo & Liem 1984，第15與96頁; Nevins 2005，第54頁; Dunn 1996，第262頁; Jolliffe 1978，第272頁.
117. ↑  印度尼西亞外務省 1977，第43-44頁.
118. ↑  Taylor 1990，第9頁.
119. ↑  Jolliffe 1978，第289頁.
120. ↑  Budiardjo & Liem 1984，第96頁.
121. ↑  印度尼西亞外務省 1977，第44頁.
122. ↑  東帝汶接納、真相與和解委員會 2005a，第3章，第279段.
123. ↑  Budiardjo & Liem 1984，第97頁.
124. ↑  Schwarz 1994，第197頁.
125. 1 2 3 4 5 6  Friend 2003，第433頁.
126. ↑  Gusmao 2000.
127. ↑  Cranston 1977.
128. ↑  McDonald 1977.
129. ↑  Taylor 1990，第90頁.
130. ↑  東帝汶接納、真相與和解委員會 2005a，第7.5章，第137段.
131. ↑  Hier und Jetzt 2022，第1頁.
132. ↑  Bochsler 2023.
133. ↑  Taylor 1990，第91頁.
134. ↑  被引於 Taylor 2003b，第166頁.
135. ↑  被引於 Taylor 2003b，第169頁
136. ↑  Warneke 1981.
137. 1 2 3  Taylor 1990，第85頁.
138. ↑  Dunn 1996，第275-276頁; Taylor 1990，第85-88頁; Budiardjo & Liem 1984，第27-31頁.
139. 1 2  Taylor 2003b，第167頁.
140. ↑  Budiardjo & Liem 1984，第35頁.
141. ↑  東帝汶接納、真相與和解委員會 2005a，第7.5章，第14、131、235段.
142. ↑  東帝汶接納、真相與和解委員會 2005a，第7.5章，第13段.
143. ↑  Dunn 1996，第281頁.
144. ↑  東帝汶接納、真相與和解委員會 2005a，第3章，第367段.
145. ↑  東帝汶接納、真相與和解委員會 2005a，第3章，第370段.
146. ↑  Dunn 1996，第301頁; Budiardjo & Liem 1984，第41-43頁.
147. ↑  Dunn 1996，第303-304頁.
148. ↑  東帝汶接納、真相與和解委員會 2005a，第3章，第414段.
149. ↑  東帝汶接納、真相與和解委員會 2005a，第3章，第393段.
150. ↑  Taylor 1991，第142頁援引《希望之光報》1983年8月17日報導。
151. ↑  Taylor 1991，第101-102頁; Nevins 2005，第30頁; Budiardjo & Liem 1984，第127-128頁; 大赦國際 1985，第23頁; Dunn 1996，第299頁.
152. ↑  大赦國際 1985，第40頁.
153. ↑  大赦國際 1985，第53-59頁; Turner 1992，第125頁; Kohen & Taylor 1979，第90頁; Budiardjo & Liem 1984，第131-135頁.
154. ↑  大赦國際 1985，第53-54頁.
155. ↑  Pinto & Jardine 1997，第142-148頁.
156. ↑  Turner 1992，第143頁.
157. 1 2  Taylor 2003b，第168頁.
158. ↑  參閱此議題文獻：大赦國際（美國） 1995、Winters 1999，及 Aditjondro 1998b.
159. ↑  Budiardjo & Liem 1984，第132頁.
160. ↑  Jardine 1999，第33-34頁.
161. ↑  大赦國際（美國） 1995，第14頁.
162. ↑  東帝汶接納、真相與和解委員會 2005a，第7.7章，第14段.
163. ↑  被引於東帝汶接納、真相與和解委員會 2005a，第7.7章，第210段.
164. ↑  東帝汶接納、真相與和解委員會 2005a，第7.7章，第37段.
165. ↑  東帝汶接納、真相與和解委員會 2005a，第7.7章，第13段.
166. ↑  見東帝汶接納、真相與和解委員會 2005a，第7.7章，第83段.
167. ↑  見東帝汶接納、真相與和解委員會 2005a，第7.7章，第320段.
168. ↑  見東帝汶接納、真相與和解委員會 2005a，第7.7章，第336段.
169. ↑  原載於 Aditjondro 1994，第47頁，被引於大赦國際（美國） 1995，第14頁.
170. ↑  Aditjondro 1998b，第256-260頁.
171. ↑  東帝汶接納、真相與和解委員會 2005a，第7.7章，第168段.
172. ↑  Krieger 1997，第188頁.
173. ↑  Taylor 1991，第158-160頁.
174. ↑  Organização da Mulher Timor 1998.
175. ↑  Kane 2021.
176. 1 2  Gabrielson 2002，第1頁.
177. ↑  即 Winters 1999.
178. ↑  Winters 1999，第11-12頁.
179. ↑  Winters 1999，第24-26頁.
180. ↑  Winters 1999，第85-90頁.
181. ↑  Barker 2020.
182. ↑  Henschke 2017.
183. ↑  東帝汶接納、真相與和解委員會 2005a，第7.3章，第84、114、118等段.
184. ↑  東帝汶接納、真相與和解委員會 2005a，第7.3章，第174段.
185. ↑  Mayerson & Annie 2013，第56頁.
186. ↑  大赦國際 1985，第69頁.
187. ↑  Taylor 1991，第92-98頁.
188. ↑  東帝汶接納、真相與和解委員會 2005a，第7.3章，第20段.
189. ↑  東帝汶接納、真相與和解委員會 2005a，第7.3章，第502段.
190. 1 2  Kohen & Taylor 1979，第54-56頁.
191. ↑  印度尼西亞外務省 1977，第41頁.
192. 1 2  大赦國際 1985，第13頁.
193. ↑  人權觀察作者 1997.
194. 1 2 3  Taylor 2003a，第381頁.
195. ↑  Head 2005.
196. ↑  Steele 2000.
197. 1 2  Budiardjo & Tapol 1986，第115頁.
198. 1 2 3  Vickers 2005，第194頁.
199. ↑  Saldanha 1994，第355頁.
200. 1 2  Jardine 1999，第65頁.
201. ↑  Otten & Indonesië 1986，第74頁.
202. 1 2  Schwarz 1994，第210頁.
203. ↑  Jardine 1999，第61頁.
204. 1 2  Aditjondro 1998a.
205. 1 2  Jardine 1999，第62頁.
206. 1 2 3  Schwarz 1994，第206頁.
207. ↑  參看：印度尼西亞信息省 1981a、印度尼西亞信息省 1984、東帝汶省 1986、印度尼西亞外務省 1992.
208. ↑  Report says poverty reigns in 33.7% of Indonesia's sub-districts [報告稱33.7%的印尼次區仍受貧窮支配]. 雅加達: 雅加達郵報. 1993年4月29日. 被引於 Schwarz 1994，第209頁.
209. ↑  Aditjondro 1995，第59-60頁.
210. ↑  Budiardjo & Liem 1984，第104–105頁.
211. 1 2  Schwarz 1994，第209頁.
212. ↑  Ali & Silka 2008.
213. ↑  MacKinnon 2008.
214. ↑  Schwarz 1994，第196頁.
215. ↑  Schwarz 1994，第208-209頁.
216. ↑  Schwarz 1994，第210-211頁.
217. ↑  Haberman 1989.
218. ↑  Schwarz 1994，第223頁.
219. ↑  Marker 2003，第10頁
220. 1 2  Schwarz 1994，第212頁.
221. ↑  Stahl 1995.
222. ↑  Pinto & Jardine 1997，第191頁.
223. ↑  Carey 1995，第51頁.
224. ↑  Jardine 1999，第16頁.
225. ↑  A Paz é Possivel em Timor-Leste 1992.
226. ↑  Schwarz 1994，第212-213頁.
227. ↑  Jardine 1999，第16-17頁.
228. ↑  Carey 1995，第52-53頁.
229. 1 2  Jardine 1999，第67-69頁.
230. 1 2  Scheiner 2000.
231. ↑  東帝汶行動網絡 1999.
232. 1 2  Vickers 2005，第200-201頁.
233. ↑  天主教國際關係研究所 & 支持東帝汶國際法學家平台 1995，第62-63頁.
234. ↑  Dunn 1996，第311頁.
235. ↑  合眾國際社記者 1991.
236. ↑  Schwarz 1994，第216,218,219頁.
237. ↑  東帝汶接納、真相與和解委員會 2005a，第3章，第488段.
238. ↑  Dunn 1996，第303頁
239. ↑  大赦國際作者 1997，第2頁.
240. ↑  Jardine 1999，第69頁.
241. ↑  Alatas 2006.
242. ↑  大赦國際作者 1997，第5頁.
243. ↑  大赦國際作者 1997，第5-6頁.
244. ↑  Marker 2003，第10頁.
245. ↑  Jardine 1999，第68頁.
246. ↑  人權觀察 1995.
247. ↑  大赦國際作者 1996，第5頁.
248. ↑  路透社記者 1997.
249. ↑  Richardson 1997.
250. ↑  Torchia 1999.
251. ↑  路透社記者 1996.
252. ↑  有線電視新聞網記者 1996.
253. ↑  Abrams 1997.
254. ↑  華盛頓郵報記者 1996.
255. ↑  Marker (2003), p. 7.
256. ↑  Schwarz 1994，第228頁.
257. 1 2  Nevins 2005，第82頁.
258. ↑  路透社記者 1998.
259. 1 2  Martinkus 2001，第54頁.
260. ↑  Martinkus 2001，第58-59頁.
261. ↑  Goodman 1999.
262. ↑  聯合國大會第五十三屆會議 & 聯合國安全理事會 1999.
263. ↑  聯合國大會第五十三屆會議 & 聯合國安全理事會 1999，附件一，第1條.
264. ↑  聯合國大會第五十三屆會議 & 聯合國安全理事會 1999，附件一，第6條.
265. ↑  聯合國大會第五十三屆會議 & 聯合國安全理事會 1999，附件一，第2條.
266. ↑  聯合國大會第五十三屆會議 & 聯合國安全理事會 1999，附件三，第1點.
267. ↑  Nevins 2005，第86-89頁.
268. ↑  東帝汶接納、真相與和解委員會 2005a，第3章，第515段.
269. ↑  Aglionby 1999.
270. ↑  Wimhurst 1999.
271. ↑  England 1999.
272. ↑  法新社記者 1999.
273. ↑  Nevins 2005，第83-88頁.
274. ↑  被引於 Nevins 2005，第84頁.
275. ↑  Dodd 1999.
276. ↑  被引於 Nevins 2005，第92頁.
277. ↑  Spencer 1999.
278. ↑  支持東帝汶國際聯合會觀察員項目第七號報告 1999.
279. ↑  支持東帝汶國際聯合會觀察員項目第八號報告 1999.
280. ↑  Annan 1999a.
281. ↑  Vickers 2005，第215頁.
282. 1 2  Mydans 1999.
283. ↑  Vickers 2005，第217頁.
284. ↑  Frei 1999.
285. ↑  Nevins 2005，第100-104頁.
286. 1 2  Usborne 1999a.
287. ↑  被引於 Nevins 2005，第104頁.
288. ↑  Usborne 1999b.
289. ↑  Shah 2006.
290. ↑  人權觀察 1999，第1章.
291. 1 2  人權觀察 1999，第3章.
292. ↑  Cooney 1999.
293. 1 2 3  東帝汶接納、真相與和解委員會 2005a，第3章，第643段.
294. ↑  有線電視新聞網記者 1999.
295. ↑  Clinton & Jiang 1999.
296. ↑  Holland 1999.
297. ↑  Clinton 1999.
298. ↑  東帝汶接納、真相與和解委員會 2005a，第3章，第650段.
299. ↑  Nevins 2005，第108頁.
300. ↑  聯合國安全理事會 1999a.
301. ↑  Nevins 2005，第108-110頁
302. ↑  見東帝汶接納、真相與和解委員會 2005a，第3章，第657段
303. ↑  Annan 1999b.
304. ↑  Ryan 2000，第127頁.
305. ↑  Horner 2001，第9頁.
306. ↑  見 Smith 2003，第47, 56頁與 Martin 2002，第113頁.
307. ↑  聯合國安全理事會 1999b.
308. ↑  聯合國新聞 2002.
309. ↑  Friend 2003，第431頁.
310. ↑  Nevins, p. 69; Schwarz (1994) p. 207-208.
311. ↑  Schwarz (1994), p. 195-196
312. 1 2 3 4  Schwarz (1994), p. 207.
313. ↑  Benedict Andersen, "East Timor and Indonesia: Some Implications", paper delivered to the Social Science Research Council Workshop on East Timor, Washington, DC, 25–26 April 1991 cited in Schwarz (1994), p. 207.
314. ↑  Nevins 2005，第51頁.
315. ↑  Pilger, John. "Blood on Our Hands" 的存檔，存档日期17 March 2017. 25 January 1999. Online at johnpilger.com 的存檔，存档日期8 February 2017.. Retrieved 2 February 2008.
316. ↑  East Timor Revisited.  Ford, Kissinger and the Indonesian Invasion, 1975–76 （页面存档备份，存于） The National Security Archive
317. 1 2 3  East Timor Revisited （页面存档备份，存于）. Gwu.edu.
318. ↑   (PDF).   [2017-02-04]. （原始内容存档 (PDF)于2015-03-21）.
319. ↑   (PDF).   [2017-02-06]. （原始内容存档 (PDF)于2014-06-17）.
320. ↑  "Report: U.S. Arms Transfers to Indonesia 1975–1997" （页面存档备份，存于）. World Policy Institute.
321. ↑  "How US trained butchers of Timor" （页面存档备份，存于） Guardian, September 19, 1999
322. ↑  "East Timor truth commission finds U.S. "political and military support were fundamental to the Indonesian invasion and occupation" （页面存档备份，存于）. George Washington University.
323. ↑   (PDF).   [2017-02-06]. （原始内容存档 (PDF)于2014-06-17）.
324. ↑  Nunes, Joe. . The architecture of modern political power. 1996  [2017-02-07]. （原始内容存档于2018-10-05）.
325. ↑  .   [2008-02-21]. （原始内容存档于2008-03-06）. "Human Rights Are Not an Issue". Mother Jones. Retrieved 21 February 2008.
326. ↑  Quoted in Nevins, p. 72.
327. ↑  Dunn, pp. 61.
328. 1 2 3   (PDF). 澳大利亚. 1975年11月11日  [2015年2月8日]. （原始内容存档 (PDF)于2015年2月8日） （英语）.
329. ↑  . The Western Australian. 29 November 1975.
330. ↑  . The West Australian. 4 December 1975: 1.
331. ↑  . The West Australian. 5 December 1975.
332. ↑  Dunn (1996), p. 345; Jardine, pp. 46–47; Taylor (1991), p. 170.
333. ↑  . Australasian Legal Information Institute - Australian Treaty Series 1991. 1991  [2008-10-20]. （原始内容存档于2020-07-18）.
334. ↑  Aditjondro (1999), p. 25.
335. ↑  Nevins, pp. 62–64; Dunn (1996), pp. 348–349; Chinkin, p. 286; Taylor (1991), pp. 170–171; Kohen and Taylor, p. 107.
336. ↑  Dunn (1996), pp. 19–22; Wesley-Smith, p. 85; Jardine, p. 22.
337. ↑  Dunn (1996), p. 120.
338. ↑  Wesley-Smith, pp. 85–86.
339. ↑  Paul Keating – Australia's PMs – Australia's Prime Ministers （页面存档备份，存于）. Primeministers.naa.gov.au.
340. ↑  In office – Paul Keating – Australia's PMs – Australia's Prime Ministers （页面存档备份，存于）. Primeministers.naa.gov.au.
341. ↑  Fitzpatrick, Stephen. . The Australian. 14 November 2006  [2015-02-06]. （原始内容存档于2014-06-20）.
342. 1 2 3  .   [2014-10-19]. （原始内容存档于2010-09-23）.
343. 1 2  Fernandes, Clinton (2004) Reluctant Saviour: Australia, Indonesia and East Timor
344. 1 2  Bivar 2005，第9頁.
345. ↑  Pereira 2023，第25頁.
346. ↑  Jardine 1999，第27頁.
347. ↑  新華社記者 1975b.
348. 1 2 3  Storey 2006.
349. 1 2 3  Horta 2009，第3頁.
350. ↑  新華社記者 1975c.
351. 1 2 3  牛仲君. . 外交评论. 2007年4月, (95): 48–53 （中文（简体））.
352. ↑  新華社記者 1984.
353. ↑  Dunn 1983，第362頁.
354. ↑  Horta 2009，第3-4頁.
355. ↑  . 英國廣播公司中文網.   [2024-04-02]. （原始内容存档于2004-05-12） （中文（简体））.
356. ↑  Jardine 1999，第50-51頁.
357. ↑  O'Shaughnessy 1995.
358. ↑  White 1999.
359. ↑  Jardine 1999，第48–49頁.
360. ↑  Jardine 1999，第49–50頁.
361. 1 2 3  Dunn 1996，第312頁.
362. 1 2  Inbaraj 2000.
363. ↑  路透社記者 1999.
364. ↑  東帝汶接納、真相與和解委員會 2005b.
365. ↑  東帝汶接納、真相與和解委員會 2005a，第7.2-7.3章.
366. ↑  Kiernan 2003a，第594頁.
367. ↑  Dunn 1996，第283-285頁.
368. ↑  Budiardjo & Liem 1984，第49-51頁.
369. ↑  Orentlicher 1989，第253頁.
370. ↑  Defert 1992.
371. ↑  Aditjondro 1995.
372. 1 2 3 4 5 6  Kiernan 2003a.
373. 1 2 3 4  Cribb, Robert. . The Australian National University. 2001. （原始内容存档于7 March 2016）.
374. ↑  . University of Hawaii.   [26 March 2019]. （原始内容存档于11 October 2017）.
375. ↑  Jardine; Taylor (1991), p. ix; Nevins cites a wide variety of sources discussing the question of genocide in East Timor, on p. 217–218.
376. ↑  Payaslian, Simon. . Oxford bibliographies.   [12 November 2016]. （原始内容存档于16 May 2020）.
377. ↑  . Yale.edu.   [12 November 2016]. （原始内容存档于23 March 2020）.
378. 1 2  Saul, Ben. "Was the Conflict in East Timor ‘Genocide’ and Why Does It Matter?" 的存檔，存档日期9 February 2021.. Melbourne Journal of International Law. 2:2 (2001). Retrieved 17 February 2008.
379. ↑  Budiardjo and Liong (1984), p. 49; CIIR, p. 117.
380. ↑  van Klinken 2005，第110頁.
381. ↑  van Klinken 2005，第113頁.
382. ↑  "UNTAET and 'Serious Crimes'". La'o Hamutuk Bulletin. 2:6–7. October 2001. Retrieved 17 February 2008.
383. 1 2  "East Timor: U.N. Security Council Must Ensure Justice" 的存檔，存档日期28 August 2008.. Human Rights Watch. 29 June 2005. Retrieved 17 February 2008.
384. ↑  In 2002 over 125 women from 14 countries signed a statement 的存檔，存档日期12 October 2017. calling for an international tribunal. Other such demands have been issued by ETAN/US 的存檔，存档日期12 October 2017., TAPOL, and—with qualifications—Human Rights Watch 的存檔，存档日期7 August 2020. and Amnesty International .
385. ↑  "Editorial: Time to Get Serious About Justice for East Timor" 的存檔，存档日期9 February 2021.. La'o Hamutuk Bulletin. 2:6–7. October 2001. Retrieved 17 February 2008.
386. ↑  聯合國秘書長發言人 2007.
387. ↑  Khalik 2007.
388. ↑  Lanchester 1991.

### 新聞與線上資料

#### 媒體報導
- Aglionby, John.  [軍方被指製造帝汶屠殺]. 衛報. 1999年4月8日  [2024年4月23日]. （原始内容存档于2024年4月23日） （英语）.
- Ali, Muklis; Silka, Tyagita.  [東帝汶使印度尼西亞阿里·阿拉塔斯聲名受損]. 路透社. 2008年12月11日  [2024年4月15日]. （原始内容存档于2021年5月18日） （英语）.

- Barker, Anne.  [東帝汶被偷走的孩子們]. 澳大利亚广播公司. 2020年7月7日  [2024年11月5日].

- Bochsler, Regula.  [來自阿爾卑斯山的凝固汽油彈]. 瑞士資訊. 2023年1月11日  [2024年4月12日]. （原始内容存档于2024年4月16日） （德语）.

- Cooney, Daniel.  [難民們被阻止返回東帝汶]. 旗幟時報（英语：The Standard-Times (New Bedford)）. 美聯社. 1999年11月10日  [2025年5月5日]. （原始内容存档于2025年5月5日） （英语）.
- Cranston, Frank.  [印尼海軍裝備急速增長]. 堪培拉時報. 1977年2月4日: 6  [2024年4月13日]. （原始内容存档于2024年4月16日） （英语）.

- Dodd, Mark.  [印尼民兵「切斷六萬人的外部援助」]. 雪梨晨鋒報. 1999年7月10日  [2024年4月25日]. （原始内容存档于2021年10月20日） （英语）.

- England, Vaudine.  [東帝汶：死亡威脅暗傳]. 南華早報. 1999年6月24日  [2024年4月23日]. （原始内容存档于2019年9月5日） （英语）.

- Frei, Matt.  [與東帝汶的恐怖面對面]. 英國廣播公司. 1999年9月4日  [2024年4月27日]. （原始内容存档于2022年2月12日） （英语）.

- Goodman, Anthony.  [印度尼西亞、葡萄牙簽署關於東帝汶的里程碑式協議]. 東帝汶行動網絡. 路透社. 1999年5月5日  [2024年4月23日]. （原始内容存档于2019年9月5日） （英语）.

- Haberman, Clyde.  [教宗在東帝汶演講時混戰爆發]. 紐約時報. 1989年10月13日  [2024年4月15日]. （原始内容存档于2023年12月9日） （英语）.
- Head, Jonathan.  [東帝汶悼念「催化劑」教宗]. 英國廣播公司新聞部. 2005年4月5日  [2024年4月7日]. （原始内容存档于2018年6月19日） （英语）.
- Henschke, Rebecca.  [被士兵「偷走」的小姑娘]. 英國廣播公司新聞部. 2017年3月26日  [2024年11月5日]. （原始内容存档于2021年2月9日） （英语）.
- Hoh, Amamda; Skoko, Millie. . 澳大利亚广播公司. 2023年7月25日  [2024年3月31日]. （原始内容存档于2024年3月31日） （中文）.
- Holland, Steve.  [克林頓暫停美國對印尼軍售]. 路透社. 1999年9月11日  [2024年4月27日]. （原始内容存档于2024年7月2日） （英语）.

- Inbaraj, Sonny.  [東盟對東帝汶的承諾面臨艱鉅考驗]. 亞洲時報在線. 2000年2月1日  [2024年4月16日]. （原始内容存档于2017年1月18日） （英语）.

- Jolliffe, Jill.  [主教將帝汶的秘密暗藏深心]. 雪梨晨鋒報. 2002年8月29日  [2024年3月31日]. （原始内容存档于2024年3月31日） （英语）.

- Khalik, Abdul.  [聯合國抵制東帝汶真相機構]. 雅加達郵報 (東帝汶行動網絡). 2007年7月28日  [2025年5月27日]. （原始内容存档于2008年7月6日） （英语）.

- MacKinnon, Ian.  [訃聞：阿里·阿拉塔斯]. 衛報. 2008年12月17日  [2024年4月15日]. （原始内容存档于2019年6月29日） （英语）.
- McDonald, Hamish.  [雅加達在帝汶作戰中損失飛機]. 世紀報. 1977年2月2日: 4  [2024年4月12日]. （原始内容存档于2024年4月16日） （英语）.
- Mydans, Seth.  [在雅加達，東帝汶新聞僅僅曇花一現]. 紐約時報. 1999年9月17日  [2024年4月27日]. （原始内容存档于2024年4月26日） （英语）.

- O'Shaughnessy, Hugh.  [英製戰機威脅東帝汶]. 西帝汶. 獨立報. 1995年11月12日  [2024年4月2日]. （原始内容存档于2024年4月2日） （英语）.

- Powell, Sian.  [聯合國關於東帝汶的裁決意見] (PDF). 澳洲人報. 2006年1月19日  [2024年3月26日]. （原始内容 (PDF)存档于28 May 2015） （英语）.

- Richardson, Michael.  [信件要求蘇哈托協助終止衝突：政要尋求東帝汶叛亂解決途徑]. 紐約時報. 1997年9月11日  [2024年4月16日] （英语）.

- Spencer, Geoff.  [東帝汶衝突釀六死；民兵威脅「火海」將燒]. 美聯社. 1999年8月27日  [2024年4月25日]. （原始内容存档于2019年9月5日） （英语）.
- Steele, Stephan.  [東帝汶從灰燼中緩慢起身]. 佛羅里達天主教報（英语：Florida Catholic） (東帝汶行動網絡). 2000年9月21日  [2024年4月7日]. （原始内容存档于2013年12月27日） （英语）.

- Torchia, Christopher.  [東帝汶分離主義領袖獲釋]. 衛報. 美聯社. 1999年2月10日  [2024年4月16日]. （原始内容存档于2020年12月6日） （英语）.

- Usborne, David.  [布萊爾警告印度尼西亞：要麼停止殺戮，要麼成為國際孤兒]. 獨立報. 1999年9月8日（1999a）  [2024年4月26日]. （原始内容存档于2024年4月22日） （英语）.

- Usborne, David.  [將軍在他的士兵執掌帝力之死時低聲吟唱]. 獨立報. 1999年9月12日（1999b）  [2024年4月22日]. （原始内容存档于2024年4月22日） （英语）.
- Warneke, Ross.  [帝汶：折磨的故事]. 世紀報. 1981年5月14日: 11  [2024年4月14日]. （原始内容存档于2024年4月15日） （英语）.
- White, Michael.  [雅加達得到三架鷹式戰機]. 衛報. 1999年9月20日  [2024年4月2日]. （原始内容存档于2024年4月2日） （英语）.

- 新華社記者. . 人民日報. 新華社. 1975年12月8日（1975a） （中文）.
- 新華社記者. . 人民日報. 新華社. 1975年12月18日（1975b） （中文）.
- 新華社記者. . 人民日報. 新華社. 1975年12月30日（1975c） （中文）.
- 新華社記者. . 人民日報. 新華社. 1984年11月19日 （中文）.

- 法新社記者.  [民兵成員在東帝汶襲擊手無寸鐵的聯合國辦公室]. 法新社. 1999年7月2日  [2024年4月24日]. （原始内容存档于2021年10月20日） （英语）.

- 合眾國際社記者.  [東帝汶暴力事件調查顯示死亡人數達50人]. 雅加達. 合眾國際社. 1991年12月26日  [2024年4月3日]. （原始内容存档于2024年11月27日） （英语）.

- 有線電視新聞網記者.  [東帝汶民主領袖贏得諾貝爾和平獎，印度尼西亞被人選觸怒]. 1996  [2024年4月16日]. （原始内容存档于2002年4月24日） （英语）.

- 有線電視新聞網記者.  [東帝汶、而非貿易，將主導 APEC 峰會]. 有線電視新聞網. 1999年9月10日  [2024年4月27日]. （原始内容存档于2024年4月28日） （英语）.

- 紐約時報記者.  [葡萄牙同印度尼西亞斷交]. 紐約時報. 1975年12月8日  [2024年4月23日] （英语）.

- 路透社記者.  [主教貝洛與拉莫斯-奧爾塔分享1996年諾貝爾和平獎]. 東帝汶行動網路. 路透社. 1996年10月11日  [2025年1月10日]. （原始内容存档于1998年12月3日） （英语）.

- 路透社記者.  [曼德拉會見監禁中的帝汶叛亂領導人]. 新海峽時報. 路透社. 1997年7月23日  [2024年4月16日] （英语）.

- 路透社記者.  [美國希望更多印尼士兵撤出東帝汶]. 東帝汶行動網絡. 路透社. 1998年8月1日  [2025年5月5日] （英语）.

- 路透社記者.  [菲律賓將軍將領銜聯合國東帝汶軍隊]. 東帝汶行動網絡. 路透社. 1999年12月29日  [2024年4月16日]. （原始内容存档于2015年4月19日） （英语）.
- 盧薩社記者.  [東帝汶政府旌表15名解放鬥爭傑出人物]. 東帝汶行動網絡. 盧薩社（英语：Lusa News Agency）. 2008年5月13日 （葡萄牙语）.

- 華盛頓郵報記者.  [盼望和平之獎⋯⋯]. 華盛頓郵報. 1996年10月14日. （原始内容存档于1997年8月10日） （英语）.

- 澳大利亞廣播公司記者.  [霍華德在東帝汶公投一事上逼迫過我：哈比比]. 澳大利亚广播公司. 2008年11月16日  [2025年5月5日]. （原始内容存档于2014年11月19日） （英语）.

#### 機構新聞稿
- Annan, Kofi.  [秘書長向安全理事會宣布東帝汶全民協商的結果] (新闻稿). 聯合國. 1999年9月3日（1999a）  [2024年4月26日]. （原始内容存档于2024年4月25日） （法语）.
- Annan, Kofi.  [秘書長驚悉桑德斯·托恩斯在東帝汶被謀殺] (新闻稿). 聯合國. 1999年9月22日（1999b）  [2024年4月27日]. （原始内容存档于2024年6月21日） （英语）.

- Clinton, Bill; Jiang, Zemin.  [總統與中華人民共和國國家主席江澤民在接受媒體攝影時的講話] (新闻稿). 白宮. 1999年9月11日  [2024年4月27日]. （原始内容存档于2024年4月26日） （英语）.
- Clinton, Bill.  [總統在工商領導人峰會早餐會上的講話] (新闻稿). 白宮. 1999年9月12日  [2024年4月27日]. （原始内容存档于2024年4月26日） （英语）.

- Hier und Jetzt.  [瑞士歷史學家蕾古拉·博克斯勒在其新作《尼龍與凝固汽油彈》中揭秘，印度尼西亞空軍在東帝汶投放的凝固汽油彈是瑞士產品。] (PDF) (新闻稿). 蘇黎世: Hier und Jetzt. 2022年11月3日  [2024年4月13日]. （原始内容存档 (PDF)于2024年4月16日） （英语）.

- Wimhurst, David.  [聯合國東帝汶特派團新聞發佈—供立即使用] (新闻稿). 聯合國東帝汶特派團. 1999年5月17日  [2024年4月23日]. （原始内容存档于2019年9月5日） （英语）.

- 人權觀察作者.  [東帝汶：游擊隊襲擊] (新闻稿). 紐約: 人權觀察. 1997年6月4日. （原始内容存档于2006年12月04日） （英语）.

- 人權觀察作者.  [東帝汶：聯合國安理會必須落實司法] (新闻稿). 紐約: 人權觀察. 2005年6月29日. （原始内容存档于2008年8月28日） （英语）.

- 大赦國際作者.  [東帝汶：1995年九月和十月騷亂：隨意拘押與酷刑] (新闻稿). 大赦國際. 1996年1月15日  [2024年4月16日]. （原始内容存档于2021年2月9日） （英语）.

- 大赦國際作者.  [沙納納·古斯芒—簡報] (PDF) (新闻稿). 大赦國際. 1997年7月31日  [2024年4月16日] （英语）.

- 大赦國際作者.  [印度尼西亞/東帝汶：國際司法責任] (新闻稿). 倫敦: 大赦國際. 2003年4月14日. （原始内容存档于2024年3月28日） （英语）.

- 東帝汶與印度尼西亞行動網絡作者.  [各國婦女呼籲為東帝汶官員設立國際仲裁庭，學者和活動家稱對帝汶婦女犯下暴行者應被即刻繩之以法] (新闻稿). 東帝汶與印度尼西亞行動網絡（英语：East Timor and Indonesia Action Network）. 2002年5月13日. （原始内容存档于2017年10月12日） （英语）.
- Tapol作者.  [TAPOL歡迎關於為東帝汶設立國際仲裁庭的提議] (新闻稿). 倫敦: Tapol. 2005年6月29日. （原始内容存档于2005年10月25日） （英语）.

- 支持東帝汶國際聯合會觀察員項目.  [支持東帝汶國際聯合會觀察員項目第七號報告：公投造勢期在親一體化恐怖事件中結束] (新闻稿). 1999年8月28日  [2024年4月25日]. （原始内容存档于2022年10月10日） （英语）.
- 支持東帝汶國際聯合會觀察員項目.  [支持東帝汶國際聯合會觀察員項目第八號報告：東帝汶歷史性投票後僅兩天就出現不祥徵兆；民兵設置路障，當地居民、國際觀察員和聯合國特派團人員普遍受到威脅] (新闻稿). 1999年9月1日  [2024年4月25日]. （原始内容存档于2024年4月6日） （英语）.
- 聯合國新聞.  [聯合國大會接納東帝汶為其第191個會員國] (新闻稿). 聯合國. 2002年9月27日  [2024年4月27日]. （原始内容存档于2007年12月18日） （英语）.

- 聯合國新聞.  (新闻稿). 聯合國. 2005年7月27日. （原始内容存档于2024年3月28日） （中文）.

#### 線上資料
- Aditjondro, George J.  [東帝汶咖啡搶劫案]. 東帝汶行動網絡. 1998年7月24日（1998a）  [2024年4月7日]. （原始内容存档于1999年10月4日） （英语）.
- Kane, Sally-Anne Watson.  [Buibere—第一卷與第二卷，以德頓文和英文自行出版的22位東帝汶婦女的口述故事]. On Time Typing, Editing and Proofreading. 2021年7月23日  [2024年3月26日]. （原始内容存档于2024年3月26日） （英语）.
- Organização da Mulher Timor.  [東帝汶婦女生命經歷時序史]. 東帝汶行動網絡. 1998年8月15日  [2024年4月7日]. （原始内容存档于2022年4月20日） （英语）.

- Scheiner, Charles.  [田間草根：觀察東帝汶協商過程]. 2000  [2025年5月17日]. （原始内容存档于2000年9月25日） （英语）.

- Shah, Angilee.  [東帝汶紀錄，1999]. 加州大學洛杉磯分校國際學院. 2006年9月21日  [2024年4月26日]. （原始内容存档于2008年1月2日） （英语）.

- 東帝汶行動網絡.  [支持東帝汶國際聯合會會員組織]. 東帝汶行動網絡. 1999年6月12日  [2025年5月17日]. （原始内容存档于2001年11月11日） （英语）.

### 機構與組織著作或報告

#### 東帝汶接納、真相與和解委員會文獻
- 東帝汶接納、真相與和解委員會.  [《夠了！東帝汶接納、真相與和解委員會報告》]]. 帝力. 2005a. （原始内容存档于2024月3月26日） （英语）.
- 東帝汶接納、真相與和解委員會.  [1974-1999年間東帝汶與衝突相關的死亡——東帝汶東帝汶接納、真相與和解委員會報告《夠了！》的發現] (PDF). 2005b  [2024年3月26日]. （原始内容 (PDF)存档于2024年3月26日） （英语）.

#### 印度尼西亞中央及佔領政府文獻
- 印度尼西亞外務省.  [《東帝汶的去殖民化》]. 雅加達: 印度尼西亞信息省. 1977. OCLC 4458152 （英语）.

- 印度尼西亞外務省.  [《東帝汶：築就未來：問題與觀點》]. 雅加達: 印度尼西亞外務省. 1992. OCLC 27301921 （英语）.

- 印度尼西亞信息省. . 雅加達: 印度尼西亞信息省. 1981 （英语）參見該書在澳洲國立圖書館目錄上的資料。

- 印度尼西亞信息省.  [《東帝汶省》]. 雅加達: 印度尼西亞信息省. 1981a. OCLC 8011559 （英语）.

- 印度尼西亞信息省.  [《今日東帝汶》]. 雅加達: 印度尼西亞信息省. 1984. OCLC 12428538 （英语）.

- 東帝汶省.  [《東帝汶：十年發展》]. 帝力: 東帝汶省政府. 1986. OCLC 16832636 （英语）.

- 東帝汶省.  [《東帝汶廿載發展》]. 帝力: 東帝汶省政府. 1996 （印度尼西亚语）.

#### 東帝汶民主共和國官方文獻
- 東帝汶國家統計局.  [東帝汶2022年年度貿易數據] (PDF). 2023  [2024-04-07]. （原始内容存档 (PDF)于2023-11-16） （英语）.

#### 聯合國決議、會議記錄、秘書長發言人聲明
- 聯合國. . 紐約. 1960年10月5日  [2024年4月9日]. （原始内容存档于2023年12月31日） （中文）聯合國文件編號為 A/PV.888。

- 聯合國. . 紐約. 1962年12月18日  [2024年4月13日]. （原始内容存档于2024年1月2日） （中文）聯合國文件編號為 A/PV.1155。

- 聯合國.  [聯合國大會—第三十屆會議—第四委員會：第2118次會議簡要紀錄]. 紐約. 1975年12月11日（1975a）  [2024年4月9日]. （原始内容存档于2023年12月23日） （英语）聯合國文件編號為 A/C.4/SR.2188。

- 聯合國.  [聯合國大會第三十屆會議官方紀錄——第2439次全體會議]. 紐約. 1975年12月12日（1975b）  [2024年4月9日]. （原始内容存档于2023年12月24日） （英语）聯合國文件編號為 A/PV.2439。

- 圭亞那; 塞拉利昂; 特立尼達和多巴哥. . 紐約. 1975年12月9日  [2024年4月9日]. （原始内容存档于2023年12月27日） （中文）聯合國文件編號為 A/C.4/L.1131。

- 印度; 伊朗; 馬來西亞; 菲律賓; 沙特阿拉伯; 泰國. . 紐約. 1975年12月9日  [2024年4月9日]. （原始内容存档于2023年12月27日） （中文）聯合國文件編號為 A/C.4/L.1132。

- 聯合國大會第四委員會. . 紐約. 12月11日  [2024-04-07]. （原始内容存档于2023-12-17） （中文）聯合國文件編號為 A/10426。

- 聯合國第十五屆會議. . 紐約. 1960年12月15日  [2024年4月9日]. （原始内容存档于2023年12月7日） （中文）聯合國文件編號為 A/RES/1541(XV)。

- 聯合國大會第三十屆會議. . 紐約. 1975年12月12日  [2024年4月9日]. （原始内容存档于2023年12月9日） （中文）聯合國文件編號為 A/RES/3485(XXX)。

- 聯合國大會第三十七屆會議. . 紐約. 1982年12月9日  [2024年4月9日]. （原始内容存档于2024年1月3日） （中文）聯合國文件編號為 A/RES/37/30。

- 聯合國安全理事會.  . 维基文库. 1975年12月12日 （中文）聯合國文件編號為 S/RES/384。

- 聯合國安全理事會.  . 维基文库. 1976年4月22日 （中文）聯合國文件編號為 S/RES/389。

- 聯合國大會第五十三屆會議; 聯合國安全理事會. . 1999年5月5日  [2024年4月22日]. （原始内容存档于2024年4月20日） （中文）聯合國文件編號為 A/53/951 與 S/1999/513。

- 聯合國安全理事會.  . 维基文库. 1999年9月15日（1999a） （中文）聯合國文件編號為 S/RES/1264。

- 聯合國安全理事會.  . 维基文库. 1999年10月25日（1999b） （中文）聯合國文件編號為 S/RES/1272。

- 聯合國安全理事會.  . 维基文库. 紐約. 2002年5月17日 （中文）聯合國文件編號為 S/RES/1410(2002)。

- 聯合國經濟和社會事務部人口司.  [世界人口展望2024年修訂版]. 2024  [2024年11月3日]. （原始内容存档于2019年2月5日） （英语）.

- 聯合國秘書長發言人.  [秘書長發言人就印度尼西亞—東帝汶真相與友誼委員會所發表的聲明]. 2007年7月26日  [2025年5月27日]. （原始内容存档于2025年5月26日） （英语）.

#### 其他國際組織文獻
- A Paz é Possivel em Timor-Leste.  [聖克魯斯屠殺事件死傷表] (PDF). East Timor Documents (東帝汶行動網路). 1992, 18: 87–94  [2025年5月22日]. （原始内容 (PDF)存档于2014年2月27日） （英语）.
- 人權觀察.  [印度尼西亞/東帝汶：東帝汶不斷惡化的人權]. Human Rights Watch. 1995, 7 (3)  [2024年4月16日]. （原始内容存档于2017年10月12日） （英语）.

- 人權觀察.  [印度尼西亞/東帝汶：往西帝汶的強制驅逐與難民危機]. Human Rights Watch. 1999, 11 (7(c))  [2024年4月26日]. （原始内容存档于2024年4月25日） （英语）.
- 大赦國際. . 倫敦: 大赦國際出版社. 1985. ISBN 0-86210-085-2 （英语）.

- 大赦國際.  [《東帝汶：聖克魯斯大屠殺》] (PDF). 倫敦: 大赦國際出版社. 1991年11月14日  [2025年5月6日]. OCLC 28061998. （原始内容 (PDF)存档于2024年11月11日） （英语）.

- 大赦國際（美國）.  [《印度尼西亞與東帝汶的婦女：反對壓迫》]. 紐約: Amnesty International USA. 1995. OCLC 34283963 （英语）大赦國際網站亦有該著作之文字內容（存檔），惟此不遵照原書頁碼排版.

- 天主教國際關係研究所; 支持東帝汶國際法學家平台.  [《國際法與東帝汶問題》]. 倫敦. 1995. ISBN 1852871296 （英语）.

#### 美國解密檔案
- Granger, Clinton Edwin.  [備忘錄：印度尼西亞在東帝汶的軍事援助項目裝備使用情況] (PDF).   [2024年4月17日]. （原始内容存档 (PDF)于2024年3月13日）(信件). 致 Brent Scrowcroft. 美國國家安全委員會. 1975年12月12日 [2024年4月17日]

- 美國國務院.  [帝汶] (PDF).   [2024年3月31日]. （原始内容存档 (PDF)于2023年5月31日）(信件). 致美國駐雅加達大使館. 1977年3月25日 [2024年3月31日]

### 個人出版物
- Aarons, Mark; Domm, Robert.  [《東帝汶：一場由西方製造的悲劇》]. 悉尼: 左翼書籍俱樂部. 1992  [2024年3月28日]. ISBN 1875285105. （原始内容存档于2023年7月15日） （英语）.

- Abrams, Irwin.  [嘉祿·斐理伯·西門內斯·貝洛與若澤·拉莫斯-奧爾塔獲得的1996年諾貝爾和平獎].  [《1996年諾貝爾奬年鑑》]. IMG Publishing. 1997: 57–68  [2014年9月12日]. （原始内容存档于2013年4月12日） （英语）.

- Aditjondro, George J.  [《在拉美勞山的陰影中：佔領東帝汶的影響》]. Indonesian Documentation and Information Centre. 1994. ISBN 9070494027 （英语）.

- Aditjondro, George J.  [〈沙納納·古斯芒被捕後東帝汶局勢的發展前景〉].  [《國際法與東帝汶問題》]. 倫敦: 天主教國際關係研究所/支持東帝汶國際法學家平台. 1995: 50–63. ISBN 978-1852871291 （英语）.

- Aditjondro, George J.  [〈我們帝汶姐妹們沈默的苦難〉]. Aubrey, Jim  (编).  [《自由東帝汶：澳大利亞在東帝汶種族滅絕中的罪責》]. Random House Australia. 1998b: 243–265. ISBN 978-0091839178 （英语）.

- Aditjondro, George J.  [《油濃於血嗎？一項關於印度尼西亞吞併東帝汶中油企利益與西方共謀的研究》]. Nova Science Publishers. 1999. ISBN 978-1560725787 （英语）.

- Alatas, Ali.  [《鞋中卵石：為東帝汶的外交奮爭》]. 雅加達: Aksara Karunia. 2006. ISBN 9789793851099. OCLC 71833635 （英语）.

- Anderson, Benedict.  [〈東帝汶與印度尼西亞：牽連種種〉].  [《處在十字路口的東帝汶：國之造建》]. 檀香山: 夏威夷大學出版社. 1995: 137–147 （英语）.

- Bivar, Caroline.  [影中浮現：歐洲在印度尼西亞衝突解決中扮演的角色] (PDF). EPC Issue Paper (歐洲政策中心). 2005, (44)  [2024年12月10日]. （原始内容存档 (PDF)于2024年12月20日） （英语）.

- Budiardjo, Carmel; Liem, Soei Liong.  [《反對東帝汶的戰爭》]. 倫敦: Zed Books. 1984. ISBN 0-86232-228-6 （英语）第一作者卡梅尔·布迪亚德约是英國人權護衛者，後來創立了Tapol。

- Budiardjo, Carmel; Tapol.  [〈國內移民的政治〉]. The Ecologist (康瓦爾郡). 1986, 16 (2/3): 111–116 （英语）.

- Cabral, Estêvão.  [〈印度尼西亞針對東帝汶的宣傳戰〉]. Hainsworth, Paul; McCloskey, Stephen  (编).  [《東帝汶問題：為從印度尼西亞獨立的鬥爭》]. I.B. Tauris Publishers. 2000: 69–84. ISBN 1-86064-408-2 （英语）.

- Carey, Peter.  [〈歷史介紹〉].  [《代代抵抗：東帝汶》]. 倫敦: Cassell. 1995. ISBN 0-304-33252-6 （英语）.

- Carey, Peter.  [〈穿越東帝汶的個人之旅〉]. Hainsworth, Paul; McCloskey, Stephen  (编).  [《東帝汶問題：為從印度尼西亞獨立的鬥爭》]. I.B. Tauris Publishers. 2000: 17–30. ISBN 1-86064-408-2 （英语）.

- Chinkin, Christine.  [〈國際法中的澳大利亞與東帝汶〉].  [《國際法與東帝汶問題》]. 倫敦: 天主教國際關係研究所;支持東帝汶國際法學家平台. 1995: 269–289. ISBN 1-85287-129-6 （英语）.

- Clark, Roger Stenson.  [〈東帝汶的「去殖民化」與聯合國關於自決和侵略的規範〉] (PDF). The Yale Journal of World Public Order. 1980, 7 (2)  [2024年4月5日]. （原始内容存档 (PDF)于2024年4月5日） （英语）.

- Clark, Roger Stenson.  [〈東帝汶的「去殖民化」與聯合國關於自決和侵略的規範〉]. . 天主教國際關係研究所;支持東帝汶國際法學家平台. 1995: 269–289. ISBN 1-85287-129-6 （英语）.

- Cribb, Robert.  [〈多少人死亡？印度尼西亞（1965-1966）與東帝汶（1975-1980）大屠殺統計數據問題〉]. Wessel, Ingrid; Wimhöfer, Georgia  (编).  [《印度尼西亞的暴力》]. 漢堡: Abera Verlag Markus Voss. 2001: 82–98  [2024年4月10日]. ISBN 3934376169. （原始内容存档于2016年3月7日） （英语）.

- Defert, Gabriel.  [《東帝汶：被遺忘的種族滅絕——一個民族的權利與國家的理由》]. 巴黎: 阿瑪坦出版社（法语：Éditions L'Harmattan）. 1992. ISBN 978-2738414755 （法语）.

- Dunn, James.  [杜恩關於東帝汶的報告]. 當代亞洲期刊 (Routledge). 1977年2月11日, 7 (3). doi:10.1080/00472337785390411 （英语）.

- Dunn, James.  [《帝汶：被背叛的民族》]. 昆士蘭州米爾頓: The Jacaranda Press. 1983. ISBN 0701617152 （英语）.

- Dunn, James.  [《帝汶：被背叛的民族》]. 悉尼: ABC Books. 1996. ISBN 0-7333-0537-7 （英语）.

- Elliott, Paul D.  [〈東帝汶爭端〉]. The International and Comparative Law Quarterly (劍橋大學出版社). 1978. doi:10.1093/iclqaj/27.1.238 （英语）.

- Fernandes, Clinton.  [《東帝汶的獨立：多維視角——佔領，抵抗和國際政治行動主義》]. The Sussex Library of Asian Studies. 俄勒岡州波特蘭: Sussex Academic Press. 2011. ISBN 9781845194284.

- Friend, Theodore.  [《印度尼西亞的命運》]. 麻省劍橋: 哈佛大學出版社. 2003. ISBN 0-674-01137-6 （英语）.

- Gabrielson, Curt.  [〈東帝汶婦女反抗暴力的鬥爭〉] (PDF). ICWA Letters (当代国际事务研究所（英语：Institute of Current World Affairs）). 2002年1月1日, (CG-13)  [2024年3月26日]. （原始内容存档 (PDF)于2023年10月3日） （英语）.

- Gusmao, Xanana. Niner, Sara , 编.  [《抵抗就是勝利！沙納納·古斯芒自傳附書信、演講選集》]. 維多利亞州里士滿: Aurora Books with David Lovell Publishing. 2000. ISBN 1863550712 （英语）.

- Hearman, Vannessa. . Australian Historical Studies. 2023, 54 (3): 530–553. ISSN 1940-5049. S2CID 258152469. doi:10.1080/1031461X.2023.2189275 .
- Hill, Mary.  [《東革陣：東帝汶一場民族主義運動的起源、意識形態與戰略》]. 堪培拉: Centre for Continuing Education, Australia National University. 1978. OCLC 07747890 （英语）.

- Horner, David.  [《创立澳大利亞國防軍》]. The Australian Centenary History of Defence IV. 墨爾本: Oxford University Press. 2001. ISBN 0-19-554117-0 （英语）.

- Horta, Loro.  [〈東帝汶：龍最新的朋友〉] (PDF). IRASEC’s Discussion Papers. 2009, (4)  [2024年4月2日]. （原始内容存档 (PDF)于2024年4月2日） （英语）.

- Jardine, Matthew.  [《東帝汶：天堂中的種族滅絕》]. 緬因州門羅鎮: Odonian Press. 1999. ISBN 1-878825-22-4 （英语）.

- Jolliffe, Jill.  [《東帝汶：民族主義與殖民主義》]. 昆士蘭州: University of Queensland Press. 1978. ISBN 978-0702214813. OCLC 4833990 （英语）.

- Kiernan, Ben.  [〈東南亞種族滅絕的人口統計：1975-79 年柬埔寨和 1975-80 年東帝汶的死亡人數〉] (PDF). Critical Asian Studies. 2003a, 35 (4): 585–597. （原始内容 (PDF)存档于2021年2月9日） （英语）.

- Kiernan, Ben.  [〈東帝汶之戰爭、種族滅絕與抵抗（1975–1999）：兼論柬埔寨之比較省思〉] (PDF). Selden, Mark; Alvin Y., So  (编).  [《戰爭和國家恐怖主義》]. Bloomsbury Publishing. 2003b  [2025年5月29日]. ISBN 9780742523906. （原始内容存档 (PDF)于2025年5月29日） （英语）.

- van Klinken, Gerry.  [〈印度尼西亞在東帝汶的傷亡情況，1975-1999：對一則官方名單的分析〉]. Indonesia (康乃爾大學出版社). 2005, (80): 109–122  [2024-12-11]. （原始内容存档于2024-10-14） （英语）.

- Kohen, Arnold; Taylor, John.  [《種族滅絕行為：印度尼西亞對東帝汶的侵略》]. 倫敦: Tapol. 1979. ISBN 0-9506751-0-5 （英语）.

- Krieger, Heike (编).  [《東帝汶和國際社會：基本文件》]. 紐約州劍橋（英语：Cambridge, New York）: 劍橋大學出版社. 1997. ISBN 0-521-58134-6 （英语）.

- Lanchester, John.  [〈吳〉]. 倫敦書評. 1991年5月9日, 13 (9)  [2025年5月5日]. （原始内容存档于2020年12月2日） （英语）.

- Marker, Jamsheed.  [《東帝汶：獨立談判回憶錄》]. 麥克法蘭公司. 2003. ISBN 978-0786415717 （英语）.

- Martin, Ian.  [《東帝汶自決：聯合國、票選與國際干預》]. International Peace Academy occasional paper series. 科羅拉多州博爾德: Lynne Rienner Pub. 2002. ISBN 978-1588260338 （英语）.

- Martinkus, John.  [《骯髒的小戰爭：東帝汶墜入地獄之目擊証言，1997-2000》]. Random House Australia. 2001. ISBN 9781740510165 （英语）.

- Mayerson, Deborah; Annie, Pohlman (编).  [《亞洲的種族滅絕與大規模暴行：遺存與防治》]. Routledge contemporary Asia series. Routledge. 2013. ISBN 9780415645119 （英语）.

- Miller, John M.; Terrall, Ben.  [〈正義距東帝汶人民依舊遙遠〉]. ESTAFETA (东帝汶与印度尼西亚行动网络（英语：East Timor and Indonesia Action Network）). 2007, 12 (1). ISSN 1088-8136. （原始内容存档于2017年10月12日） （英语）.

- Nevins, Joseph.  [《並不遙遠的恐怖：東帝汶的大規模暴行》]. 紐約州伊薩卡市: 康乃爾大學出版社（英语：Cornell University Press）. 2005. ISBN 0-8014-8984-9 （英语）.

- Orentlicher, Diane. . 人权观察. 1989. ISBN 0929692071 （英语）.

- Otten, Mariël; Indonesië, Komitee.  [〈印尼國內移民計劃：從貧窮到最低限度生存〉]. The Ecologist (康瓦爾郡). 1986, 16 (2/3): 71–76 （英语）.

- Peake, Gordon; Kent, Lia; Damaledo, Andrey; Thu, Pyone Myat.  [〈印度尼西亞在東帝汶的影響與迴響〉]. SSGM Discussion Paper (澳洲國立大學). 2014, (2014/8) （英语）.

- Pereira, Zélia.  [〈與諸原則部分重疊的現實？葡萄牙與東帝汶自決（1976-91）〉]. Indonesia (康乃爾大學出版社). 2023, (115): 11-30  [2024-12-10]. doi:10.1353/ind.2023.0001. （原始内容存档于2024-12-10） （英语）.

- Pinto, Constâncio; Jardine, Matthew.  [《東帝汶的未竟鬥爭：帝汶抵抗之內辛》]. 1997. ISBN 978-0896085411 （英语）.

- Ramos-Horta, José.  [《Funu：東帝汶的未竟傳奇》]]. 新澤西州勞倫斯維爾（英语：Lawrenceville, New Jersey）: The Red Sea Press. 1987. ISBN 0-932415-15-6 （英语） 在德頓語中為「戰爭」之意。

- Rei, Naldo.  [《抵抗：一段為東帝汶鬥爭的童年時光》]. 昆士蘭州: University of Queensland Press. 2007 （英语）.

- Ryan, Alan.  [〈主要責任與主要風險：澳大利亞國防軍在東帝汶國際部隊中的參與〉] (PDF). Land Warfare Studies Centre Study Paper. 2000, (304)  [2024年4月27日]. （原始内容 (PDF)存档于2015年1月7日） （英语）.

- Saldanha, João Mariano de Sousa.  [《東帝汶發展的政治經濟學》]. 雅加達: Pustaka Sinar Harapan. 1994. ISBN 9794163066 （英语）.

- Schwarz, Adam.  [《等待中的國家：二十世紀九十年代的印度尼西亞》]. 新南威爾士州聖倫納茲: Allen & Unwin. 1994  [2017年6月16日]. ISBN 1-86373-635-2. OCLC 30356852 （英语）.

- Smith, Michael Geoffrey.  [《東帝汶的維和工作：通往獨立之路》]. International Peace Academy Occasional Paper Series. 科羅拉多州博爾德: Rienner. 2003 （英语）.

- Stahl, Max.  [〈長達二十年的恐怖：印度尼西亞在帝汶——與麥克斯·斯塔爾的一次憤怒教育〉]. Kyoto Journal (28).  與W. David Kubiak的访谈 (京都). 1995年3月10日  [2024年4月3日]. （原始内容存档于2024年4月2日） （英语）.

- St. John, Ronald Bruce.  [〈利比亞恐怖主義：卡扎菲案〉]. 當代評論（英语：The Contemporary Review）. 1992, 261 (1523) （英语）.

- Storey, Ian.  [〈中國與東帝汶：好，但非最好的朋友〉]. China Brief (The Jamestown Foundation). 2006年7月5日, 6 (14)  [2024年4月2日]. （原始内容存档于2020年3月3日） （英语）.

- Strating, Rebecca.  [〈印度尼西亞-東帝汶真相與友誼委員會：以犧牲正義為代價加強雙邊關係〉]. Contemporary Southeast Asia (ISEAS - Yusof Ishak Institute). 2014, 36 (2): 232–261. JSTOR 43281290. doi:10.1355/cs36-2c （英语）.

- Sutrisno.  [《東帝汶：被團結在統一的印度尼西亞共和國之中》]. 三寶壟: Mandira Jaya Abadi. 1983 （印度尼西亚语）.

- Talesco, Cristian.  [〈外國對東帝汶援助與中國崛起〉]. Journal of International Studies (馬來西亞北方大學出版社). 2020年1月9日, 10: 131–150  [2025年5月22日]. （原始内容存档于2020年8月18日） （英语）.

- Tanter, Richard; van Klinken, Gerry; Ball, Desmond (编).  [《恐怖大師：印度尼西亞在東帝汶的軍隊與暴行》]. Lanham, MD: Rowman & Littlefield. 2006. ISBN 0742538338 （英语）.

- Taylor, Jean Gelman.  [《1974-1989年印度尼西亞對東帝汶的佔領》]. 倫敦: 天主教國際關係研究所. 1990. ISBN 1852870516 （英语）.

- Taylor, Jean Gelman.  [《印度尼西亞被遺忘的戰爭：東帝汶秘史》]. 倫敦: Zed Books Ltd. 1991. ISBN 1-85649-014-9 （英语）.

- Taylor, Jean Gelman.  [《東帝汶：自由的代價》]. 倫敦: Zed Books Ltd. 1999. ISBN 9781864031096 （英语）.

- Taylor, Jean Gelman.  [《印度尼西亞：人民與歷史》]]. New Haven and London: 耶魯大學出版社. 2003a. ISBN 0-300-10518-5 （英语）.

- Taylor, John Gelman.  [〈「包圍並殲滅」：印度尼西亞對東帝汶的佔領〉]. Gellately, Robert; Kiernan, Ben  (编).  [《種族滅絕的幽靈：歷史視閾下的大屠殺》]. 劍橋大學出版社. 2003b: 163–186. ISBN 9780511819674. doi:10.1017/CBO9780511819674.008 （英语）.

- Turner, Michele.  [《講述東帝汶：個人證言 1942-1992》]]. 新南威尔士州肯辛頓: New South Wales University Press. 1992. ISBN 9780868400778. OCLC 28026854 （英语）.

- Ursula, Almeida.  [〈前东帝汶民族解放武装部队成員的社會統合，昔與今〉]. Journal of Peacebuilding & Development. 2017, 12 (1): 91–96. JSTOR 48602939.

- Vickers, Adrian.  [《印度尼西亞現代史》]. 劍橋: 劍橋大學出版社. 2005. ISBN 0-521-54262-6 （英语）.

- Weldemichael, Awet Tewelde.  [〈趾高氣揚的帝國和不屈不撓的「新省份」〉].  [《第三世界殖民主義與解放之策：比較厄立特里亞和東帝汶》]. 劍橋: 劍橋大學出版社. 2013: 38–77. ISBN 9781107031234 （英语）.

- Wesley-Smith, Rob.  [〈莫貝雷電台與同東帝汶的聯繫〉]. Aubrey, Jim  (编).  [《自由東帝汶：澳大利亞在東帝汶種族滅絕中的罪責》] (PDF). Random House Australia. 1998: 83–102. ISBN 978-0091839178 （英语）.

- Winters, Rebecca.  [《Buibere：東帝汶婦女之聲》]. 達爾文: East Timor International Support Center. 1999. ISBN 0-9577329-3-7 （英语及德顿语）.

## 外部連結
- （德顿语）.
Centro Nacional Chega!（德语：Centro Nacional Chega!） 是東帝汶接納、真相與和解委員會的繼任機構。
- （英语）.
- （英语）.
- (PDF). 1976年7月12日  [2025年5月15日]. （原始内容 (PDF)存档于2025年5月15日） （中文）.
其中有革陣代表拉莫斯-奧爾塔同東帝汶省官員吉列爾梅·貢薩爾維斯（葡萄牙語：Guilherme Maria Gonçalves）的辯論。
- (PDF) （英语及法语）.